# Organhandel im Kosovo
Als Organhandel im Kosovo ist sowohl mutmaßlicher Menschenhandel zum Zweck der rechtswidrigen Organentnahme zulasten aus dem Kosovo entführter Personen als auch erwiesener Organhandel im Kosovo bekanntgeworden.
Mit dem mutmaßlichen Organraub wurde oft das sogenannte Gelbe Haus (albanisch shtëpia e verdhë, serbisch: жута кућа/žuta kuća) in Verbindung gebracht, ein Gebäude in Rribe (Albanisch offiziell meist Rripa resp. Rripë) rund zehn Kilometer südlich von Burrel in Albanien. Es steht als Symbol für mutmaßliche Kriegsverbrechen der paramilitärischen UÇK während des Kosovokrieges sowie für mutmaßlichen Organraub der UÇK und Verbrecherorganisationen ethnischer Albaner nach der Militärintervention der NATO von 1999, als die serbisch-jugoslawischen Sicherheitskräfte auf Betreiben der NATO das Land hatten verlassen müssen und NATO-geführte KFOR-Truppen sowie UNMIK-Kräfte die Verantwortung über die Provinz übernommen hatten. Opfer der mutmaßlichen Verbrechen waren überwiegend ethnische Serben sowie Roma und bestimmte Kosovo-Albaner, die zuvor von der UÇK aus der damals zur Bundesrepublik Jugoslawien gehörenden serbischen Provinz Kosovo nach Albanien entführt worden waren. Von Journalisten 2003 initiierte Ermittlungen der UNMIK-Behörden und des Internationalen Strafgerichtshofs für das ehemalige Jugoslawien (ICTY) waren 2004 eingestellt worden. Ausgelöst durch eine Autobiografie von Carla Del Ponte, der früheren Chefanklägerin des ICTY, aus dem Jahr 2008 bekräftigte ein Bericht des Europarats nach einer von Dick Marty geleiteten Sonderermittlung Ende 2010 die alten Anschuldigungen des vorwiegend an Serben aus dem Kosovo in Albanien begangenen Organraubs. Der Bericht beschuldigte kosovarische Spitzenpolitiker wie den ehemaligen UÇK-Kommandanten, damaligen Ministerpräsidenten und späteren Präsidenten des Kosovo, Hashim Thaçi, in organisierte Kriminalität und seit 1999 in Organraub verwickelt zu sein. Dem Geheimdienst und der Regierung Albaniens wird in dem Bericht des Europarats zur Last gelegt, mit der UÇK zusammengearbeitet zu haben beziehungsweise geheime UÇK-Lager, in denen auch Organraub erfolgt sei, geduldet zu haben und sich der Beteiligung an der strafrechtlichen Aufklärung der Vorwürfe durch internationale und serbische Behörden zu verweigern. Den internationalen Behörden im Kosovo warf der Bericht des Europarats langjährige Mitwisserschaft, stillschweigende Duldung und Mitschuld vor. Seit 2011 laufen Ermittlungen der EULEX Kosovo, die die Stichhaltigkeit dieser Vorwürfe überprüfen sollten. Ergebnisse dieser Ermittlungen wurden Ende Juli 2014 erstmals vom Chefermittler John Clint Williamson der EU Special Investigative Task Force (SITF) vorgestellt. Die Ergebnisse der SITF bestätigten den Marty-Bericht weitgehend sowie frühere Berichte der OSZE und von Human Rights Watch aus dem Jahr 1999. Nach den SITF-Ermittlungsergebnissen wurden von Seiten der UÇK und mit Unterstützung aus deren höchsten Führungsebenen gezielte und organisierte Verbrechen wie „ungesetzliche Tötungen, Entführungen, Vertreibungen, illegales Festhalten in Lagern im Kosovo und in Albanien, sexuelle Gewalt und andere Formen unmenschlicher Behandlung“ von Angehörigen der ethnischen Minderheiten und der ethnisch albanischen Opposition verübt und „ethnische Säuberungen“ von großen Teilen der Bevölkerung der Serben und Roma aus den Gebieten südlich des Flusses Ibar durchgeführt. Auf Grundlage dessen fordert die SITF Anklagen wegen Verbrechen gegen die Menschlichkeit und Kriegsverbrechen. Zudem konstatieren die SITF-Ermittlungen in Übereinstimmung mit dem Marty-Bericht des Europarats „schlüssige Hinweise“ für Organraub zur persönlichen Bereicherung und Machtanhäufung hochrangiger UÇK-Führer in bis zu zehn Fällen. Medienberichten zufolge sollen sich möglicherweise etwa zehn ehemalige UÇK-Kommandanten – und somit praktisch die gesamte UÇK-Führung – ab Anfang 2015 vor einem Sondertribunal wegen Kriegsverbrechen in Prozessen verantworten, die in Den Haag stattfinden könnten.
Als erwiesener illegaler Organhandel gilt der Fall der sogenannten Medicus-Klinik aus dem Jahr 2008 im damals unter Schirmherrschaft der Vereinten Nationen (UN) stehenden Kosovo, für den das zuständige Gericht in Priština im Jahr 2013 mehrere Angeklagte für schuldig befunden hat, Organe in krimineller Weise Spendern entnommen und Empfängern eingepflanzt zu haben. Die Organspender stammten hier vorwiegend aus ärmlichsten Verhältnissen und Ländern wie der Türkei, Russland, Rumänien und Kasachstan. Sie wurden mit der Zusicherung von bis zu 12.000 Euro angelockt, wobei einige der Spender das zugesagte Geld nie bekommen haben. Die Empfänger waren wohlhabende Patienten, die mehrheitlich aus Israel, aber auch aus Deutschland, Kanada und Polen stammten. Sie bezahlten zirka 80.000 bis 100.000 Euro für eine Niere. Derzeit (April 2013)[veraltet] flüchtig sind der türkische Arzt Yusuf Sönmez und der türkisch-israelische Doppelbürger Moshe Harel als von Interpol gesuchte Verdächtige und mutmaßliche Hauptdrahtzieher des Organhandelrings. Nach dem Sonderermittlungsbericht des Europarats von 2010 und nach anderen Quellen soll auch der Medicus-Fall in Zusammenhang mit den mutmaßlichen Organraubfällen in Albanien aus der Nachkriegszeit stehen.

## Vorgeschichte und sicherheitspolitischer Hintergrund im Kosovo
Die Militärintervention der NATO in Jugoslawien von April bis Juni 1999 war ohne völkerrechtliche Legitimation und unter US-amerikanischer Dominanz nach einem neuen Paradigma der westlichen Krisenintervention (Doktrin der „humanitären Intervention“) erfolgt. Dabei hatte die NATO in Ermangelung eines UN-Sicherheitsrats-Mandats als selbsternannte und eigenmächtige Interventionsmacht gehandelt und den Krieg mit Verweis auf eine moralische Verpflichtung begründet, die daraus entstanden sei, dass eine drohende „humanitäre Katastrophe“ abgewendet werden müsse.

### Juni bis Herbst/Winter 1999
Mit der NATO-Militärintervention in Jugoslawien und der daraus erwirkten Absprache des Military Technical Agreement vom 9. Juni 1999 setzte die NATO nicht nur den Einmarsch der KFOR-Truppen in die serbische Provinz Kosovo durch, sondern auch den gleichzeitigen Rückzug der serbisch-jugoslawischen Sicherheitskräfte nach Ende der Kampfhandlungen. Somit gab es im Kosovo im Gegensatz zu den Verhältnissen in Bosnien nach Ende der Kriegshandlungen de facto keine Polizeiorganisation mehr.
Erst nachträglich betraute der UN-Sicherheitsrat darauf die NATO-geführte KFOR in der UN-Resolution 1244 vom 10. Juni 1999 per Mandat mit der Ausübung von Sicherheitsaufgaben, überließ der NATO aber nicht sämtliche Bereiche, sondern forderte zusätzlich mit der Resolution auch die Schaffung der UNMIK (United Nations Interim Administration in Kosovo) und bekräftigte die Wahrung der Souveränität und territorialen Unversehrtheit der Bundesrepublik Jugoslawien, wie dies auf dem Außenministertreffen der G-8 am 6. Mai 1999 auf dem Petersberg bei Bonn beschlossen worden war. Die UNMIK sollte als Übergangsverwaltung für den Kosovo unter Leitung des Sondergesandten (SRSG) des UN-Generalsekretärs erstens für Polizei- und Rechtsverwaltung zuständig sein sowie zweitens für die Zivilverwaltung (beides durch die UN auszuführen), drittens für Demokratisierung und Verwaltungsaufbau (durch die OSZE durchzuführen) und viertens für Wiederaufbau und Wirtschaftsentwicklung (durchzuführen durch die EU). In diesem Rahmen sollte die UNMIK eine internationale UNMIK-Zivilpolizei errichten, die bis zur Schaffung eines „glaubwürdigen, professionellen und unparteiischen“ Kosovo Police Services (KPS) für exekutive Funktionen verantwortlich sein sollte. Sowohl die Entsendung von Polizisten als auch die von Experten für den Aufbau von Verwaltung, Justiz, Infrastruktur und Wirtschaft verlief jedoch schleppend. Auch die nach der UN-Resolution 1244, also nach der völkerrechtlichen Grundlage für die Nachkriegsarbeit von UN und NATO in der serbischen Provinz Kosovo, ausdrücklich bestätigte Erlaubnis für eine vereinbarte Zahl jugoslawischen beziehungsweise serbischen Militär- und Polizeipersonals, nach einem gewissen Zeitraum in den Kosovo zurückzukehren, unter anderem zum Zwecke der Aufrechterhaltung einer Präsenz an Stätten des serbischen Kulturerbes und an wichtigen Grenzübergängen, wurde weder 1999 erfüllt noch im Jahr 2004, als Serbien seine Hilfe bei den außer Kontrolle der Protektoratsmächte geratenen März-Pogromen anbot, dies aber von Kosovo-Albanern und NATO abgelehnt wurde.
Die Verschleppung des Aufbaus einer Judikative führte dazu, dass viele Verbrechen ungestraft blieben. Kosovo-albanische Richter, Staatsanwälte und Rechtsanwälte weigerten sich, die bestehenden serbischen und jugoslawischen Gesetze anzuwenden und verlangten die Anwendung der kosovarischen Gesetze aus der Zeit vor 1989. Es entstand ein Rechts- und Machtvakuum im Kosovo.
Dieses Rechts- und Machtvakuum wurde von den stark präsentierten und gut bewaffneten UÇK-Kräften unter Hashim Thaçi, Ramush Haradinaj und weiteren UÇK-Kommandeuren für die Machtübernahme der UÇK in Gemeinden und Städten ausgenutzt. Im Zusammenhang mit dieser weitreichenden Rechtlosigkeit im UN- und NATO-Protektorat wurde Hashim Thaçi zum „Ministerpräsidenten“ im Kosovo ernannt und mit großer Brutalität gegen die im Kosovo lebenden Serben, Roma, Aschkali und sogenannte Kosovo-„Ägypter“ vorgegangen. Ungehindert und nicht eingedämmt von der zu spät und zu zögerlich eingreifenden KFOR und UNMIK kam es in den ersten Monaten nach Ende der NATO-Luftangriffe – insbesondere im Sommer und Herbst 1999 – zu Gewaltexzessen von Kosovo-Albanern, zu Vertreibung und Flucht von mehr als 200.000 Serben, Roma und anderen Angehörigen von Minderheiten aus dem Kosovo und zur Zerstörung von serbisch-orthodoxen Klöstern und Kirchen im gesamten Kosovo. Die mangelnde Strafverfolgung betraf auch Gewalttaten der UÇK gegenüber konkurrierenden politischen Gruppen (beispielsweise der LDK) und die bereits seit Beginn des Krieges bestehenden Machtkämpfe innerhalb der UÇK-Führung. Insbesondere mehrere Rivalen von Hashim Thaçi wie beispielsweise Blerim Kuçi starben kurz nach entsprechenden Drohungen unter ungeklärten Umständen oder wurden Opfer von Attentaten wie Bujar Bukoshi, der die Gewaltwelle nach dem Krieg als vom albanischen Geheimdienst SHIK (Shërbimi Informativ Kombëtar) gesteuert ansah. Fast alle Agenten, die aus dem vormals berüchtigten Geheimdienstes Sigurimi des Diktators Enver Hoxha entlassen wurden, sollen laut Bukoshi nach der Machtübernahme der Sozialisten wieder aktiviert worden sein. Etwa 200 hochrangige SHIK-Offiziere, so Bukoshi, befänden sich im Kosovo, darunter auch der „Spitzenagent“ Xhavit Haliti, zugleich engster Berater von Hashim Thaçi und Mitglied der kosovo-albanischen Delegation bei Gesprächen zum Vertrag von Rambouillet. Ziel sei die Destabilisierung des Kosovo und seine Kontrolle durch die Führung Albaniens.
Schon im Winter 1999/2000 soll die Gewalt nach Angabe von Beobachtern viele Kosovo-Albaner empört haben, die es aber aufgrund des bestehenden Tabus der Kritik an den „eigenen“ Leuten nicht gewagt haben sollen, sich öffentlich dazu zu äußern.

### Herbst/Winter 1999 bis 2008

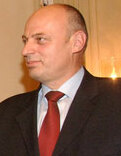
TMK-Chef Agim Çeku: mehrmals auf Grundlage eines Interpol-Eintrags verhaftet und auf Intervention des UNMIK-Chefs Holkeri freigesetzt, genoss er 2006 bis 2008 als sogenannter „Ministerpräsident“ des Protektorats politische Immunität bei Interpol

Das rechtliche Vakuum nach dem erzwungenen Abzug der serbisch-jugoslawischen Sicherheitskräfte herrschte im Kosovo über fünf Monate hinweg, bis ein neues Gesetzeswerk mit Übergangscharakter eingeführt wurde. Bis zum 13. Oktober 1999 wurden trotz Hunderter von Kriminalfällen lediglich 13 Strafprozesse geführt. Erst im Herbst und Winter 1999 übernahm die NATO-geführte KFOR Kontrolle über die UÇK. Doch führte die NATO die in der UN-Resolution 1244 zugesicherte „Entwaffnung“ der sogenannten UÇK-„Kämpfer“ nur nachlässig durch und Teile der UÇK wurden auf Grundlage des Joint Interim Administration Council vom Januar 2000 in das am 20. September 1999 nach Vorbild der US-Nationalgarde mit US-Militärhilfe gegründete und als „Auffanglager“ für demobilisierte UÇK-Kämpfer eingerichtete, sogenannte Kosovo Protection Corps (TMK, auch: „Kosovo-Schutzkorps“) unter dem Kommando des ehemaligen UÇK-Oberbefehlshabers Agim Çeku aufgenommen. Der von wichtigen Führern der UÇK als Kerntruppe für die Armee eines zukünftigen unabhängigen Kosovo betrachtete TMK war nunmehr seit Januar 2009 offiziell als kosovarische Zivilschutzorganisation anerkannt und verfügte über eine dominant kosovo-albanische Mitgliedergemeinde mit zahlreichen hochrangigen UÇK-Führern. Diese Hilfspolizei TMK bot somit eine legale Betätigungsplattform für die ehemals vom Westen als „Terroristen“ eingestuften, ehemaligen UÇK-Kämpfer. Der Vizechef der internationalen Polizei im Kosovo, Uwe Schweifer, bezeichnete eine Entwaffnung der Region als reine Illusion.
Erst ab Anfang 2000 wurde der KPS („Kosovo Police Service“; deutsch auch: „Kosovo-Polizei“) als eigene kosovarische Polizei aufgebaut, dessen Polizisten aber „eher zögerlich“ gegen Straftäter albanischer Ethnie vorgingen, auch auf Grund ihrer Angst vor Racheakten von Angehörigen der ethnisch albanischen Familienclans oder seitens der praktisch alle kosovarischen Gesellschaftsbereiche durchdringenden organisierten Kriminalität. Während der KPS von der UNMIK als einer ihrer größten Erfolge betrachtet und vom UNMIK-Chef (SRSG) Michael Steiner als „multiethnische Polizei mit westlichem Standard“ bezeichnet wurde, sah ihn die serbische Minderheit als Machtinstrument der Kosovo-Albaner an. Nach Umfragen der UNDP sank die Zufriedenheit der serbischen Minderheit mit dem KPS von 4,6 Prozent im Juli 2003 beziehungsweise 14,3 Prozent im November 2003 nach den März-Pogromen von 2004 sogar noch auf 0,5 Prozent.
Mangelndes Engagement der internationalen Besatzungsmächte führte dazu, dass auch Mitte März 2000 noch immer nicht genug Polizisten im Protektorat Kosovo zur Verfügung standen, so dass frühere Mitglieder der Policia Ushtarahe (PU), der Militärpolizei der UÇK sowie das TMK vielfach Polizeifunktion übernahmen. Einem zu dieser Zeit veröffentlichten OSZE-Bericht nach bestand deren „Polizei“-Tätigkeit jedoch tatsächlich vor allem in der Ausübung von Straftaten wie Schutzgelderpressung, Einschüchterung, Verhaftung, Folter und Mord. Der OSZE-Bericht beanstandete weiter, dass das Vertrauen der Bevölkerung in die Strafverfolgungsbehörden durch die mangelhafte Strafverfolgung schwinde, wodurch die Kriminalität noch weiter gefördert werde. Die UÇK verübte nicht nur im Rahmen des Unabhängigkeitskampfes und interner Machtkämpfe Verbrechen, sondern verstärkte auch den Drogenhandel, der nach Aussage eines zivilen Mitarbeiters der UNMIK als Geschäft zwischen albanischen Mafiabanden und UÇK aufgefasst werden kann, indem die Mafiagruppen der UÇK Waffen lieferten und dafür unbehindert von der UÇK im Kosovo Fuß fassen konnten. Auch NATO und UNO wurde eine Mitschuld an der Etablierung mafiöser Strukturen zugesprochen. Die internationale Polizei bemängelte, sie werde häufig von den westlichen Politikern und Funktionären im Stich gelassen. So hatten sich UNMIK-Chef Bernard Kouchner und der deutsche KFOR-Kommandeur Klaus Reinhardt bei Hashim Thaçi öffentlich dafür entschuldigt, dass UNMIK-Polizisten Thaçis Leibwächter entwaffnet und in der Wohnung von Thaçis Bruder eine Million Dollar konfisziert hatten. Thaçi konnte daraufhin angeben, sein Stab werde künftig über geplante Kontrollen vorab informiert.
Über Hafenstädte in Albanien wie Vlora, Durrës und Saranda blühte der Menschenhandel unter anderem von Menschen aus dem Kosovo, an dem Polizisten, Zollbeamte und Bootsbesitzer profitierten. Laut dem Herausgeber der albanischen Zeitung „Tema“, Mero Baze, hielt sich der Polizeichef von Durrës einen regelrechten „Harem“ von Prostituierten aus Moldawien. Kosovo-Albaner wurden laut dem Polizei-Inspektor Janoz Terstena mit Busfahrten zu angeblichen Schulungslehrgängen nach Tirana gelockt und dann zur illegalen Organentnahme in griechische, mazedonische, italienische oder türkische Geheimkliniken verbracht. Zahlreiche albanische Dörfer betrieben als wirtschaftliche Grundlage Cannabis-Anbau oder illegale Transportdienste. Im Dajti-Gebirge in der Nähe von Tirana befanden sich zwei geheime Heroin-Fabriken, der Bau einer dritten wurde für den Kosovo angekündigt. Neben Schwarzmarktgeschäften und Schmuggel verschiedenster Waren wie Zigaretten oder Kraftfahrzeuge blieb als Hauptproblem auch die illegale Waffeneinfuhr in den Kosovo bestehen.
Trotz der gewalttätigen, kriminellen Situation ging die UNMIK mit mangelnder Konsequenz gegen Verbrechen vor, die aus den Reihen der UÇK begangen wurden. So dauerte es noch bis August 2002, bis die UNMIK-Justiz erstmals frühere UÇK-Anführer wegen von ihnen begangener Verbrechen verfolgte, namentlich Rrustem Mustafa, nach dem Krieg einer von sechs Regionalführern des TMK und Ramush Haradinaj, der mittlerweile Führer der AAK war. Erst am 18. Februar 2003 lieferte die KFOR erstmals ehemalige UÇK-Mitglieder an das Haager Tribunal (ICTY) aus, darunter als Hauptangeklagten Fatmir Limaj, Fraktionsvorsitzender und Vizepräsident von Thaçis PDK sowie Vizepräsident des Übergangsparlaments. Wie bei anderen früheren UÇK-Anführern wurde auch bei Limajs Prozessen vor dem ICTY und vor der EULEX, die eine politische Affäre nach sich zogen, der mangelnde Zeugenschutz im Kosovo thematisiert.
Nach der Pogrom- und Vertreibungswelle gegen die Minderheiten von März 2004 verlieh die US-KFOR dem TMK durch gemeinsame Patrouillestreifen mit TMK und KPS dennoch die von der UÇK-Nachfolgeorganisation begehrte Rolle als öffentliche Sicherheitskraft, die ihr von UNMIK und dem zentralen KFOR-Kommando bis dahin verwehrt worden war.
Nach dem Bericht der Gesellschaft für bedrohte Völker (GfbV) von November 2004 blieben „die so genannten »drive-by-shootings«, bei denen aus dem Auto auf Serben, Roma oder andere Minderheiten geschossen“ werde, auch nach den blutigen Märzpogromen von 2004 ungestraft. Bei geringeren Vergehen käme es meist zu keiner Anzeige, „da die Opfer Angst vor Vergeltungsschlägen“ hätten. Die „beinahe vollkommene Straffreiheit bei Straftaten gegen die Minderheiten“ habe die Opfer so verschüchtert, dass sie keinerlei „Vertrauen in die internationalen Schutzeinrichtungen“ besäßen. Strafakten Krimineller albanischer Ethnie würden verschwinden, Strafgefangene albanischer Ethnie entkämen „unter bizarren Umständen aus Gefängnissen“, schrieb der Spiegel. Die kosovarische Polizei würde sich teilweise weigern zu ermitteln. Auch die UNO-Verwalter seien von Morddrohungen und Intrigen von kosovo-albanischer Seite betroffen. Die UNMIK-Chefs wie Hans Hækkerup und Michael Steiner hätten daher nach jeweils kurzer Amtszeit ihr Amt niedergelegt. Kosovo-albanische Politiker zeigten sich weder bereit, die Frage nach dem künftigen Status zu verhandeln, noch von kosovo-albanischer Seite begangene Kriegsverbrechen zu erörtern. Die „Untaten“ der UÇK und der „Albaner-Führer“ wie Ramush Haradinaj würden sie als Tabuthema behandeln. Die serbische Bevölkerung friste „eine kümmerliche Existenz im Kosovo“, ihr Schutz sei im Kosovo trotz Verwendung internationaler Gelder nicht gewährleistet. „Seit dem Beginn der Vorbereitungen für die Unabhängigkeit des Kosovo“, so der Bericht des GfbV, sei „der Druck auf die Roma, Aschkali und »Ägypter«“, das Land zu verlassen, noch angestiegen. Der KPS sei nur „offiziell eine multiethnische Polizeimacht“, bestehe tatsächlich jedoch überwiegend aus ethnischen Albanern und schikaniere Angehörige der Minderheiten. Der Kosovo-Polizei werde von den Minderheiten auch vorgeworfen, zumindest teilweise aktiv am Brandschatzen und an weiteren Gewalttaten im März 2004 teilgenommen zu haben. Nicht selten seien auch Berichte der Roma-Mädchen, „die von albanischer Polizei aufgegriffen werden und über Nacht oder sogar über mehrere Tage, in einer Gefängniszelle missbraucht und misshandelt werden.“
Nach einer Analyse des Bundesnachrichtendienstes (BND) vom 22. Februar 2005, über deren Inhalt die Weltwoche am 26. Oktober 2005 publizierte, wurde die Provinz Kosovo von Netzwerken aus hochrangigen Politikern und international tätigen kosovo-albanischen Mafiabanden beherrscht, die „kein Interesse am Aufbau einer funktionierenden staatlichen Ordnung“ haben, „durch die ihre florierenden Geschäfte beeinträchtigt werden könnten.“ Diese Netzwerke hätten das Ziel, ein „geeignetes politisches Umfeld“ für ihre kriminellen Geschäfte im Kosovo zu bereiten. Der BND ging davon aus, dass der Kosovo auch künftig „eine Schlüsselrolle als Transitregion für den Drogenhandel in Richtung (West-)Europa“ behalten werde, da Vertreter der politischen Führung im Kosovo maßgeblich an den kriminellen Aktivitäten der Mafia beteiligt seien. Zu diesen „Key-Playern“ oder „Multifunktionspersonen“ gehörten laut BND auch Hashim Thaçi sowie dessen Vertrauter, PDK-Vize und späterer Parlamentspräsident Xhavit Haliti oder der vom UN-Sonderbeauftragten und UNMIK-Chef Sören Jessen-Petersen als „Freund und Partner“ bezeichnete Ramush Haradinaj. Diese politischen Spitzenkräfte nutzten demnach ihre Verbindungen zur organisierten Kriminalität für die Durchsetzung eigener Interessen und schafften im Gegenzug mit ihrem Einfluss in Politik, Wirtschaft und Sicherheitsbehörden „Freiräume und Zugänge“ für die klassischen Betätigungsfelder der organisierten Kriminalität, die das „gesamte Spektrum krimineller, politischer und militärischer Aktivitäten“ einnehmen, insbesondere den Drogen-, Zigaretten- und Waffenschmuggel, illegalen Treibstoffhandel, Menschenschmuggel und die Schutzgelderpressung. Auch der damalige Regierungschef, Agim Çeku, stehe mit kriminellen Geschäften der „Bruderschaften“ genannten kosovo-albanischen Mafiagruppen in Verbindung und sei der Gruppe um Thaçi und Haliti zuzuordnen, die die Drenica-Region kontrolliere. Insbesondere der Kosovo gelte als Zentrum der organisierten Kriminalität, aus dem kriminelle Aktivitäten in ganz Europa gesteuert werden. Die westeuropäischen Länder seien und blieben für die albanische organisierte Kriminalität als Vorbereitungs- und Rückzugsraum sowohl logistischer Standort als auch Zielland für den Drogenhandel und weitere Deliktfelder. Eine große albanische Diaspora, namentlich in Deutschland und der Schweiz, biete der albanischen organisierten Kriminalität „eine ideale Operationsbasis“. Laut BND, Interpol und Europarat sollte die Region Kosovo zu 60 Prozent am europäischen Drogenhandel und zu 98 Prozent am Menschenhandel beteiligt sein.
2007 erstellte das Institut für Europäische Politik (IEP) eine vom deutschen Verteidigungsministerium in Auftrag gegebene Studie, deren Inhalt im Januar 2008 trotz ihres Vermerks als Verschlusssache über die russische Nachrichtenagentur RIA Novosti bekannt wurde. Nach dieser IEP-Studie übt die Mafia im Kosovo soziale Kontrolle aus, „die auf kurz oder lang zu einer vollständigen kollektiven Deprivation der betroffenen Gesellschaft führt und kein Aufwachsen liberaler und demokratisch gesinnter Kräfte erlaubt.“ „Sowohl die Polizei als auch das Justizwesen im Kosovo“, so die IEP-Studie, „stellen überaus schwache und in wesentlichen Fällen handlungsunwillige Sicherheitsinstitutionen dar, die insbesondere für Angehörige von Minderheiten keine neutrale Ansprechstelle repräsentieren.“ „Die unredliche und überaus kurzsichtige Appeasement-Politik gegenüber der Organisierten Kriminalität sowie die damit einhergehende Entwertung demokratischer Grundfesten“, urteilte die Studie, „findet ihren skandalösen Höhepunkt in der offenen Behinderung der Ermittlungsarbeit des Haager Kriegsverbrechertribunals [ICTY], was nicht nur die Politik der Internationalen Gemeinschaft der Bigotterie entlarvt, sondern elementar dem Bestreben nach einer Demokratisierung des Kosovo zuwiderläuft.“ Zur Verantwortung der westlichen Staaten schrieb die IEP-Studie: „Die Internationale Gemeinschaft sowie ihre Vertreter im Kosovo tragen maßgeblich Mitverantwortung für die alarmierende Ausbreitung mafiöser Strukturen im Kosovo und haben durch die offene Unterstützung politisch-krimineller Kuppelakteure in vielfältiger Weise die Glaubwürdigkeit internationaler Institutionen beschädigt. Durch die wiederholte öffentliche Rückendeckung für kriminelle und gewaltbereite Spitzenpolitiker seitens führender Kräfte von UNMIK und KFOR wurde sehenden Auges das mittlerweile fest etablierte innerkosovarische Angstregime befördert und auf diesem Weg zur strukturellen Repression nicht-korrumpierter Gesellschaftsakteure beigetragen.“ Im Ausblick fasst die IEP-Studie zusammen: „Resümierend bleibt wenig Spielraum, den mittlerweile seit mehreren Jahren laufenden Prozess der Sicherheitssektorreform im Kosovo nicht als überaus defizitär zu bezeichnen. Auch das diesbezügliche Engagement der Internationalen Gemeinschaft muss zumindest in Teilen als kontraproduktiv charakterisiert werden und gibt wenig Anlass zur Hoffnung, dass sich hieran etwas durch kurzfristige Maßnahmen ändern ließe.“

### Rechts- und Sicherheitspolitik seit 2008
Trotz der allein zwischen 1999 und 2007 in den Kosovo geflossenen EU-Hilfsgelder von 3,5 Milliarden Euro, pro Kopf gerechnet ein weltweiter EU-Hilfe-Rekord, blieben nach einem Bericht des Europäischen Rechnungshofes (EuRH) von 2012 Korruption und Kriminalität im Kosovo so gravierend wie zu Kriegsende 1999: „Korruption und organisierte Kriminalität sind nach wie vor hoch. Verantwortlich sind dafür zum Teil Kosovos Behörden, die Prinzipien der Rechtsstaatlichkeit nicht genug beachten. Zum Teil liegt es an der EU, die bessere Hilfe leisten muss“, urteilte der Berichterstatter Gijs de Vries. Neben der Spitzenposition im Korruptionslevel nach Transparency International zitierte der Bericht auch einen OSZE-Mitarbeiter über die anhaltenden Missstände im Justizwesen, wonach „die Richter ihre Urteile nicht allein auf Grundlage des Gesetzes“ fällen, „sondern in vorauseilendem Gehorsam externen Interessen folgend“. Der Kosovo sei durch alle Ebenen korrupt und Spielball politischer, wirtschaftlicher und krimineller Interessen. Weder bei der Rechtsstaatlichkeit, noch im Kampf gegen organisierte Kriminalität und Korruption könne die EU-Mission nachhaltig Erfolge vorweisen. Der Bericht fasste zusammen, es habe sich somit an der organisierten Kriminalität „seit dem Einschreiten der internationalen Gemeinschaft im Sommer 1999 nicht wesentlich viel geändert“. Kosovos Behörden würden sogar in jüngerer Zeit versuchen, die Exekutivmacht der EULEX im Justizwesen durch Gesetzesänderungen zu begrenzen.
Auch mit Erreichen der vollständigen Souveränität vom 10. September 2012 bekämpften Politik, Verwaltung, Polizei und Justiz im Kosovo nicht wirksam Kriminalität, Unordnung, Korruption, Mafia und fortwährende Vertragsbrüche. Während die „Botschafter der tonangebenden westlichen Länder“ auch mit Abzug beziehungsweise Mandatsbeendigung von Pieter Feith, bis 2011 „EU-Sonderbeauftragter“ (EUSR) und bis 10. September 2012 Ziviler Repräsentant („International Civilian Representative“ = ICR) für den Kosovo, ihre Zufriedenheit mit der Regierung Thaçi ausdrückten, zeigte sich die kosovarische Bevölkerung zunehmend unzufrieden mit der Regierung. Die Kosovo-Regierung selbst benannte als Hauptquelle für Schmuggel und organisiertes Verbrechen die unklare Lage der konzentriert serbisch besiedelten Gemeinden im Nordkosovo. Demgegenüber stellte der kosovarische Außenminister Enver Hoxhaj 2013 die Beendigung der internationalen Überwachung als großen Erfolg dar: „Wir haben einen neuen Staat mit einem Sozial-, Bildungs- und Gesundheitssystem aufgebaut. Wir sind quasi die Erfolgsgeschichte auf dem Balkan. Und wir haben es geschafft, im vergangenen Jahr die Überwachung der Unabhängigkeit zu beenden. Anders als in Sarajewo gibt es heute in Prishtina keinen internationalen Vertreter mehr, der uns überwacht.“
Auch die deutsche Bundesregierung nennt für ihren Beschluss, den NATO-Einsatz deutscher KFOR-Soldaten auf Grundlage der UN-Resolution 1244 im Kosovo zu verlängern, „bis die Sicherheitsorgane Kosovos die Sicherheit aller Bevölkerungsgruppen gleichermaßen gewährleisten können“, nur den „kosovo-serbisch dominierten Norden des Landes“ in ausdrücklicher Form. Sie erwähnt dagegen keine Minderheitenprobleme im übrigen Kosovo, sondern erklärt die fortbestehende Anspannung der Lage damit, dass „Teile der kosovo-serbischen Bevölkerung im Norden“ die im Dialog zwischen Serbien und Kosovo am 19. April 2013 erzielte Vereinbarung ablehnen. Die Kosovo-Polizei (KPS), die „die Sicherheit aller Bevölkerungsgruppen Kosovos gewährleisten“ solle, habe „ihre Einsatzbereitschaft und ihre Fähigkeiten wiederholt unter Beweis gestellt“ und werde durch die vorerst bis zum 14. Juni 2014 mandatierte EULEX-Kosovo unterstützt, die „mit zunehmender Effizienz im gesamten Staatsgebiet“ vorgehe, deren Entschlossenheit allerdings „vor allem im Norden Kosovos immer wieder auf die Probe gestellt“ werde und deren Bewegungsfreiheit „teilweise eingeschränkt“ sei. Der Aufbau der kosovarischen Sicherheitskräfte KSF als „multiethnisches und professionelles Sicherheitsorgan“ für Krisenreaktion und Kampfmittelbeseitigung sowie Zivilschutz verlaufe erfolgreich.

## Der Fall Gelbes Haus

### Vorwürfe
Auf Grundlage mehrerer Untersuchungen und Recherchen wurden schwere Anschuldigungen laut, dass im Jahr 1999 von der UÇK nach Albanien verschleppte Menschen Opfer von organisierter Kriminalität, Menschenhandel, Organraub, Mord sowie weiterer schwerer Delikte geworden sind, teilweise im Zusammenhang mit einem international wirkenden Organhandelsring. Die genauen Geschehnisse sind bisher nicht abschließend geklärt, doch rückte über lange Zeit die Region von Burrel mit dem Gelben Haus in das Zentrum der öffentlichen Berichterstattung über den mutmaßlichen Organhandel.
Das albanische Burrel galt in der kommunistischen Zeit Albaniens als berüchtigter Ort. In der abgeschieden liegenden albanischen Kleinstadt hatte sich der stalinistische Diktator Enver Hoxha im zentral gelegenen Gefängnis politischer Gegner durch oft lebenslange Haft unter unmenschlichen Bedingungen entledigt. Nach dem Zerfall des kommunistischen Systems in Albanien sollen in dieser Region konkurrierende und mafiaähnlich organisierte Verbrecherbanden tödliche Auseinandersetzungen ausgetragen haben.
Seit 1998 kam es zu Entführungen in der damals serbischen autonomen Region Kosovo (damals zu Jugoslawien gehörend), die der UÇK zugeschrieben wurden.
Etwa 400 Serben wurden nach Angabe der Menschenrechtsorganisation Human Rights Watch von 2008 seit dem Kriegsende von 1999 vermisst. Nach Angabe der „Vereinigung der Familien entführter und vermisster Personen in Kosovo und Metochien“ von 2008 wurden noch 533 Kosovo-Serben vermisst, von denen 430 nach dem 10. Juni 1999 „verschwunden“ seien. Nach Angabe des Office of Missing Persons and Forensics (OMPF) waren Anfang 2010 noch 375 ungelöste Fälle von Nicht-Albanern vorwiegend serbischer Ethnie verblieben, die nach der Ankunft der KFOR-Truppen vom 12. Juni 1999 verschwunden sind.
Laut 2008 an die Öffentlichkeit gelangter Ergebnisse der Anklagebehörde des Haager Tribunals (ICTY) soll die UÇK nach dem Ende des Kosovo-Krieges (Juni 1999) bis zu 300 Gefangene aus der teilweise von der UÇK kontrollierten serbischen Provinz Kosovo in nordalbanische Orte wie Kukës und Tropoja (auch: Tropojë) verschleppt und in Lagerhäusern und Baracken festgehalten haben. Von dort aus seien ausgesuchte Gefangene, die laut Zeugenaussagen jünger und gesünder waren und „im Gegensatz zu anderen Gefangenen Nahrung erhielten, von Ärzten untersucht und nicht geschlagen wurden“ (Human Rights Watch), in das „Gelbe Haus“ gebracht worden. Dieses gelbe Haus befinde sich in einem Dorf bei Burrel oder in der Nähe dieser Kleinstadt. Dort sollen bis zu 50 Gefangenen Organe entnommen und dann über den Flughafen Tirana ins Ausland transportiert worden sein, wo wohlhabende Käufer bereits auf eine Transplantation der Organe gewartet haben sollen. Die mutmaßlichen Opfer seien mehrheitlich ethnische Serben gewesen, die seit der Ankunft der UN- und NATO-Truppen im Kosovo als vermisst galten. Unter den Gefangenen sollten sich jedoch auch Frauen aus dem Kosovo sowie aus Albanien, Russland und anderen slawischen Ländern befunden haben.
Laut Pressebericht von 2008 sollen nach Angabe von „Behörden und Medien in Serbien“ den „meist jungen Serben […] die Organe in der neurochirurgischen Abteilung des Gefängnisses 320 in der Nähe der nordalbanischen Stadt Tropoje entnommen worden“ sein (Ärzte Zeitung). Scheinbar in Widerspruch dazu steht eine andere auf einem Bericht der serbischen Zeitung Politika beruhende Meldung über Orte von Organtransplantationen in Albanien: „Ein Teil des Krankenhauses in den Bajram Curri-Baracken, [das] Gesundheitszentrum in der Coca-Cola-Fabrik in Tirana, [die] Nervenklinik im Gefängnis Nummer 320 in der Stadt Burrel und ein improvisiertes Krankenhaus im sogenannten Gelben Haus nahe dem Dorf Tropoje wurden ebenfalls für Organtransplantationen verwendet“ (B92). Die Presse berichtete auch mit Bezug auf Milijana Mitrovic als angebliche Zeugin der Anklagebehörde des Haager Tribunals, das Gelbe Haus habe sich in Tirana befunden.
Nach den 2010/2011 veröffentlichten Ergebnissen der im Auftrag des Europarates durchgeführten Ermittlungen wurden aus dem Kosovo entführte Gefangene über die durchlässige Grenze nach Albanien geschafft und bis zum Ende des Kosovo-Krieges im Juni 1999 als sogenannte „Kriegsgefangene“ von der UÇK an den Orten Kukës, Cahan und Durrës interniert, verhört und misshandelt. Nach Ende des NATO-Bombardements (Juni 1999) soll die UÇK rund 500 Menschen meist serbischer Ethnie aus dem Kosovo entführt, bis fast ein Jahr nach Kriegsende in geheimen Hafteinrichtungen in Albanien gefangen gehalten haben und viele von ihnen getötet haben. Der Bericht beschreibt, dass die UÇK die Gefangenen in geheimen Gefängnissen „unmenschlicher und erniedrigender Behandlung ausgesetzt habe, bevor sie schliesslich verschwanden“. Stufenweise seien geringere Mengen der Gefangenen nach Kriterien wie Ethnizität und gesundheitliche Kondition aussortiert worden. Von Juli 1999 bis Mitte 2000 sei eine große Anzahl „vermisster“ Personen in einem separaten Ad-hoc-Verbund von Orten (Bicaj, Burrel, Rribe und Fushë-Kruja) festgehalten und mutmaßlich ohne Ausnahme getötet worden. Eine geringe Anzahl sei „Opfer organisierten Verbrechens“ geworden, ihre Nieren seien ihnen für den Betrieb eines illegalen internationalen Organhandel-Ringes entnommen worden (so beispielsweise in Fushë-Kruja). Einige Gefangene hätten dabei mehrere „Durchgangsstationen“ passiert, bevor sie als Endpunkt an die Operationsklinik ausgeliefert wurden. Die Opfer seien vor der Entnahme der Nieren durch Kopfschüsse getötet worden.

### Ablauf der Nachforschungen
Serbien hatte sich schon lange über Gräueltaten beschwert, die von der UÇK nach Juli 1999 begangen worden seien, als die NATO-Luftangriffe die serbisch-jugoslawischen Sicherheitskräfte gezwungen hatten, sich aus der serbischen Provinz Kosovo zurückzuziehen. Auch erste Anschuldigungen von Organhandel sind schon in den 1990er Jahren von serbischer Seite erhoben worden, zu Zeiten des Kosovo-Krieges. Serben warfen der albanischen Seite vor, Hunderte von Gefangenen nach Tirana verschleppt, getötet und ihnen Organe entnommen zu haben. Laut der russischen Nachrichtenagentur RIA Novosti hat es sich serbischen Angaben zufolge „um mindestens 2000 Opfer“ gehandelt. Zeitungen in Serbien, in den USA und in Großbritannien sollen darüber berichtet haben.

#### Erste journalistische Recherchen Montgomerys 2002–2003
Im Jahr 2002 führten Zeugenaussagen von Menschenhandel in Verbindung mit Organraub den als seriös und unabhängig geltenden US-amerikanischen Kriegsjournalisten Michael Montgomery und Kollegen bei Recherchen zu dem „gelben Haus“ in der Nähe der zentralalbanischen Stadt Burrel, wohin ein Zeuge Gefangene gebracht und an Ärzte übergeben haben wollte. Bei Montgomerys Zeugen handelte es sich nach seinen Angaben um drei UÇK-Fahrer. Ein Zeuge gab an, dabei gewesen zu sein, als die Toten auf einem nahen Friedhof vergraben worden seien. Das Journalistenteam sammelte bis ins Jahr 2003 Material zu dem angeblichen UÇK-Organhandel.

#### UNMIK-Ermittlungen

##### Einbeziehung des UNMIK-Forensikers Baraybar
Schließlich wandte sich das Team um Montgomery mit Bitte um Unterstützung an den damaligen Vorsteher des UN-Büros für Vermisste in Kosovo (Office of Missing Persons and Forensics = OMPF), José Pablo Baraybar. Baraybar gilt als „einer der wenigen Uno-Leute, die sich damals für die vermissten Serben einsetzten und den Mut zu Untersuchungen aufbrachten, auch gegen die UCK [UÇK]“ (Magazin). Laut dem peruanischen Forensiker Baraybar war die zusammengetragene Beweislast nicht ausreichend für eine Verurteilung, jedoch die Indizienlast, wie auch Zeugenaussagen, ausreichend für eine Anklageerhebung. Baraybar gehört zu den wenigen Personen, die persönlich mit den UÇK-Quellen gesprochen hat, die für den UN-Bericht von Oktober 2003 herangezogen wurden und als einen der Entnahmeorte von Nieren Fushë-Kruja nannten. Auch in einer TV-Reportage des ZDF aus dem Jahr 2011 über den illegalen Organhandel im Kosovo zeigte sich Baraybar überzeugt von der Existenz des illegalen Organhandels im Kosovo.
Als Grenzübergang von Kosovo nach Albanien soll Morina genutzt worden sein, wo im Sommer 1999 deutsche Soldaten stationiert waren, um die Grenze zwischen dem Kosovo und Albanien zu kontrollieren.
Der damals für die Region verantwortlichen UÇK-Kommandeur Ismet Tara bestreitet in einem Interview mit Reportern des ZDF von 2011 sowohl, dass jemals UÇK-Lager für entführte Serben existiert haben als auch, dass die technischen Voraussetzungen für Organentnahmen in Albanien jemals gegeben gewesen sind.
Als weiterer Ort der Entnahme von Nieren wird das nahe dem Flughafen von Tirana gelegene Fushë-Kruja genannt, als Zielflughafen wird Istanbul aufgeführt.

#### Ermittlungen des Haager Tribunals ab 2003
Im Jahr 2003 erhielt der Internationale Strafgerichtshof für das ehemalige Jugoslawien (ICTY, IStGHJ, auch „Haager Tribunal“) in Den Haag, so gab die ehemalige Chefanklägerin am Haager Tribunal Carla Del Ponte im Jahr 2008 an, von „glaubwürdigen Journalisten“ Informationen, „dass im Kosovo nach dem 12. Juni 1999, als NATO-Truppen ins Kosovo einmarschierten, zwischen 100 und 300 Menschen entführt und anschließend nach Nordalbanien verschleppt wurden“ (Human Rights Watch). Del Ponte war in dieser Zeit unter anderem mit dem politisch brisanten, umfangreichen und vielbeachteten „Milošević-Prozess“ des Haager Tribunals beschäftigt. Sie hatte am 29. Juni 2001 die Anklageschrift gegen Slobodan Milošević und vier andere serbisch-jugoslawische Führungskräfte bearbeitet, die erste internationale Anklage, die gegen ein regierendes Staatsoberhaupt erhoben worden war. Del Ponte soll die Organhandel-Vorwürfe nach eigener Angabe zunächst für unwahrscheinlich und „nicht möglich“ gehalten haben, ließ aber „ihre Leute zumindest weiterermitteln“, zumal ihr Spezialisten versichert haben sollen, dass weniger die Entnahme von Organen medizinisch schwierig sei, als eher deren Konservierung.

#### Ermittlung von UNMIK, ICTY und Journalisten im Gelben Haus 2004
Es kam in der Folge zu Unstimmigkeiten zwischen den in die Untersuchungen involvierten drei Parteien, dem Forensiker Baraybar vom UN-Büro für Vermisste, dem Journalisten Montgomery und dem Team Del Pontes vom Haager Tribunal. Montgomery schützte die Identität seiner Zeugen gegenüber dem Haager Tribunal, das volle Akteneinsicht forderte und die Identität der Zeugen nicht ermitteln konnte.
Am 4. Februar 2004 schlossen sich die in die Untersuchungen involvierten Parteien zusammen und etwa zwei Dutzend Experten besuchten das von einer albanischen Familie bewohnte Haus. Das Team von Ermittlern setzte sich aus Mitarbeitern der UN und des Haager Tribunals (ICTY) zusammen und wurde von Matti Raatikainen geleitet. Unter anderem wurde auf dem Gelände für chirurgische Eingriffe geeignetes medizinisches Material gefunden, wie Medikamentenfläschchen – darunter auch ein gewöhnlich bei Operationen verwendetes Mittel zur Muskelentspannung – oder Verbandsmull, Infusionsbeutel und Spritzen. Im Haus konnten mit Hilfe von Luminol-Spray weitverbreitete Blutspuren in der Küche sichtbar gemacht werden. Während die albanische Familie behauptete, das Haus sei immer weiß gestrichen gewesen, fanden die Ermittler unter dem weißen Anstrich des Hauses an einer Stelle Überreste von gelber Farbe und alte Fotos belegen einen früheren gelben Anstrich. Nach Angaben von Baraybar wurden UN-Ermittler unter seiner Leitung bei dem Versuch, auf einem nahe gelegenen Friedhof nach möglichen Opfern zu graben, von Dorfbewohnern vertrieben: „Die Stimmung war ziemlich feindselig“, sagte Baraybar. Über drei Tage hinweg hielten sich Mitarbeiter Baraybars und Carla Del Pontes sowie der Journalist Montgomery mit einem Kollegen an dem mutmaßlichen Tatort auf, wo es zu einem Expertenstreit kam, als sich die das Haus besitzende albanische Familie Katuci in Widersprüche verstrickte. Einige Ermittler wollten den Fall weiter verfolgen, andere beurteilten die Beweise als zu gering.
Die in Burrel gefundenen mutmaßlichen Beweisstücke wie Spritzen und leere Medikamentenbehältnisse kamen zwar zum internationalen Gerichtshof in Den Haag, wurden dort aber kurz darauf, etwa ein Jahr nach der Untersuchung, durch das Kriegsverbrechertribunal vernichtet. Das Dossier zu der Untersuchung wurde zu den Akten gelegt. Die Untersuchung des Haager Tribunals von 2004 wurde später kontrovers beurteilt. Die SZ bezeichnete sie als „oberflächlich“ und „ergebnislos“. In einer Reportage des ZDF von 2011 dagegen wird unter Berücksichtigung des vertraulichen UN-Berichts von 2003 die Ansicht vertreten, dass die Untersuchungen gestoppt wurden, obwohl der Verdacht des Organhandels sich erhärtet hatte. Der Chef der UNMIK, der Franzose Bernard Kouchner, habe – so die ZDF-Reportage mit Verweis auf Kouchners Reaktion auf eine Anfrage eines Journalisten – die Ergebnisse seiner Fahnder gar öffentlich „geleugnet“. Auch Del Ponte teilte mit, sie habe erst nach Ende ihrer Tätigkeit als Chefanklägerin „erschüttert“ erfahren, dass Beweisstücke für die mögliche Entnahme von Organen in Albanien beim Haager Tribunal verschwunden seien: „Es waren Blutproben, Lappen, Fotos und Ähnliches aus dem gelben Haus in Rribe in Nordalbanien“, so Del Ponte, „Es war uns damals klar, dass in dem Haus etwas Medizinisches stattgefunden hatte.“
Nach der Hausinspektion von 2004 unternahmen die zuständigen UNMIK-Behörden im Kosovo keine weiteren Schritte im Organhandel-Fall mehr. Montgomerys Originalquellen (Zeugen) „verschwanden“. Einer war in einem mutmaßlich unabhängigen Fall getötet worden, die anderen konnten nicht mehr aufgefunden werden. 2010 vermutete Montgemery, dass bereits keiner seiner Zeugen mehr lebte. Del Ponte gab später an, mehrere Zeugen hätten die Aussage verweigert: „Sie hatten Angst, weil mehrere unserer Zeugen ermordet worden waren“. Vor allem seien aber die Anfangsermittlungen des Haager Tribunals damals ins Stocken geraten, weil Albanien die Zusammenarbeit eingestellt habe: „Wir hatten von Massengräbern mit möglichen Opfern von Organentnahmen in Albanien gehört, und ich wollte das untersuchen lassen, aber die albanischen Behörden sperrten sich“.

#### Publikation Carla Del Pontes von 2008

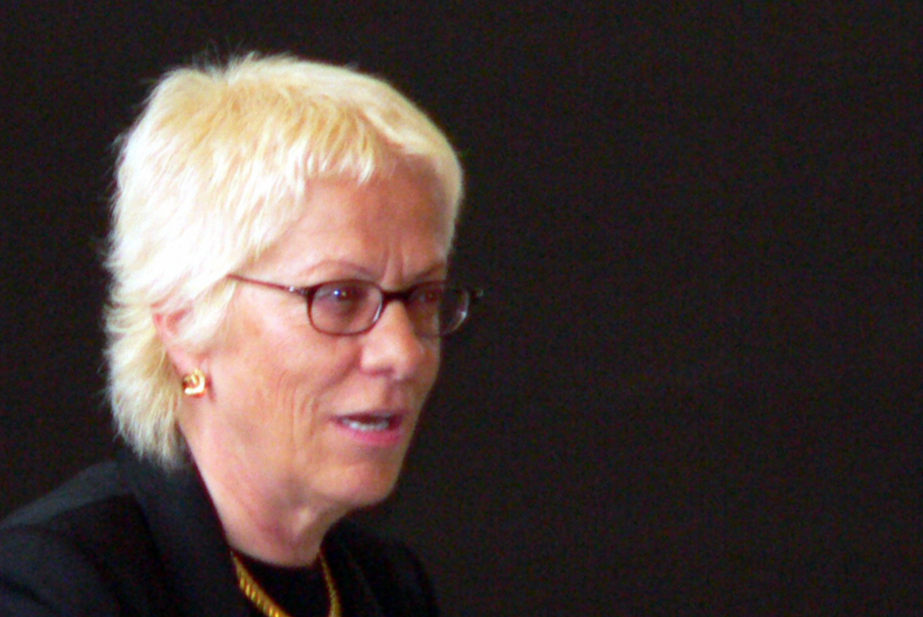
Carla Del Ponte: Die langjährige Chefanklägerin des Haager Tribunals erhob in ihrem Buch von 2008 schwere Vorwürfe gegen die Ermittlungsbehörden und rückte die Vorwürfe zum Organhandel in das öffentliche Bewusstsein

Erst im Jahr 2008 wurde der Fall des „Gelben Hauses“ der Weltöffentlichkeit schlagartig bekannt, als Carla Del Ponte, die von 1999 bis 2007 Chefanklägerin des Haager Tribunals war, der UÇK im April 2008 in ihrer Autobiografie vorwarf, nach der Militärintervention der NATO von 1999 mindestens 300 serbische Gefangene aus dem Kosovo nach Nordalbanien entführt und ihnen dort Organe entnommen zu haben, um diese über den Flughafen in Tirana außer Landes zu schaffen und zu verkaufen. Damit bestätigte und bekräftigte Del Ponte die ihr 2003 durch die Journalisten mitgeteilten Informationen mit den im Rahmen der vom Haager Tribunal durchgeführten Verfahren. Zeugen zufolge sollten demnach Gefangenen bei lebendigem Leibe Nieren entfernt worden sein, um sie erst später zu töten und ihnen schließlich weitere Organe zu entnehmen. Die Gefangenen sollen sich dabei ihres Schicksals bewusst gewesen sein. Einige Opfer sollen nahe dem Haus in Burrel und auf einem nahegelegenen Friedhof vergraben worden sein. Unter den Opfern sollen sich auch Albaner befunden haben sowie entführte Frauen aus Osteuropa, die gezwungen worden seien als Prostituierte zu arbeiten.
Del Ponte beschreibt in ihrem Buch Die Jagd – Ich und die Kriegsverbrecher (englisch: The Hunt) nicht nur ihre Untersuchungen der Vorfälle des Organschmuggels um das gelbe Haus, sondern erhebt diesbezüglich auch schwere Vorwürfe gegen das Haager Tribunal und den politischen Unwillen von Behörden der UN und Albaniens, durch Kosovo-Albaner begangene Verbrechen aufzuarbeiten. Sie sei bei ihren Ermittlungen sowohl von kosovo-albanischer als auch von westlicher Seite auf eine „Mauer des Schweigens“ gestoßen, so dass sie ihre Ermittlungen nicht erfolgreich habe abschließen können. In der Bilanz ihrer achtjährigen Tätigkeit in der Anklagebehörde des Haager Tribunals beschwerte sich Del Ponte über die Einseitigkeit der Strafverfolgung: „Die Ermittlungen gegen Teile der UCK erwiesen sich als die frustrierendsten im Lauf der Arbeit des Jugoslawien-Tribunals.“ Das Haager Tribunal habe sein Augenmerk einseitig auf von serbischer Seite begangene Verbrechen gerichtet, während es Verbrechen, in die Kosovo-Albaner verwickelt waren, trotz hinreichend vorliegender Beweise nicht verfolgt habe. Der wegen Organisation von Vergewaltigung, Mord und Einschüchterung Tausender von Serben und Roma angeklagte, frühere UÇK-Führer Ramush Haradinaj und sogenannte Ministerpräsident des UNMIK-verwalteten Kosovo von 2004 bis 2005, der am 3. April 2008 für „nicht schuldig“ befunden wurde, sei in den Verkauf von Organen involviert, die exekutierten Gefangenen aus dem Kosovo entnommen wurden. Den Regierungen Albaniens und des Kosovo warf Del Ponte vor, am lukrativen Geschäft des Organhandels beteiligt gewesen zu sein.
Del Ponte berief sich in ihrem Buch auf UNMIK-Ermittler, die sich wiederum auf ein „Team glaubwürdiger Journalisten“ beriefen. Zu diesen Journalisten gab Del Ponte im Buch weiter an: „Unter den Journalisten soll sich angeblich auch jemand befunden haben, der selbst solche Organe zum Flughafen gefahren hatte“.
Die von Del Ponte veröffentlichten Informationen wurden nun auch von Human Rights Watch geprüft und als „stichhaltig und glaubwürdig“ eingestuft. Fred Abrahams, der von 1993 bis 2000 als Senior Researcher in der Abteilung für Krisengebiete für Kosovo und Albanien zuständig gewesen war, teilte mit, es seien „schwerwiegende und glaubwürdige Anschuldigungen […] bekannt geworden, dass nach dem Krieg im Kosovo und in Albanien schreckliche Menschenrechtsverletzungen begangen worden sind“ und forderte die Regierungen in Kosovo und Albanien auf, ihr „Bekenntnis zu Gerechtigkeit und Rechtsstaatlichkeit unter Beweis [zu] stellen, indem sie ordnungsgemäß durchgeführte Untersuchungen einleiten“ und für angemessenem Zeugenschutz sorgen sollten.
Führende Schweizer Größen riefen nach der Veröffentlichung von Del Pontes Buch im April 2008 dazu auf, dass Del Ponte ihr Amt niederlegen solle. Del Ponte erhielt mit ihrer Veröffentlichung des Buches von der Schweizer Regierung „Redeverbot“ (Spiegel). Das Schweizer Außenministerium untersagte der damaligen Botschafterin in Argentinien, für ihr Buch zu werben. Sowohl Präsentationen des Buchs als auch zahlreiche Interviews mit der internationalen Presse wurden kurzfristig vom EDA untersagt. Der Chefdiplomat Martin Dahinden erklärte, das Buch enthalte „Aussagen, die von einer Schweizer Regierungsvertreterin nicht gemacht werden können.“ Das EDA sei jedoch nicht in der Lage gewesen, die Veröffentlichung des Buchs zu untersagen, weil Del Ponte zu diesem Zeitpunkt nicht Missionschefin gewesen ist. Das Schweizer Außenministerium beschränkte sich nicht darauf, Del Ponte Lesungen grundsätzlich Lesungen und Auftritte damit zu untersagen, sondern distanzierte sich auch unter Micheline Calmy-Rey ausdrücklich von dem Buch. Trotz der heftigen Kritik an der in italienischer Sprache 2008 veröffentlichten Erstausgabe brachte Del Ponte für 2009 die deutsche Ausgabe heraus, und dies, ohne Änderungen an dem Inhalt vorzunehmen. Das EDA verbot ihr nun sämtliche Auftritte mit dem Buch und gestattete ihr auch keine Interviews zu dem Buch mit der Begründung, Werbung sei mit der Rolle als Botschafterin nicht vereinbar. Aufgrund des weiterhin vom Schweizer Außenministeriums verhängten „Maulkorbs“ (Die Presse, Tages-Anzeiger) durfte sie sich jedoch noch immer nicht selbst über das Buch äußern und zu den an sie gerichteten Vorwürfen Stellung beziehen.
Die Einreichung eines Antrags zur Anklageerhebung wurde vom Internationaler Strafgerichtshof für das ehemalige Jugoslawien mit der Begründung der Auflösung des Tribunals im Jahr 2010 abgelehnt. Das albanische Gericht für Kriegsverbrechen lehnt eine Untersuchung aus Mangel an Beweisen ab.

#### Ermittlungsbericht des Europarats von Dick Marty 2010/2011

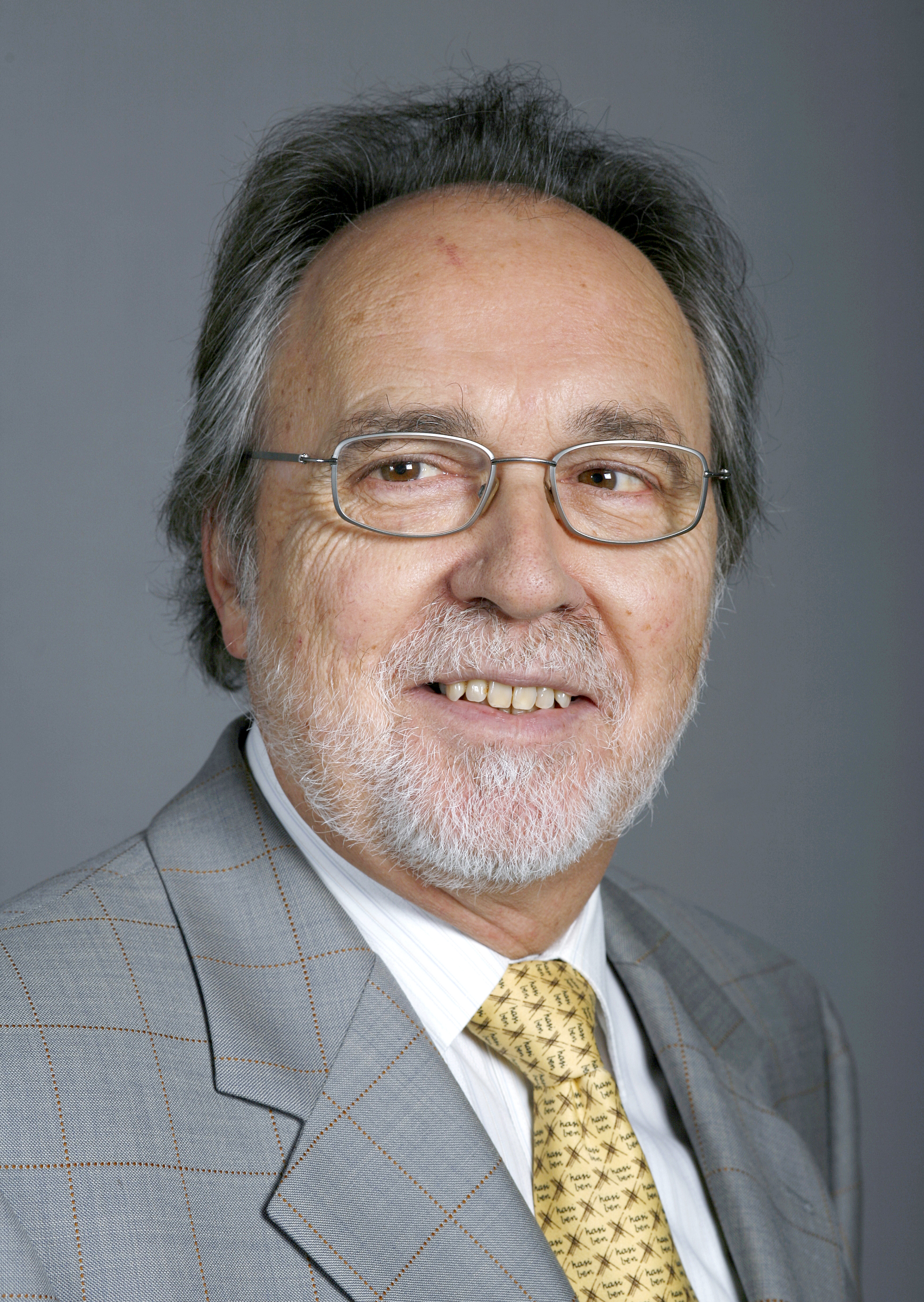
Dick Marty: Seine Ermittlungen für den Europarat bestätigen die Vorwürfe des Organhandels und belasten die Justiz und Politik im Kosovo

Kurz nach Erscheinen des Buches von Del Ponte erwirkte Russland eine politische Mission. Die Menschenrechtskommission des Europarates wurde am 25. Juni 2008 auf Antrag von 17 Abgeordneten beauftragt, einen Bericht über die Anschuldigungen in Bezug auf „unmenschliche Behandlung und Organschmuggel im Kosovo“ zu erstellen. Im Auftrag des Europarates übernahm der Schweizer Europaratsabgeordnete und ehemalige Staatsanwalt Dick Marty die Sonderermittlung. Im November 2008 machte ein Bericht der Europäischen Kommission darauf aufmerksam, dass die kosovarischen Behörden den Anschuldigungen von illegalem Handel mit Organen, die Serben nach dem Kosovo-Krieg in späten 1990er Jahren entnommen wurden, nicht nachgegangen seien und dass die Parlamentarische Versammlung des Europarates (PACE) mit der Arbeit an einem Bericht (der Europaratsbericht Dick Martys) begonnen habe. Der Bericht des Europarats, dessen vorläufige Version auf den 12. Dezember 2010 datiert ist, wurde am 16. Dezember 2010 der Rechtskommission (Committee on Legal Affairs and Human Rights) der PACE vorgelegt, von dieser am gleichen Tag einhellig angenommen und freigegeben und erschien als Endfassung am 7. Januar 2011.
Der Bericht wurde von Marty auf Grundlage einer Ermittlung mit Hilfe weiterer Experten im Laufe von zwei Jahren erstellt, stützt sich zum Teil auf die Ermittlungen des FBI sowie auf Erkenntnisse von Geheimdiensten und bestätigt die Vorwürfe des Organhandels. Der Bericht bietet hauptsächlich keine neuen Erkenntnisse, sondern sammelt Fakten und Beweise oder Indizien über die Straftaten der albanischen und kosovarischen „Mafia“. Der Bericht erklärt von sich selbst, keine kriminalistische Ermittlung und nicht in der Lage zu sein, Urteile über Schuld oder Unschuld abgeben zu können.

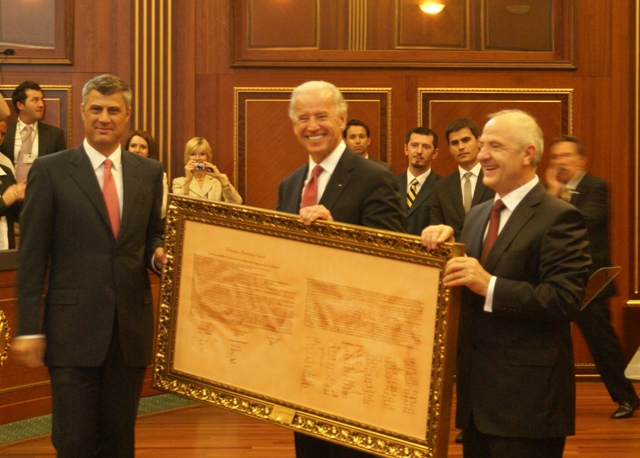
Der erste Ministerpräsident der Republik Kosovo und von den USA protegierte frühere UÇK-Führer, Hashim Thaçi (links im Bild, mit Joe Biden (Mitte) und der Unabhängigkeitserklärung des Kosovo), im Jahr 2010: Konfrontiert mit dem Vorwurf, als Kopf der organisierten Kriminalität im Kosovo auch in illegalen Organhandel verwickelt zu sein

Der UÇK werden im Bericht Verwicklungen in illegale Organhandelsgeschäfte vorgeworfen. In geheimen Gefängnissen im Norden Albaniens seien unmittelbar nach dem Ende der NATO-Luftangriffe und dem erzwungenen Abzug der serbischen Sicherheitskräfte im Sommer 1999 „zahlreiche Serben und oppositionelle Kosovo-Albaner festgehalten und gefoltert“ (NZZ) worden, ehe sie auf ungeklärte Weise verschwanden. Durch „zahlreiche Hinweise“ habe sich der Verdacht erhärtet, dass in einer improvisierten Klinik in der Nähe von Fushë-Kruja von einigen zuvor ermordeten Gefangenen Organe entfernt worden seien, die über den nahe gelegenen Flughafen von Tirana ins Ausland geschafft und auf dem internationalen Schwarzmarkt an ausländische Kliniken verkauft wurden.
Verantwortlich für die dem Bericht nach stattgefundenen Entführungen, körperlichen Misshandlungen, standrechtlichen Exekutionen und in einigen Fällen für die gewaltsame Entfernung menschlicher Organe auf albanischem Territorium sei eine Gruppe früherer UÇK-Mitglieder, einschließlich des kosovarischen Ministerpräsidenten Hashim Thaçi. Die Straftaten seien nach dem Ende des Kosovokriegs vom 12. Juni 1999 verübt worden. Opfer seien vornehmlich ethnische Serben und Roma aus dem Kosovo gewesen, darüber hinaus jedoch auch ethnische Albaner, die der Kollaboration mit der serbisch-jugoslawischen Regierung vor oder während des Krieges verdächtigt wurden, oder auch Mitglieder rivalisierender bewaffneter Gruppen. Die Aktivitäten seien von UÇK-Führern mit Verbindung zur organisierten Kriminalität organisiert worden und würden „bis heute [Januar 2011] in anderer Form andauern“. Marty schätzt im Bericht, dass 40 Gefangene in Gefangenschaft in Albanien überlebt haben und noch immer leben.
Ausdrücklich verweist der Bericht auf Hashim Thaçi als Kopf der „Drenica-Gruppe“. Diese „kleine aber unvorstellbar mächtige Gruppe von UÇK-Persönlichkeiten“ habe seit 1998 die Kontrolle über die organisierte Kriminalität übernommen. Die Drenica-Gruppe habe mit ihrem Netzwerk organisierter Kriminalität, das im Kosovo und in Albanien nach dem Kosovokrieg prosperierte, die Kontrolle über zahlreiche unlautere Unternehmen ausgeübt, einschließlich des Drogenhandels und sechs geheimer Hafteinrichtungen in Albanien, von denen einige für den Schwarzmarkt für menschliche Organe verwendet wurden. Es heiße, Thaçis UÇK sei die hauptverantwortliche Organisation für den Schmuggel von Menschen über die durchlässige Grenze nach Albanien. Zwar sei Hashim Thaçi bereits 1999 durch Nachrichtendienstberichte als der gefährlichste der „kriminellen Bosse“ der UÇK identifiziert worden. Doch habe sich Thaçi, dem bereits im Februar 1999 von der US-Außenministerin Madeleine Albright bei den Gesprächen zu dem von den USA und einigen europäischen Staaten erzwungenen Vertrag von Rambouillet die Führung innerhalb der kosovo-albanischen Delegation übertragen worden war, durch die diplomatische und politische Unterstützung der USA und anderer westlicher Länder nach dem Kosovokrieg „unberührbar“ gewähnt.
Der Bericht hebt auch Shaip Muja als Schlüsselfigur, die eine zentrale Rolle für den Organhandel gespielt haben soll, hervor. Muja, einen in Albanien ansässiger, ärztlicher UÇK-Kommandeur und Mitglied der „Drenica Gruppe“, bleibe ein enger Vertrauter Thaçis und sei (2010/2011) der gegenwärtige Politikberater im Büro des Ministerpräsidenten, mit Verantwortung für den Bereich Gesundheit: „Wir haben zahlreiche konvergente Hinweise von Mujas zentralen Rolle [in] internationalen Netzwerken aufgedeckt, die illegale Organhändler, Vermittler rechtswidriger chirurgischer Behandlungen und andere Straftäter des organisierten Verbrechens einschließen“, so der Bericht.
Marty gibt in dem Bericht an, hinter der von Folter begleiteten „Verhörpolitik“ in den Gefangenenlagern der UÇK habe Kadri Veseli gestanden, Thaçis späterer Geheimdienstchef, der auch über die Kriegsgeschehnisse hinaus als einer der bestinformierten Männer des Kosovos gilt und wie Thaçi aus der Drenica-Region stammte. Thaçi und Veseli kannten sich bereits seit den früheren 1990er-Jahren, als die ersten Pläne für den bewaffneten Kampf der UÇK gegen die Regierung entstanden. Später verbrachten Thaçi und Veseli mehrere Jahre als Flüchtlinge in der Schweiz und reisten vor Kriegsausbruch in die Balkanregion zurück. Mitkämpfer werfen ihnen dabei vor, die meiste Zeit in Albanien in Sicherheit verbracht zu haben.
Die im Europaratsbericht behandelten mutmaßlichen Verbrechen sind Marty zufolge angeblich zum größten Teil ab Sommer 1999 begangen worden. Zu diesem Zeitpunkt hatten die serbisch-jugoslawischen Sicherheitskräfte durch die Militärintervention der NATO die serbische Provinz Kosovo bereits verlassen müssen, während die internationalen KFOR-Truppen der NATO – so der Bericht – sehr viel Zeit für die Übernahme der Kontrolle in Anspruch nahmen. Weil die nicht vom UN-Sicherheitsrat autorisierte und daher von verschiedenen Seiten als völkerrechtswidrig betrachtete NATO-Militärintervention im Wesentlichen als Luftkrieg durch Bombardierung des Kosovo und des übrigen Serbiens durchgeführt worden sei, hätte die UÇK am Boden de facto die Rolle von NATO-Verbündeten und wirksame Kontrolle über den Kosovo und einige nordalbanische Grenzregionen erhalten. Bei dieser UÇK-Herrschaft habe es sich aber nicht um eine konstruktive und staatsähnliche Machtausübung gehandelt. In diesem Rahmen seien zahlreiche Verbrechen gegen in der Region verbliebene Serben verübt worden sowie gegen Kosovo-Albaner, die als „Verräter“ oder „Kollaborateure“ verdächtigt oder Opfer interner UÇK-Rivalitäten wurden. Diese Verbrechen seien zum Großteil unbestraft geblieben. Die internationalen Kräfte hätten mit der UÇK als lokaler Autorität für Militäroperationen und Wiederherstellung der Ordnung kooperiert. Als ein Ergebnis dieser Situation seien bestimmte Verbrechen tatsächlich verheimlicht worden und ungestraft geblieben, die von UÇK-Mitgliedern, einschließlich einiger UÇK-Spitzenleute, begangen wurden. Seit der Ankunft der KFOR-Truppen im Kosovo (also auch nach dem Abzug der serbisch-jugoslawischen Sicherheitskräfte) seien etwa 470 vermisste Personen verschwunden, von denen 375 Nichtalbaner, hauptsächlich Serben, seien. 95 dagegen seien Kosovo-Albaner, wobei jedoch noch eine Dunkelziffer zu erwarten sei, da „viele kosovarische albanische Familien, die einen Verwandten nach dem 12. Juni 1999 verloren hatten, angeblich ein früheres Datum vor diesem »Stichtag« des Verschwindens erklärten“, aus der Angst heraus, dass ihre Angehörigen als „Verräter“ erachtet werden könnten, die von der UÇK als solche bestraft wurden. Bezeichnenderweise schließe das Gesetz für die Entschädigung der Familien von „Märtyrern“ im Kosovo ausdrücklich solche Personen aus, die nach der Ankunft der KFOR starben. Auch für das Gesetz zur Entschädigung der Familien vermisster Personen würden die kosovarischen Behörden den Standpunkt vertreten, dass es nur das Verschwinden von Personen zwischen dem 1. Januar 1999 und dem 12. Juni 1999 (also erneut vor Eintreffen der KFOR-Truppen) abdecken solle. Bei dieser Angelegenheit handele es sich um ein absolutes Tabuthema, das die Wahrheitsfindung ernsthaft hemme. Die „Jagd“ nach sogenannten „Verrätern“ habe häufig die blutigen Fehden zwischen den UÇK-Fraktionen überschattet und dazu gedient, Verbrechen zu verschleiern, die von Mitgliedern und Partnern der UÇK begangen wurden. Die Anstrengungen, das Schicksal der Vermissten festzustellen, würden unter einem klaren Mangel an Kooperation zwischen verschiedenen internationalen Behörden mit den kosovarischen leiden und mehr noch mit den zuständigen Behörden in Albanien. Während Serbien bei Anstrengungen vermuteter Massengräber nach anfänglichen Zweifeln kooperiert hatte, hätten sich solche Ermittlungsschritte innerhalb des Gebietes vom Kosovo als weitaus komplizierter herausgestellt und seien auf dem Territorium Albaniens unmöglich geblieben. Insbesondere sei die Zusammenarbeit der Kosovo-Behörden in Bezug auf die 470 Fälle der nach dem Ende des Kriegs Vermissten ausgeblieben. Das Ausbleiben der Kooperation bei der Feststellung des Schicksals von Serben und selbst von vermutlich Verbrechen der UÇK zum Opfer gefallenen Kosovo-Albanern durch Behörden vom Kosovo und von Albanien lasse schwere Zweifel an dem politischen Willen von Wahrheitsfindung bezüglich solcher Vorgänge aufkommen.
Der Bericht des Europarats belastet ferner den albanischen Geheimdienst, der mit der UÇK kooperiert habe. Die Regierung Albaniens, die geheime UÇK-Lager auf ihrem Territorium geduldet habe, in denen auch Organentnahmen erfolgt seien, verweigere sich zudem einer „ernsthaften und unabhängigen Untersuchung“ sowie der „rückhaltlosen Zusammenarbeit“ mit der EULEX Kosovo und mit den serbischen Behörden. Die Kooperation mit der albanischen Regierung sei jedoch unerlässlich, das die mutmaßlichen Verbrechen der UÇK auf albanischem Territorium begangen wurden, wo sich vermutlich Massengräber serbischer Opfer befänden und wo mindestens sechs UÇK-Lager existiert hätten, in denen serbische Gefangene festgehalten worden seien.
Weiter behauptet Marty, dass westliche Regierungen über die Verbrechen informiert gewesen seien, diese aber ignoriert und sich daher mitschuldig gemacht hätten FBI, CIA und fünf europäische Drogenfahndungsbehörden sollen zudem „bereits in den 1990er Jahren gewusst haben, dass Thaci in Verbindung mit dem Drogenhandel steht“ (RIA Novosti). Neben der NATO seien die Nachrichtendienste von wenigstens vier Staaten seit Jahren über die kriminellen Aktivitäten der UÇK und Hashim Thaçis Beteiligung daran wohlunterrichtet gewesen, namentlich der deutsche BND, der italienische SISMI, der britische MI6 und der griechische EYP. Doch obwohl die Ergebnisse Martys Geheimdiensten und Regierungen international bekannt gewesen sein sollen, sei aus politischen Gründen der „Stabilität“ niemand zur Rechenschaft dafür gezogen worden. Die für die Region verantwortlichen internationalen Behörden hätten die bereits seit Beginn des ersten Jahrzehnts des 21. Jahrhunderts bestehenden konkreten Hinweise auf Verbrechen der UÇK nicht beachtet oder seien ihnen nur unvollständig und oberflächlich nachgegangen. Dadurch sei es der UÇK möglich geworden, das UNO-Protektorat Kosovo als „Drehscheibe für den Drogen-, Waffen- und Menschenhandel“ (Spiegel) zu nutzen. Die im Kosovo ansässigen internationalen Organisationen beschuldigt der Bericht „implizit der Komplizenschaft“ (NZZ). Die internationalen Organisationen im Kosovo hätten für ihre pragmatische Politik der „kurzfristigen Stabilität um jeden Preis einige bedeutende Prinzipien der Justiz geopfert“ und für einen langen Zeitraum die Beweisaufnahme in Zusammenhang mit Verbrechen der UÇK gegenüber der serbischen Bevölkerung und bestimmten Kosovo-Albanern vernachlässigt. Der Krieg sei zu starr „auf die schemenhafte Vorstellung eines serbischen Täters und eines unschuldigen kosovo-albanischen Opfers reduziert worden – ungeachtet einer weit komplexeren Realität“ (NZZ). Auf einer Pressekonferenz gab Marty an, „dass Verbrechen begangen wurden, die (…) ungestraft geblieben sind“. Vorwürfe über verbrecherische Handlungen und Menschenrechtsverletzungen seien bekannt gewesen: „In Privatgesprächen wurde das zugegeben“, so Marty, „doch aus politischen Gründen hat man es vorgezogen zu schweigen.“
- Gelbes Haus als Ort der Gefangenenselektion für den Organhandel: Der Europarat-Bericht geht gestützt auf Zeugenaussagen davon aus, dass das Gelbe Haus in der Nähe von Burrel innerhalb eines nordalbanischen Netzwerks von der UÇK besetzt und kontrolliert worden war.[125] Er kennzeichnet es als Behelfsgefängnis, in das Gefangene verbracht und gefangen gehalten wurden.[17] Darunter soll sich nach Angabe von UÇK-nahen Quellen auch eine große Anzahl von Frauen und Mädchen befunden haben, die dort von UÇK-Soldaten und einigen der Dorfbewohner sexuell ausgebeutet wurden. Eine kleine Zahl der UÇK-Gefangenen soll in dem Gelben Haus oder in dessen Umgebung zu Tode gekommen sein. Die Gefangenen sollen von Juli 1999 bis Mitte 2000, meist aus dem südlichen Kosovo, entführt und – im Gegensatz zu den in Kukës gefangen gehaltenen – vornehmlich serbischer Ethnie gewesen sein.[125] Im Gegensatz zu den Verdächtigungen in Del Ponte Buch kommt der Europaratsbericht zu dem Ergebnis, dass das Gelbe Haus kein Schauplatz von Organraub war. Die gefangenen Serben seien dort hingebracht worden, nachdem die Familie Katuci ausgezogen und die UÇK es in Besitz genommen habe.[17] Primär habe das Haus wie andere Ad-hoc-Gefängnisse als Zwischenstation zur Selektion der Kandidaten für Organraub gedient.[17][125] Dafür seien auch medizinische Checks und Bluttests im Gelben Haus durchgeführt worden,[17][125] worauf schließlich der weitere Transport einer „Handvoll“ für die Organentnahme ausgesonderten Gefangener vom Gelben Haus in die Organklinik in Fushë-Kruja erfolgt sei.[17][126][127] „Seine genaue Funktion und seine Bedeutung für die Gesamtoperation wurden früher vielleicht falsch verstanden“, urteilte Marty schließlich über die Funktion des Gelben Hauses in Bezug auf die Memoiren von Carla Del Ponte und ihre Quellen.[126][127]
- Fushë-Kruja als Ort für die Organentnahme: Als einen der Tatorte für die Organentnahme einer „Handvoll“ Gefangener nannte der Europarat-Bericht ein zweistöckiges Haus auf einem Bauernbetrieb in der Nähe der mittelalbanischen Stadt Fushë-Kruja als „improvisierte Klinik“, unweit des Flughafens der albanischen Hauptstadt Tirana.[75] Im Unterschied zu anderen UÇK-Gefangenen seien diese Opfer gut genährt und verhältnismäßig gut behandelt worden,[75] in dem sie beispielsweise vergleichsweise gut ernährt wurden und ausreichend Schlaf erhielten.[113] Unter den von der UÇK verschleppten Gefangenen sollen sich nicht nur ethnische Serben, sondern auch als Kollaborateure der Serben eingestufte oder aus sonstigen Gründen missliebige Kosovo-Albaner befunden haben.[75] Die Opfer seien im Haus eines Albaners, der eng mit der UÇK-Führung verbunden war, erschossen worden, ehe man sie in einen Operationssaal brachte, wo ihnen Organe entfernt wurden. Die Operationen hätten demnach nicht an lebendigen Körpern stattgefunden, wie in Del Pontes Buch nach Angaben von Journalisten beschrieben worden war.[113] Nachdem sie erschossen und von Chirurgen zerlegt worden waren, seien ihre Organe zum Flughafen im nahegelegenen Tirana gebracht worden. Nach unbestätigten Berichten sollen sich die Organabnehmer in Israel oder der Türkei befunden haben. Der Organhandel sei nur eine von diversen Einnahmequellen der „Drenica-Gruppe“ gewesen (pro Niere sollen auf dem internationalen Markt bis zu 100.000[128] oder 200.000[87] Euro gezahlt werden), doch sollen sich die UÇK-Spitzen bei den Organgeschäften auch persönlich bereichert haben.[75]

Marty bezieht sich in seinem Bericht auch auf neuere Meldungen aus dem Kosovo, denen zufolge bis zur Zeit der Veröffentlichung des Berichts illegaler Organhandel im Kosovo betrieben werde. Erst im Oktober 2010 war bekannt geworden, dass im Zusammenhang mit Organhandel im Kosovo sieben Personen unter Anklage gestellt wurden (Medicus-Fall).
Nach vorliegenden Zeugenaussagen werden die Premierminister des Kosovo, Hashim Thaçi und Agim Çeku, sowie der albanische Ministerpräsident Sali Berisha beschuldigt, direkt von den Vorfällen gewusst zu haben beziehungsweise das gelbe Haus sogar persönlich aufgesucht zu haben.

##### Reaktion Hashim Thaçis und der PDK
Bereits am 14. Dezember 2010 hatte der serbische Radiosender B92, dem der Europarat-Bericht nach eigenen Angaben zu diesem Zeitpunkt schon vorlag, die Veröffentlichung des Berichts für den 16. Dezember angekündigt und Details aus seinem Inhalt bekanntgegeben, wie die mutmaßliche Führung einer in den Organhandel verstrickten Organisation durch den kosovarischen Regierungschef Hashim Thaçi. Der Inhalt des Europarat-Berichts mit den Vorwürfen, der kosovarische Regierungschef Hashim Thaçi sei Ende der 1990er Jahre Chef einer mafiaähnlichen Organisation gewesen und unter anderem in Organ-Handel, Auftragsmorde und andere Verbrechen verwickelt, wurde somit am 14. Dezember 2010 bekannt. Dies erfolgte somit zwei Tage nach der Wiederwahl Hashim Thaçis zum Ministerpräsidenten des Kosovo, bei der die Opposition von massivem Wahlbetrug sprach. bekannt. Thaçi war damit soeben zum Sieger der ersten Wahl seit der einseitig erklärten Unabhängigkeit des serbischen Provinz von Serbien geworden.
Kurz nach der Publikation des Europarat-Berichts von Marty im Dezember 2010 drohte Thaçi allen albanischen Gesprächspartnern von Marty. Er habe Beweise, so Thaçi, wer Marty zu den Informationen verholfen habe und er werde diese Beweise eines Tages veröffentlichen: „Viele werden sich schämen.“ Thaçi kündigte rechtliche Schritte gegen Marty an verglich Martys Bericht mit der Propaganda Joseph Goebbels’ und nannte ihn ein rassistisch getöntes „Pamphlet“, das eine Beleidigung des gesamten „albanischen Volks“ darstelle und darauf abziele, den „Freiheitskampf gegen die serbische Unterdrückungspolitik zu kriminalisieren“. Gegenüber der Tageszeitung Die Presse und riet Thaçi Marty, „ein Team guter Anwälte“ zu finden. Tatsächlich sah Thaçi, gegen den keine Ermittlungen aufgenommen wurden, jedoch in der Folge von einer Klage gegen Marty ab und gab sich schließlich staatsmännisch. Agenturberichten berichteten auch, dass Thaçi überlege, die britische Tageszeitung The Guardian zu verklagen, die den Bericht als erste öffentlich bekannt gemacht hatte.
Die Vorwürfe im Bericht des Europarats wies Thaçi als haltlos zurück und sprach von einer „Erfindung“. Die Vorwürfe seien dreimal untersucht worden, vom Haager Tribunal (ICTY), von der UNMIK und zuletzt von der EULEX Kosovo. Doch hätten sich keine bestätigenden Hinweise gefunden: „Alle seine Vorwürfe basieren nur auf Hörensagen.“ Thaçi behauptete, dass dem Bericht stattdessen „politische Gründe“ zugrunde liegen: „Das ist ein politischer Bericht, der auf keinerlei Fakten basiert.“ Marty beabsichtige mit seinen Anschuldigungen „zwei unabhängige Staaten in den Schmutz zu ziehen“ (NZZ), „Kosovo und Albanien“ (Thaçi): „Dick Martys Bericht entbehrt jeder Grundlage und ist ein Anti-Kosovo-Bericht.“ Der Bericht greife auch die USA, die EU-Länder und die UNO für ihre Rolle nach dem Kosovo-Krieg an. Marty wolle der Unabhängigkeitserklärung des Kosovo entgegenwirken: „Dick Marty war immer gegen die Freiheit Kosovos und gegen die Nato-Luftangriffe auf Serbien im Jahr 1999.“ „Marty“, so gibt die NZZ Thaçi wieder, „erhebe die Vorwürfe, um das Image des Staates Kosovo und aller Albaner in der Region zu beschädigen und um den Prozess der internationalen Anerkennung des Kosovo zu behindern. Und er versuche, der Bildung einer neuen Regierung in Kosovo nach den jüngsten Wahlen Steine in den Weg zu legen.“ Gegenüber der Nachrichtenagentur AP sagte Thaçi am 21. Dezember 2010, er habe nichts zu verbergen. Er wolle „den Nebel um die in einem Bericht des Europarats erhobenen Vorwürfe lichten. Die Behörden Kosovos seien zu einer offenen Zusammenarbeit bereit“ (NZZ).
Thaçis Partei, die PDK, erklärte die Vorwürfe des Europarat-Berichts am 14. Dezember 2010 als „unbewiesenen und erfundenen Tatsachen“ beruhende „Lügen“, mit denen der Bericht beabsichtige, der UÇK und ihrer Führung Schaden zuzufügen. Die Partei reagierte weiter mit der Ankündigung, „alle möglichen und notwendigen Schritte zu unternehmen, um Martys Lügen zu begegnen, einschliesslich rechtlicher Schritte“.
Auch der PDK-Spitzenpolitiker Xhavit Haliti, ein enger Vertrauter Thaçis und früherer Logistikchef der UÇK kritisierte Martys Europarat-Bericht massiv. Nach Angabe von Geheimdienstberichten der NATO ist Xhavit Haliti neben seiner Rolle als führender Politiker auch ein Spitzenvertreter des organisierten Verbrechens mit beträchtlichem Einfluss auf Thaçi. Haliti verfüge über enge Verbindungen zur albanischen Mafia und zum kosovarischen Geheimdienst KShiK.

##### Reaktion der politischen Führung in Albanien

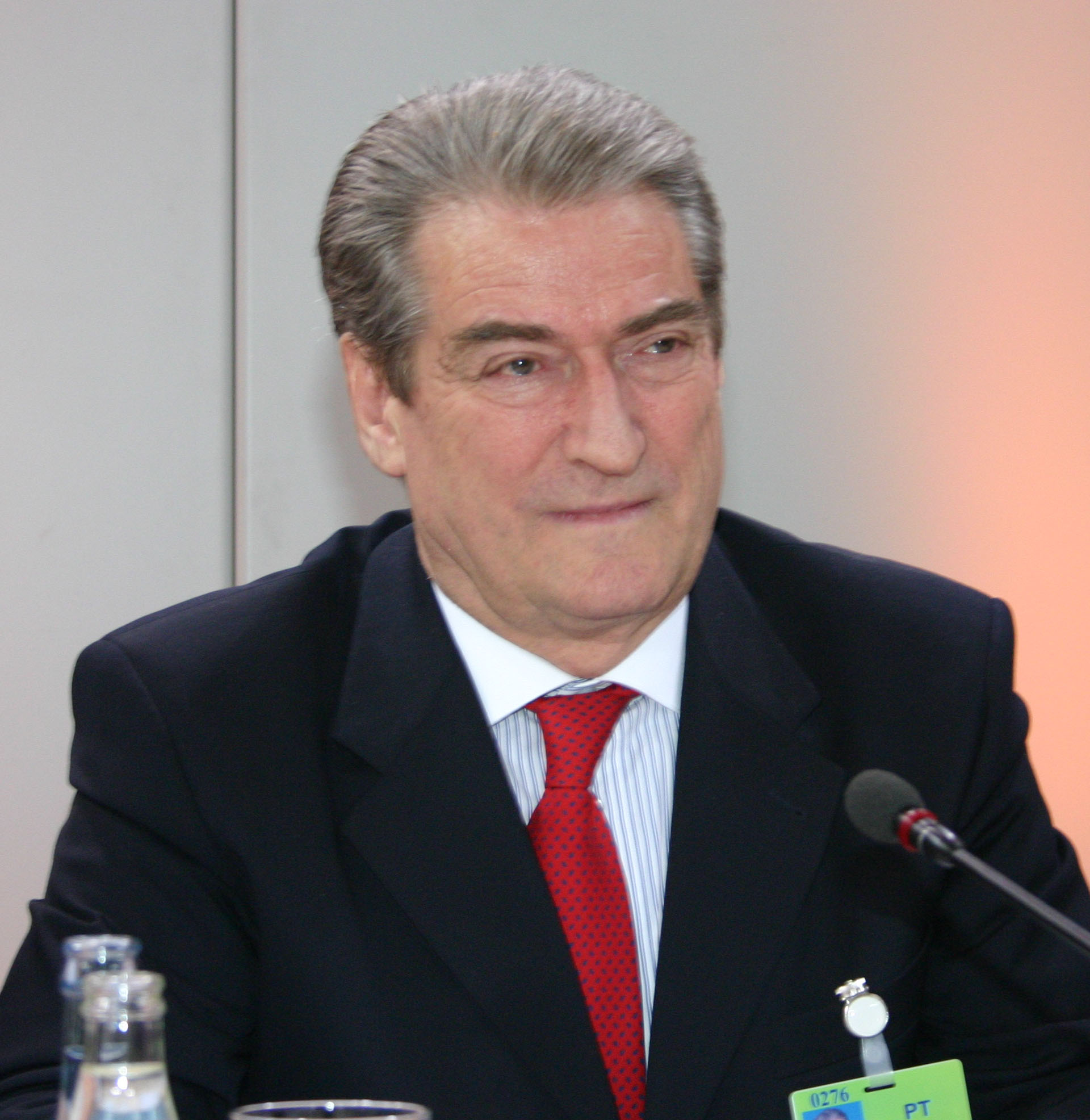
Sali Berisha

In Albanien bezeichneten hochrangige Politiker Marty als „Scharlatan“, der „im Dienste der russisch-serbischen Allianz stehe und stets gegen die Unabhängigkeit des Kosovo gewesen sei“ (SZ). Ministerpräsident Sali Berisha nannte Marty einen anti-albanischen „Rassisten“, der seinerzeit schon gegen die Militärintervention der NATO und später gegen eine staatliche Unabhängigkeit des Kosovo aufgetreten sei. Albanien sei jedoch bereit, eine Untersuchung durch EULEX zuzulassen, obwohl sich das EULEX-Mandat auf den Kosovo beschränke. Auch die Ermittler des Haager Tribunals (ICTY) wären willkommen, obwohl Albanien nicht in ihrem Kompetenzbereich liege. Der albanische Präsident Bamir Topi beschuldigte Marty, auf Hörensagen und ohne Beweise Beschuldigungen erhoben zu haben, die aus der „alten Küche ultranationalistischer Kreise“ stammten. Als einzigen Zweck des Berichtes stellte er dar, „Albanien, die albanische Nation und ihre Identität“ zu verleumden. Die Verleumdungen seien mehrmals untersucht worden, hätten sich immer wieder als haltlos herausgestellt und würden den Frieden und die Stabilität der ganzen Region gefährden. Die albanische Oberstaatsanwältin Ina Rama erklärte, es gebe keine Hinweise für die Existenz eines Transplantationszentrums in Fushe-Kruja oder an einem anderen Ort in Albanien. Es werde grundlos der Vorwurf erhoben, dass Albanien Ermittlungen blockiere. Carla Del Ponte gab dagegen gegenüber Swissinfo an, die albanische Regierung habe Ermittlungen verboten.
Während die Ermittlungen des Europarats noch liefen, hatten nach Angabe des UN-Sonderberichterstatters für außergerichtliche, willkürliche und Massenhinrichtungen, Philip Alston, alle albanischen Regierungsvertreter die Vorwürfe als „lächerlich“ bezeichnet. Die albanische Regierung habe die Bemühungen bisher (Stand: Februar 2010) jedoch nicht unterstützt, die Vorwürfe aufzuklären. Die UNO forderte Albanien daraufhin im Februar 2010 auf, eine unabhängige Untersuchung über den mutmaßlichen Handel mit den Organen serbischer Gefangener Ende der 1990er Jahre zuzulassen. Alston beschuldigte die albanischen Behörden, in der Angelegenheit „formale Hindernisse“ zu errichten, ein „bürokratisches und diplomatisches Ping-Pong-Spiel“ zu betreiben und letztendlich die Angelegenheit „abgewürgt“ zu haben. Zwar erkläre Albanien sich bereit, Ermittlungen zuzulassen, blockiere sie in der Praxis jedoch. Die albanische Regierung wäre bisher keiner der Bemühungen zur Untersuchung sinnvoll entgegengekommen und halte Nachforschungen bezüglich der Berichte auf, dass während des Kosovo-Krieges gefangene Serben zum Zwecke von Organraub „geschlachtet“ (BBC News) wurden. Der albanische Ministerpräsident Sali Berisha hatte die Vorwürfe als Fiktion abgetan und gesagt, dass sie bereits untersucht worden seien.
Nach Angaben der serbischen Staatsanwaltschaft für Kriegsverbrechen waren zu diesem Zeitpunkt bereits mehr als 130 Zeugenaussagen über den illegalen Organhandel für den Zeitraum 1998 bis 1999 zusammengetragen worden, wonach ethnische Albaner bis zu 500 Serben getötet hatten, um ihre Organe ins Ausland zu verkaufen. Nach Erscheinen des Berichtes des Europarats wurde gemeldet, Serbien plane eine diplomatische Offensive, um eine internationale Untersuchung in Albanien zu erreichen. Erneut wurde darauf verwiesen, die serbische Staatsanwaltschaft verfüge über 130 Zeugenaussagen von Serben, die die UÇK-Lager überlebt hätten. Die serbische Zeitung Politika beschuldigte Berisha, in illegalen Waffenhandel verstrickt zu sein.

##### Reaktion der Besitzer und Bewohner des Gelben Hauses
Die Besitzerfamilie des Gelben Hauses, Familie Brama, verklagte Dick Marty im März 2011 vor einem Gericht in Tirana wegen Verleumdung. Marty erklärte dazu, er habe den Namen der Familie (Brama) weder in seinem Bericht noch in Interviews jemals genannt. Der Name der Familie sei allerdings mehrmals in der Presse erschienen. Die Klage wurde abgewiesen.
In der Berichterstattung über die Vorwürfe des Organhandels wurde auch der Familienname Katuci für die Besitzer des Gelben Hauses genannt. Angesprochen auf die UN-Experten, die das Haus im Jahr 2004 untersucht hatten, erklärte ein Mitglied der das Haus bewohnenden Familie, Mersin Katuci, für eine ZDF-Reportage von 2011: „Das sind serbische Agenten, Verbrecher.“ Abdulla Katuci, der in der Presse ebenfalls als Besitzer bezeichnet wurde, sagte gegenüber einem AP-Journalisten, dass kein Kosovare, weder Serbe noch Albaner, je einen Fuß auf seinen Grund und Boden gesetzt habe.

##### Reaktion der EULEX Kosovo
Die EULEX Kosovo stritt die Anschuldigungen in dem Bericht ab, wonach die EULEX Kosovo bei ihren Ermittlungen Rücksicht auf politische Funktionen potentieller oder mutmaßlicher Straftäter genommen habe: „Wir ermitteln und verfolgen bereits zahlreiche Fälle verbunden mit Kriegsverbrechen und organisierter Kriminalität.“ Konkret verwies die Behörde dabei auf die Festnahme von fünf Verdächtigen in der Medicus Klinik in Priština von Oktober 2010, zu denen seit dem 15. Dezember Anhörungen in dem Verfahren in Priština liefen.
Für EULEX, so die Zeit im Januar 2011, „zählt der Fall nicht zu den Prioritäten, man ist dort der Ansicht, dass die bisherigen Ermittlungen der Behörde im »gelben Haus« für die Aufnahme eines Verfahrens nicht ausreichten.“ Die EULEX Kosovo forderte Marty in einer schriftlichen Stellungnahme der EULEX-Sprecherin Karin Limdal auf, für die Anschuldigungen des Europarat-Berichts Beweise vorzulegen: „Wer konkrete Belege für die Vorwürfe in dem Bericht hat, möge diese bitte den zuständigen Behörden weiterleiten.“ Über Hinweise auf einen Zusammenhang zwischen den von Marty angegebenen Verbrechen und dem Medicus-Fall verfüge die Behörde nicht. In Fushë-Kruja habe EULEX jedoch bisher nicht ermittelt.

#### Untersuchungen der EULEX ab 2011 und weitere Ereignisse
Als der Rechtsausschuss der Parlamentarischen Versammlung des Europarates (PACE) den Bericht des Europarats am 16. Dezember 2010 „einstimmig angenommen“ hatte, teilte der Europarat mit, dass die Europaabgeordneten „eine Reihe von internationalen und nationalen Untersuchungen“ fordern. Die Resolution des Europarats erklärt, es gebe „zahlreiche konkrete und zusammenpassende Indizien“, denen zufolge die UÇK Serben und Kosovo-Albaner interniert und misshandelt habe, ehe sie verschwunden seien. Weiter heißt es in der Mitteilung: „Zahlreiche Indizien scheinen zu bestätigen, dass im Zeitraum unmittelbar nach dem Ende des bewaffneten Konflikts, einigen Gefangenen in einer Klinik auf albanischem Staatsgebiet, nahe Fushe-Kruje, Organe entnommen wurden, um für Transplantationszwecke in Ausland gebracht zu werden“. Darüber hinaus erhob der Europarats-Ausschuss schwere Vorwürfe gegen die internationalen Organisationen im Kosovo. Diese hätten, so die Europaabgeordneten, „kurzfristige Stabilität zu jedem Preis“ in der Unruheregion vorangetrieben und dafür „einige wichtige Grundsätze der Gerechtigkeit geopfert“.
Nach Bekanntwerden der Vorwürfe des Organhandels durch den Europaratsbericht forderte Carla del Ponte internationale Ermittlungen. Doch betonte sie am 16. Dezember 2010, die juristischen Schritte dürften nicht im Kosovo oder in Albanien erfolgen: „Die haben ja schon gesagt, dass alle unschuldig sind“. Für die Ermittlungen zur Überprüfung der Vorwürfe komme die EULEX Kosovo infrage, die dafür aber entsprechend ausgestattet werden müsste.
Vincent Degert, der seit Oktober 2011 die EU-Delegation in Belgrad leitete, erklärte, die EU nehme Martys Anschuldigungen sehr ernst, es sei nun Aufgabe der EULEX, ihre Stichhaltigkeit zu überprüfen.
Im Januar 2011 billigte die PACE eine Sonderresolution zu dem Europarat-Bericht von Marty und forderte die „internationale Gemeinschaft“ per Resolution dazu auf, den Vorwürfen aus dem Bericht Martys nachzugehen und weitere Untersuchungen zum mutmaßlichen illegalen Organhandel im Kosovo durch die EU-Polizei- und Justizmission im Kosovo (EULEX Kosovo) durchzuführen. Am 25. Januar 2011 wurde Martys Europarat-Bericht als offizielles Dokument von der PACE angenommen. Die Pressemitteilung des Europaparlaments verkündet die von der PACE nach der Beratung vom 25. Januar 2011 beschlossenen Konsequenzen, die der Europarat aus dem Bericht ziehen solle: „Die Versammlung […] forderte weiterführende Untersuchungen der Hinweise auf geheime von der Kosovo-Befreiungsarmee (UCK) kontrollierte Inhaftierungszentren und das Verschwinden von Personen in Zusammenhang mit dem Kosovokrieg sowie der «so oft beklagten Absprachen zwischen organisierten kriminellen Gruppierungen und politischen Kreisen». Sie forderte eine klare Auftragserteilung für EULEX, die Rechtsstaatlichkeitsmission der Europäischen Union im Kosovo sowie die Gewährung von Ressourcen und der hochrangigen politischen Unterstützung, die sie zur Wahrnehmung ihrer «ausserordentlich komplexen und wichtigen Aufgabe» benötigt. Die Versammlung hob insbesondere die Notwendigkeit effektiver Zeugenschutzprogramme hervor.“
Im Januar 2011 gelangte auch ein NATO-Dokument an einige westliche Medien, nach dem der frühere UÇK-Führer Hashim Thaçi in Militärdepeschen als einer „größten Fische“ der organisierten Kriminalität im Kosovo bezeichnet wird. Sein enger Vertrauter Xhavit Haliti, der PDK-Spitzenpolitiker und frühere Logistikchef der UÇK, solle zudem Verbindungen zur albanischen Mafia gehabt haben und an Waffen- und Drogenhandel beteiligt gewesen sein. In den vom Guardian veröffentlichten, geheimen NATO-Dokumenten heißt es, die USA und andere westliche Länder, die die kosovarische Regierung unterstützten, hätten seit Jahren umfangreiche Kenntnisse über die kriminelle Verbindungen Thaçis und anderer Mitgliedern der UÇK. Die NATO teilte mit, bei den an die Medien durchgesickerten Dokumenten handle es sich um Geheimdiensterkenntnisse, die um das Jahr 2004 gewonnen worden seien. Mit der Präsentation des Berichts durch Dick Marty vor dem Europarat am 25. Januar 2011 wurden zahlreiche neue und alte Vorwürfe gegen Hashim Thaçi in den Medien vorgetragen, die bis in die Zeit der Gespräche zum Vertrag von Rambouillet reichen. Es wurde daran erinnert, dass Thaçi laut BND „Verbindungsmann zwischen organisierter Kriminalität und Politszene“ (n-tv) gewesen sein soll, dass der „einstige Stalinist“ (n-tv) Thaçi laut New York Times Kontrahenten aus dem eigenen Lager der Separatisten ermordet haben soll und dass die jüngeren Anschuldigungen von Del Ponte und dem Europarat-Bericht Martys die älteren Vorwürfe von Verbindungen des inzwischen liberalen Europaabgeordneten Thaçi zum organisierten Verbrechen bekräftigen würden. Auch Human Rights Watch erhob die Forderung, die Ermittlungen müssten nun von einem unabhängigen Ankläger durchgeführt werden. Die „internationale Gemeinschaft“ sei außerdem dazu verpflichtet die Zeugen zu schützen.
Auch Marty ging im Europaratsbericht davon aus, dass das mutmaßliche Mafia-Netzwerk um Premier Thaçi über Finanzquellen im Ausland verfügte. Mitglieder der „Drenica-Gruppe“ hätten demnach Gelder an sich gebracht, die ursprünglich von der kosovo-albanischen Diaspora für den Sezessionskampf der UÇK bereitgestellt worden waren. Diese Gelder seien unter anderem auf Bankkonten in der Schweiz und Deutschland gelagert worden. Laut dem Europaratsbericht hatten sich die finanziellen Mittel für die „Drenica-Gruppe“ mit der Gründung des UÇK -Fonds Atdheu Thërret („Das Vaterland ruft“) „dramatisch erhöht“. Nach dem Staatsschutzbericht der Schweizer Bundespolizei von 1999 diente die Schweiz im Kosovo-Konflikt von Ende 1998 bis Juni 1999 albanischen „Widerstandskämpfern“ als „Logistikstützpunkt und Finanzierungsbasis“. Wiederholt waren kosovo-albanische Organisationen in der Schweiz in den Verdacht geraten, der Finanzierung von Kriegsgeschäften zu dienen. So wurden auch im Juli 1998 1,2 Millionen Franken des Vereins Vendlindja Thërret von der Schweizer Bundesanwaltschaft beschlagnahmt und später an eine neu gegründete Stiftung für „Hilfsprojekte“ im Kosovo überwiesen worden.
Ende Januar 2011 wurde daraufhin schließlich gemeldet, dass sich die EULEX Kosovo dazu bereit erklärt habe, zu Vorwürfen des illegalen Organhandels durch UÇK-Angehörige Ermittlungen aufzunehmen und dass die EU-Staatsanwälte eine erste Untersuchung eingeleitet hätten. Anders stellte es die Tageszeitung Die Welt nach dem im April 2013 abgeschlossenen Medicus-Prozess dar, bei dem der Richter Dean Pineles den Europarat und Dick Marty heftig dafür kritisiert hatte, dass diese mit Hinweis auf Immunität die Bitte der Anklagevertretung in Priština abgelehnt hatten, Marty möge als Belastungszeuge aussagen. Während Marty schon nach Erscheinen seines endgültigen Berichts im Januar 2011 ausdrücklich hervorgehoben hatte, er verstehe sich mit seiner Untersuchung als „Denunziant“, nicht aber als „Untersuchungsrichter“, schrieb die Welt, dass der Europarat-Bericht seitens der EU angezweifelt werde und eine unabhängige Untersuchungskommission, die Martys Vorwürfe derzeit überprüfe. Nach Erwartung des Chefermittlers sollen bis 2014 die Untersuchungen abgeschlossen und die Ergebnisse vorgelegt werden. Staatsanwalt Williamson gab im April 2013 an, es seien bereits mehr als hundert Zeugen vernommen worden.
Im April 2011 berichtete NDR Info über ein geheimes Dokument der UNO, in dem die Vorwürfe gegen die UÇK bekräftigt werden. Unterlagen der UNMIK von 2003 nennen als Ausgangspunkte der illegalen Gefangenentransporte von 1999 und 2000 unter anderem die Orte Prizren, Suhareka (serb.: Suva Reka) und Rahovec (serb.: Orahovac). Für die Kontrolle dieser Orte und des Grenzübergangs von ihnen nach Albanien war damals das deutsche Bundeswehr-Kontingent der NATO-Truppe KFOR verantwortlich.
Im Juni 2011 kündigte die EULEX Kosovo an, die im Bericht von Marty erhobenen Vorwürfe untersuchen zu wollen.
Im Juli 2011 wurde erstmals die ZDF-Reportage „Blutige Geschäfte – Auf den Spuren des Organhandels im Kosovo“ ausgestrahlt, die den zwölf Jahre nach dem Ende des Kosovokrieges sich verdichtenden Verdacht aufgreift, dass im Sommer 1999 zum Teil mit Organhandel stehende Kriegsverbrechen im Kosovo stattgefunden haben, die nie aufgeklärt wurden. Die Reportage zieht Verbindungen zu der von einem Deutschen finanzierten Medicus-Klinik in Priština und wirft mit Hilfe von Expertenmeinungen die Möglichkeit auf, dass ein internationaler Organhändlerring vom Kosovo-Krieg bis zur Gegenwart (Stand: 2011) den Handel mit menschlichen Nieren in der Balkanregion betreibt.

##### Ermittlungen der SITF ab 2011 und weitere Ereignisse

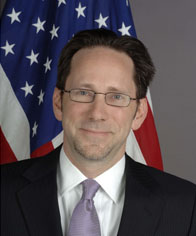
Der US-Staatsanwalt, Botschafter John Clint Williamson, leitet seit Oktober 2011 die Untersuchungen für die EULEX zu den Vorwürfen des Organhandels in Kosovo und Albanien

Seit Herbst 2011 wurde die Untersuchung der Rechtsstaatsmission der EU mit einem eigenen Ermittlungsteam unter Leitung des US-Amerikaners John Clint Williamson eingesetzt. Die Leitung der ab September 2011 gebildeten EU Special Investigative Task Force (SITF). übernahm Williamson im Oktober 2011.
Williamson hat Ende der 1990er-Jahre die Anklage gegen den serbischen Präsidenten Slobodan Milošević mitverfasst, weswegen er kaum als „serbenfreundlich“ abgelehnt und verunglimpft werden kann. Der Ermittlungsapparat Williamson befindet sich nicht im Kosovo, sondern in Brüssel. Bis Januar 2012 reiste Williamson selbst nur einmal nach Serbien, Kosovo und Albanien. Mehr als zwei Jahre ermittelte Williamson in der Folge in Kosovo, Serbien, Albanien und Mazedonien. Aus Untersuchungskreisen hieß es, dass Williamson bis 2014 in mindestens zwei Balkanstaaten Zeugen für Kriegsverbrechen der UÇK gefunden habe. Gegenüber der US-Zeitschrift New Yorker erklärte Williamson, es sei schwierig, Beweise für den Organhandel zu finden.
Russlands Außenminister Sergei Lawrow kündigte im Januar 2012 Unterstützung dafür an, „dass die Ermittlungen zur Teilnahme der kosovarischen Behörden am illegalen Organhandel zu Ende geführt werden“ (RIA Novosti). Wladimir Markin vom russischen Ermittlungskomitee betonte, Russland verfüge über Aussagen von zwei Russen, die 2008 Opfer der illegalen Transplantationen waren. Die russische Nachrichtenagentur RIA Novosti schrieb dazu, die russische Beteiligung an der Suche nach Zeugen hebe den Fall von dem Niveau europäischer (EU-Ermittlungen) auf die internationale Ebene und sei „dringend notwendig“, da Zeugen im Kosovo kaum zu finden seien und es zudem unter den Geschädigten auch russische Staatsangehörige gebe.
Im Mai 2012 stimmte das albanische Parlament einem Gesetz zu, das Untersuchungshandlungen der EULEX in Albanien erlaubt.
Im September 2012 teilte der serbische TV-Sender B92 mit, dass die serbischen Behörden, vertreten unter anderem durch den Chef des serbischen Nationalrates für Zusammenarbeit mit dem ICTY, Rasim Ljajic, mit dem Chefankläger des Haager Tribunals (ICTY), Serge Brammertz, die Fälle von illegalem Organhandel im Kosovo von Ende der 1990er Jahre besprechen wollen. Die serbische Staatsanwaltschaft habe einen Zeugen gefunden, der während des Kosovo-Konfliktes im Kosovo persönlich illegale Organverpflanzungen vorgenommen habe. Ljajic begründete: „Manche Länder sind nicht an einer diesbezüglichen Ermittlung interessiert und wir können dem nur entgegenwirken, wenn wir schwerwiegende Beweise und Argumente anführen“. Nach Angaben der serbischen Staatsanwaltschaft handelt es sich bei dem geschützten Zeugen nach eigenen Angaben um einen ehemaligen UÇK-Kämpfer, der Ende der 1990er Jahre einem serbischen Strafgefangenen in der Nähe der Stadt Kukës das Herz entfernt hat, das dem Zeugen zufolge zu einem Flughafen nahe der albanischen Hauptstadt Tirana gebracht wurde, um am Schwarzmarkt verkauft zu werden. Am 10. September 2012, also an dem Tag, an dem der Kosovo international die volle Souveränität erhielt, strahlte der staatliche serbische TV-Sender RTS einen ausführlichen Bericht des Zeugen aus, der tags zuvor von dem für die Verfolgung von Kriegsverbrechen zuständigen Belgrader Staatsanwalt Vladimir Vukčević als „Kronzeuge“ angekündigt worden war. Der bei seiner Aussage unkenntlich gefilmte Zeuge schildert darin mit technisch verzerrter Stimme in albanischer Sprache ein Szenario, bei dem er einem lebenden Gefangenen die Brust aufgeschnitten und das Herz freigelegt habe, das darauf in eine Kühlbox gelegt und seiner Kenntnis nach später auf dem Flughafen von Tirana an einen Käufer übergeben worden sei. Die gefilmte Aussage des Zeugen wurde in der Sendung von dem Autor der Sendung, Miloš Milić, im Gespräch mit dem stellvertretenden Staatsanwalt für Kriegsverbrechen, Bruno Vekarić, kommentiert. „In dem Fall ermitteln sowohl die serbischen Behörden als auch die EU-Mission im Kosovo [EULEX Kosovo]“ (RIA Novosti). Es wurde verlautbart, dass John Clint Williamson, der Chefankläger des speziellen Untersuchungsteams, das sich unter der Schirmherrschaft der EULEX Kosovo mit dem Fall befasst, zwei Monate zuvor über die von dem neuen Zeugen abgelegten Aussagen informiert wurde. Das Büro Williamsons zeigte sich dagegen irritiert von der „plötzlichen“ (FR) Vorstellung eines Kronzeugen im serbischen Fernsehen und kündigte an, dass man von der serbischen Staatsanwaltschaft Zugang zum mutmaßlichen Mittäter verlangen werde. Ärzte meldeten Zweifel an der Organentnahme ohne OP-Bedingungen an. Der US-Sonderermittler Williamson kündigte an, die Glaubwürdigkeit des Zeugen in Belgrad zu überprüfen.
Gegen Festnahmen von fünf mutmaßlichen Kriegsverbrechern der UÇK, die von der EULEX Kosovo beschuldigt werden, Ende der 1990er Jahre in einem UÇK-Gefangenenlager in Likovac (Likovc) im Kosovo Zivilisten misshandelt und in einem Fall getötet zu haben, veranstalteten UÇK-Veteranen im Mai 2013 öffentliche Proteste in Priština.
Im Januar 2014 meldeten serbische Medien, diplomatische Quellen aus Brüssel hätten gegenüber Tanjug angegeben, dass das die Beschuldigungen Dick Martys in Bezug auf Organhandel untersuchende EULEX-Spezialteam mit der Arbeit fortfahren werde, falls die Ermittlungen nicht bis Juni 2014 abgeschlossen seien. Es werde der Bericht des Spezialermittlers John Clint Williamson abgewartet und dann entschieden, wie fortgefahren wird. Das im Juni auslaufende Mandat der EULEX bleibe für die Ermittlung von Kriegsverbrechen weiterhin gültig. Berichte aus Priština, nach denen sich die EU vorbereite, alle Ermittlungen zu Kriegsverbrechen und Organisierter Kriminalität an die Justiz in Priština zu übergeben, seien dementiert worden. Der staatliche russische Rundfunkauslandsdienst, Stimme Russlands, vermeldete am 15. Januar 2014, dass laut der Zeitung „Express“ (Priština) die spezielle, von John Clint Williamson geleitete Ermittlungsgruppe EULEX die Ermittlung wegen Fällen von Organhandel in Kosovo Ende der 1990er und Anfang der 2000er Jahre beendet habe. Die EULEX habe keinen Ort entdeckt, wo die Überreste der entführten Serben bestattet wurden. Die ersten Anklagen sollten in der ersten Jahreshälfte 2014 erhoben werden. Konkrete Namen wurden nicht genannt. Dagegen meldete am 15. Januar 2014 die nationale Presseagentur Serbiens, Tanjug, dass laut Joao Sousa, dem Sprecher des Sonderermittlers John Clint Williamson, die mit der Untersuchung der in Dick Martys Sonderermittlungsbericht des Europarats enthaltenen Beschuldigungen beauftragte EULEX Special Investigative Task Force die Ermittlungen noch nicht beendet habe. Sousa habe gesagt, es sei noch zu früh für eine Prognose, wann die Ermittlungen abgeschlossen würden. Er habe es abgelehnt, die Meldung von „Express“ (Priština) zu kommentieren, nach denen die Ermittlungen beendet wurden und Anklagen folgen würden, die einige der engsten Partner des Ministerpräsidenten des Kosovo, Hashim Thaçi, einschlössen.

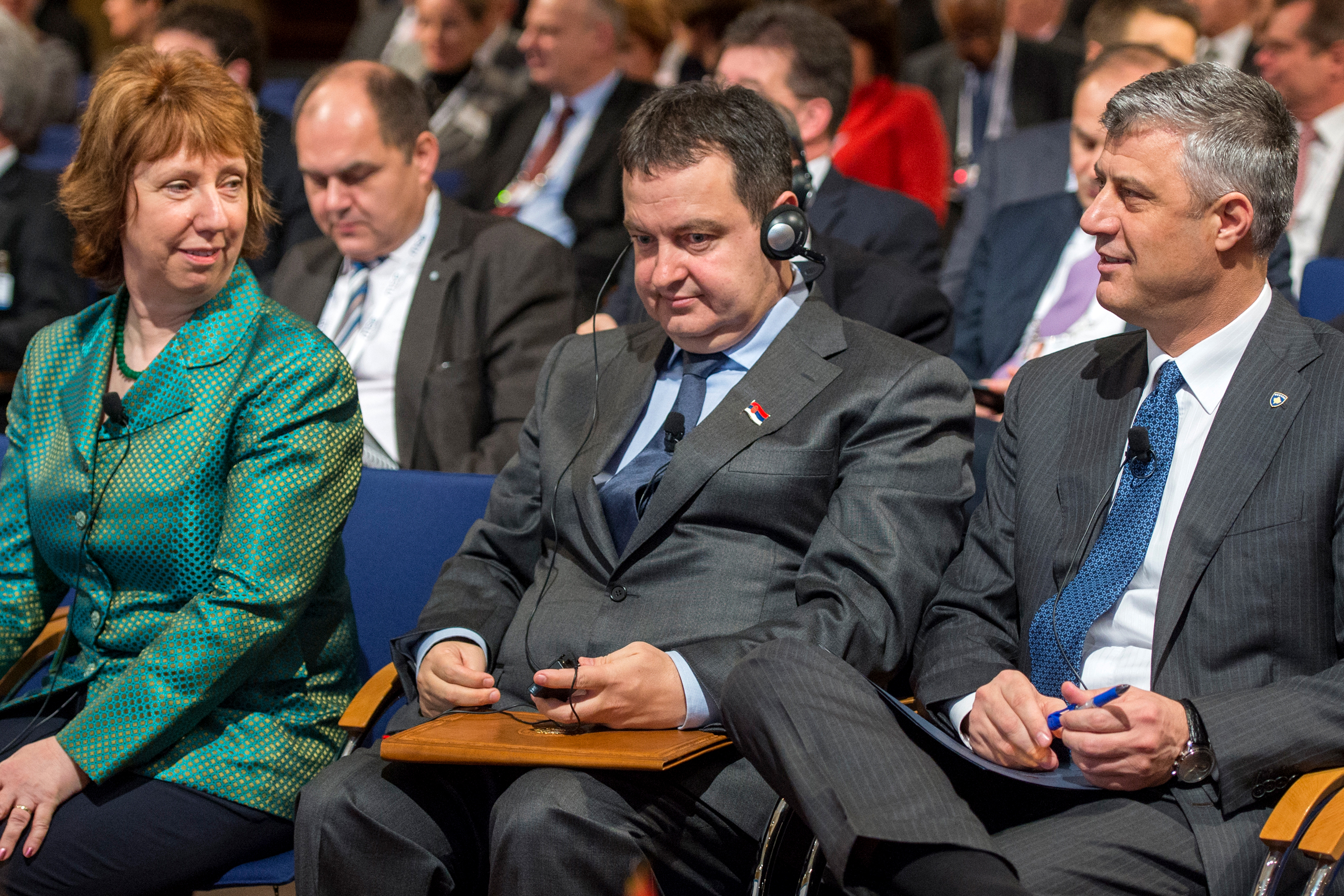
Hashim Thaçi (rechts) neben den mit ihm für den Friedensnobelpreis 2014 nominierten Politikern Ivica Dačić (Mitte) und Catherine Ashton (links).

Am 13. Februar 2014 erklärte Hashim Thaçi in einem Interview mit der Euronews-Reporterin Isabelle Kumar auf die Frage der, ob er unwiderruflich erklären könne, dass kein Mitglied der UÇK an Organraub beteiligt gewesen ist, er sei sich sicher, dass dies nicht geschehen ist. Er habe von diesen Vorwürfen erstmals aus dem Europarat-Bericht von Dick Marty gehört und könne „nie und nimmer glauben, dass ein Freiheitskämpfer so etwas tun könnte“. Es handle sich dabei um eine „Science-Fiction-Geschichte“, die „niemand“ glauben könne. Die Frage, ob er angesichts seiner in krassem Gegensatz zu den laufenden strafrechtlichen Ermittlungen gegen ihn stehenden Nominierung für den Friedensnobelpreis (zusammen mit dem serbischen Ministerpräsidenten Ivica Dačić und der EU-Außenbeauftragten Catherine Ashton) der Meinung sei, diese Nominierung verdient zu haben, bejahte er mit der Begründung, alle den Kosovo betreffenden Vereinbarungen mit der Internationalen Gemeinschaft unterzeichnet zu haben, die zu Frieden und Freiheit geführt hätten.

##### Stellungnahme der SITF vom 29. Juli 2014
Am 29. Juli 2014 trug SITF-Chefermittler Williamson in Brüssel die Ergebnisse seiner Ermittlungen vor. Laut seiner Stellungnahme kam die Sonderuntersuchungsgruppe SITF im Namen der EU bei der Untersuchung der seit Jahren im Raum stehenden Vorwürfe gegen die UÇK, im Kosovo-Konflikt 1998 und 1999 systematisch illegalen Organhandel betrieben zu haben, zu dem Schluss, dass sich mehrere ehemalige hochrangige Führer der UÇK wegen Verbrechen gegen die Menschlichkeit und Organhandels vor einem internationalen Gericht verantworten sollen. Williamson erklärte, die dreijährigen Ermittlungen der SITF deckten sich in großen Teilen mit dem Bericht des Europarats-Abgeordneten Dick Marty von 2010/11, indem Marty auch Kosovos bisherigen Regierungschef Hashim Thaçi beschuldigt hatte, als Rebellenführer an der Entführung von Serben beteiligt gewesen zu sein.
Nach den Worten Williamsons gibt es in bis zu zehn Fällen „schlüssige Hinweise“, wonach Gefangene getötet wurden, um ihnen Organe zu entnehmen und diese zu verkaufen. Williamson betonte, es habe sich bei den Organentnahmen um die Taten einzelner UÇK-Mitglieder gehandelt, die „politische Macht und persönlichen Reichtum für sich selbst“ angestrebt hätten. Die Vermutungen, wonach hunderte vermisste oder getötete Angehörige ethnischer Minderheiten den kosovarischen Organhändlern zum Opfer gefallen seien, könnten hingegen nicht bestätigt werden, die Ermittler würden jedoch weiter nach Beweisen für einen möglichen illegalen Organhandel suchen. Für die Ermittlungen wurden laut Williamson Tausende Dokumente ausgewertet und Hunderte Zeugen befragt. Ein großes Problem sei die Einschüchterung von Zeugen gewesen, die weiterhin anhalte. Sobald es die Möglichkeit gebe, einen unabhängigen und transparenten Prozess zu führen, der auch höchsten Zeugenschutz garantiere, könnte Anklage erhoben werden. Williamson warnte im Zusammenhang mit den Missständen des Zeugenschutzes im Kosovo wörtlich: „Wenn einige mächtige Personen weiterhin versuchen, die Untersuchung ihrer kriminellen Handlungen zu durchkreuzen, wird die ganze Bevölkerung des Kosovo darunter leiden, denn das wirft einen Schatten auf das Land“. Auf die Einrichtung eines Sondergerichtshofs mussten sich EU und die Regierung in Priština noch verständigen.
Williamson erklärte weiter, Berichte über andere Menschenrechtsverletzungen durch die UÇK seien weitgehend bestätigt worden. Diese ehemaligen Mitglieder der UÇK trügen „Verantwortung für die Verfolgung von ethnischen Serben, Roma und anderen Minderheiten im Kosovo sowie gegen Kosovo-Albaner, denen sie Kollaboration mit den Serben vorwarfen, oder, noch häufiger, die politische Gegner der Führung der UÇK waren“. Williamson erklärte, diese Ergebnisse sollten keine Überraschung darstellen, da sie konsistent zu dem OSZE-Bericht „Kosovo – As Seen As Told, Volume II“ und zu dem Human Rights Watch-Bericht „Abuses Against Serbs and Roma in the New Kosovo“ seien. Es sei allerdings nun das erste Mal, dass die Anschuldigungen in diesen Berichten ebenso wie die des Marty-Berichtes einer strafverfolgenden Prüfung im Zusammenhang mit Kosovo-weiten Ermittlungen ausgesetzt worden seien. Von der SITF zusammengetragene Informationen zeigten Williamson zufolge, dass „bestimmte Elemente der UÇK“ 1998 und 1999 gezielt Verbrechen gegen Angehörige der ethnischen Minderheiten und auch der albanischen Opposition begangen hätten, darunter „ungesetzliche Tötungen, Entführungen, Vertreibungen, illegales Festhalten in Lagern im Kosovo und in Albanien, sexuelle Gewalt und andere Formen unmenschlicher Behandlung“. Daher seien Anklagen aufgrund von Verbrechen gegen die Menschlichkeit und Kriegsverbrechen gerechtfertigt. Es habe sich letztlich um „ethnische Säuberungen“ von großen Teilen der Bevölkerung der Serben und Roma aus den Gebieten südlich des Ibar-Flusses gehandelt, mit Ausnahme einiger weniger verstreuten Minoritäts-Enklaven. Die SITF sei überzeugt davon, dass diese Verbrechen nicht die Taten von Einzeltätern, sondern organisiert und mit der Unterstützung bestimmter Personen in den höchsten Führungsebenen der UÇK erfolgten waren.
Namen der Verdächtigten nannte SITF-Chefankläger Williamson in seiner Stellungnahme nicht. Etliche UÇK-Führer waren nach dem Kosovo-Krieg von 1999 in die Politik des Landes gewechselt.

### Gerichtliche Strafverfolgung
Im Herbst 2011 hatte die EU (EULEX) den erfahrenen US-Ankläger Clint Williamson beauftragt, neue Ermittlungen einzuleiten, nachdem zuvor die UNO-Mission im Kosovo (UNMIK) und das Haager Jugoslawien-Tribunal (ICTY) gescheitert waren. Die für Juni 2014 erwarteten EULEX-Ergebnisse der zweijährigen Ermittlungen unter Williamson sollten als Basis für die ab 2015 vorgesehenen Prozesse vor einem neu zu bildenden Tribunal dienen.
Medienberichten zufolge wurde es als wahrscheinlich angesehen, dass die Anschuldigungen in großem Maßstab begangener Menschenrechtsverletzungen weitreichende Auswirkungen auf die Zukunft des Kosovo haben und die Regierungen der USA und westlicher Staaten, die die UÇK-Führung während des Krieges passioniert unterstützt hatten, in eine peinliche Lage bringen würden.

#### Verlängerung der EULEX und Pläne zur Bildung eines Kriegsverbrechertribunals

##### EU-Pläne zur Bildung eines Tribunals
Anfang April 2014 wurde über Pläne der Europäischen Union berichtet, ein internationales Tribunal einzurichten, das ausschließlich darauf ausgerichtet sein sollte Verbrechen im Kosovo zu untersuchen, die von Aufständischen albanischer Ethnie während des Kosovo-Krieges verübt worden waren.
Die Pläne zur Bildung eines unabhängigen Gerichts wurden als Eingeständnis des Scheiterns des Westens aufgefasst, seine Verbündeten albanischer Ethnie für von ihnen begangene Verbrechen zur Verantwortung zu ziehen. Die Aufständischen hatten zwar die Unterstützung der NATO im Kosovo-Krieg genossen, und der Westen hatte sich auch beständig dafür eingesetzt, dass der Kosovo aus dem Kosovo-Konflikt als unabhängiger Staat hervorging, doch waren die ethnischen Albaner ebenfalls unter wachsenden Druck der Internationalen Gemeinschaft geraten, ihre eigenen Kriegsverbrechen aufzurechnen, einschließlich der angeblichen oder mutmaßlichen Organentnahme. Das Gericht sollte von der EU eingerichtet und finanziert werden und wird von den Vereinten Nationen unterstützt. Es soll sowohl die Organentnahmevorwürfe gegen die UÇK-Aufständischen als auch das Verschwinden von rund 400 zumeist kosovo-serbischen Menschen zu Ende des Kosovo-Krieges untersuchen. Als Grundlage für alle vorzubringenden Anklagen vor dem Gericht sollte die zweijährige, von dem US-Staatsanwalt Williamson geleitete Untersuchung dienen, deren Abschluss für Mitte Juni 2014 vorgesehen wurde.
Ein hochrangiger EU-Beamter teilte mit, das geplante Gericht werde die Verfahren voraussichtlich 2015 beginnen. Die Regeln und der Wirkungsbereich des Tribunals würden jedoch noch mit Behörden des Kosovo diskutiert. Das Gericht solle symbolhafterweise im Kosovo seinen Sitz haben, doch die Hauptverfahren wie die Zeugenanhörungen würden in den Niederlanden stattfinden. Der EU-Beamte sprach dabei gegenüber den Nachrichtenagenturen unter der Bedingung der Anonymität, da der „Deal“ noch vom kosovarischen Parlament bestätigt werden müsse. Er sagte, die Verfahren müssten durchgeführt werden. Darüber hinaus müssten sie im Ausland stattfinden, wenn sie eine Chance haben sollten, glaubwürdig zu sein.
Die US-Botschafterin im Kosovo, Tracey Jacobson, bestand am 4. April 2014 darauf, dass die einzurichtende Justizbehörde ein kosovarisches und kein internationales Gericht sein müsse, da der Begriff „internationales Gericht“ einen ohne Mitsprache des Kosovo geschaffenen, externen Mechanismus impliziere. Dagegen zeigten sich EU-Mitgliedsstaaten wie Spanien abgeneigt ein Gericht zu befürworten, das den Kosovo als Staat anerkennen und seine Gesetze zur Anwendung bringen lassen würde, da sie die Sezession des Kosovo von Serbien ablehnten.
Der stellvertretende Staatsanwalt für Kriegsverbrechen in Serbien, Bruno Vekarić, bezeichnete die Bildung des geplanten Tribunals als „eine Unterstützung für die Opfer und ihre Familien“ und sagte: „Dies ist wichtig, um Gerechtigkeit und Aussöhnung in der Region zu erreichen.“
Fred Abrahams (Frederick Cronig Abrahams), ein Sonderberater von Human Rights Watch (HRW), der Menschenrechtsverletzungen im Kosovo untersucht hatte, Projektkoordinator des HRW-Sammelbands „Under Orders – War Crimes in Kosovo“ von 2001 gewesen war und nicht nur 2002 als Zeuge der Anklage im Prozess gegen Slobodan Milošević vor dem Haager Tribunal aufgetreten war, sondern als „Research Analyst“ von April bis Juni 2000 und im August 2001 für die Anklagebehörde Untersuchungen durchgeführt und Analysen für die Kosovo-Anklage gegen Milošević eingereicht, also selbst der Anklageschrift zugearbeitet hatte, sagte über das geplante Gericht, dieses sei wichtig, weil es Licht auf das Schicksal Hunderter Vermisster werfen könnte: „Der Organhandel stellt eine Ablenkung von dem Hauptproblem dar“, so Abrahams, „Das Hauptproblem betrifft mehr als 400 Menschen, hauptsächlich Serben, die nach dem Krieg verschwunden sind.“
Die Pläne zur Einrichtung des Gerichts trafen auf Verärgerung bei ehemaligen Aufständischen, von denen viele führende Regierungsposten im Kosovo besetzten. Muharrem Xhemajli, der Chef des Veteranenvereins der UÇK nannte die Pläne absurd und sinnlos und kritisierte: „Unser Krieg wurde von der Internationalen Gemeinschaft, den USA und allen freiheitsliebenden Völkern unterstützt und wird jetzt vor Gericht gestellt.“
Als das Nachrichtenmagazin Der Spiegel Hashim Thaçi im Juli 2015 darauf ansprach, dass es den kosovarischen Abgeordneten auch 16 Jahre nach dem Krieg nicht gelinge, mit der erforderlichen Zweidrittelmehrheit für ein Sondertribunal zu stimmen und ob sich Hashim Thaçi, dem selbst schwerste Verbrechen wie Auftragsmorde, Drogenhandel, Erpressung, und Handel mit Organen serbischer Kriegsgefangener vorgeworfen werde, ein unabhängiges Gericht leisten könne, antwortete Thaçi: „Das mit den gehandelten Organen ist reine Fantasie. Ein Produkt der Propaganda unserer Feinde, die es mit Verleumdungen versuchen, seit sie den Krieg verloren haben. Ich glaube an die Wahrheit und habe nichts zu fürchten.“ Das Sondertribunal werde „kommen“.

##### Einberufung des kosovarischen Parlaments
Am 18. April 2014 musste die kosovarische Regierungspartei PDK und somit die Führungsriege der früheren UÇK nach längerem Zögern und harten internen Auseinandersetzungen schließlich dem internationalen Druck der USA und der EU nachgeben und die Entscheidung des kosovarischen Parlaments über die Einrichtung eines Sondergerichtes für die Kriegsverbrechen von Kosovo-Albanern während und nach dem Kosovo-Krieg in den Jahren 1998 bis 1999 veranlassen. Der kosovarische Außenminister und Vizepräsident der PDK, Enver Hoxhaj, erklärte, die Diskussion über den mutmaßlichen Organhandel habe der Außenpolitik des Kosovo schwer geschadet. Nach monatelangen Verhandlungen der EU mit der Kosovo-Regierung über ein Sondertribunal für Kriegsverbrechen gab der kosovarische Ministerpräsident Hashim Thaçi dem Drängen der Europäischen Union nach und berief das Parlament ein, um über ein Kriegsverbrechertribunal abzustimmen, das den Vorwurf des Organhandels aus dem Bericht des Europarates von 2011 untersuchen solle, bei dem auch Thaçi selbst und weitere aktive Politiker des Kosovo verdächtigt werden. Gleichzeitig bezeichnete Thaçi, der sich bei Veröffentlichung des Europaratberichts von Dick Marty 2011 noch offen für Ermittlungen gezeigt und gesagt hatte, er habe nichts zu verstecken, die Einrichtung eines Sondertribunals nun, als die Ermittlungen vor dem Abschluss standen, als eine Ungerechtigkeit und Beleidigung der Opfer und des Freiheitskampfs der kosovarischen Bevölkerung. Thaçi sagte im Parlament, die UÇK habe einen „sauberen und gerechten Krieg gegen den serbischen Besatzer“ geführt und sei an keinem Kriegsverbrechen beteiligt gewesen. Das Parlament werde trotz des ungerechten und beleidigenden Charakters des Tribunals internationale Standards respektieren, um die Zusammenarbeit mit den USA und der Europäischen Union zu vertiefen. In der Folge forderte er die Volksvertreter auf, im Parlament für die Gründung des Gerichts abzustimmen. Schließlich, so Thaçi, werde er sich nie gegen die USA stellen, die Kosovos Unabhängigkeit ermöglicht hätten. Nachdem sich zuvor auch die kosovarische Präsidentin Atifete Jahjaga für das Tribunal eingesetzt hatte, war Thaçi nach anfänglichen Widerständen auf die Linie eingeschwenkt, dass das kosovarische Parlament die Einrichtung eines Sondertribunals unterstützen solle, das – auch auf Basis von Williamsons Ermittlungen – mit internationaler Beteiligung über mutmaßliche Kriegsverbrechen der UÇK richten soll. Medienberichten zufolge sei die Alternative „ein von der UNO oktroyiertes Tribunal gewesen, bei dem die Regierung des Kosovo gar keine Mitsprache gehabt hätte“ und das Thaçi habe vermeiden wollen.
Nach Angaben der kosovarischen Tageszeitung Bota Sot existierte inzwischen eine Liste von Dutzenden Personen, die während des Kosovo-Kriegs am Organhandel beteiligt gewesen sein sollen, darunter selbst der kosovarische Regierungschef Hashim Thaçi und einige seiner engen Mitarbeiter. Laut der kosovarischen Zeitung Expres sollten im Dossier Williamsons die Namen von 120 führenden Personen der damaligen UÇK aufgeführt sein, die für das Verschwinden von 320 Serben verantwortlich seien. Es wurde mit Spannung wird erwartet, ob auch der Name des von Marty in Zusammenhang mit den Organhandels-Vorwürfen gebrachten kosovarischen Premiers Hashim Thaçi als einem der politischen Führer der UÇK in den Jahren 1998 und 1999 darin enthalten sein werde. Auch in den USA wurde das Resultat von Williamsons Ermittlungen mit Spannung erwartet, da diese einen schweren Schatten auf die UÇK werfen konnten, die Ende der 1990er Jahre versucht hatte, den Kosovo mit Waffengewalt von Serbien abzuspalten und mit der die NATO und die USA 1998/1999 eng zusammengearbeitet hatten. Kosovarische Presseberichte gaben als im Zentrum der Ermittlungen stehende Figuren die Spitzenpolitiker Xhavit Haliti, Kadri Veseli und Azem Syla an. Xhavit Haliti und Kadri Veseli waren damals führende Mitglieder des Geheimdienstes der UÇK.
Nach Angaben von US-Presseberichten sollte Williamson in seinen zweijährigen Ermittlungen zwar nicht im Falle des Organhandels fündig geworden sein, aber in Bezug auf andere, von UÇK-Mitgliedern begangene Menschenrechtsverletzungen. Dazu sollten Folterungen in den UÇK-Gefängnissen in Nordalbanien zählen sowie Morde an politischen Gegnern wie jene an Mitgliedern der Konkurrenzorganisation FARK (Forcat e Armatosura të Republikës së Kosovës), einer militärischen Formation unter dem Einfluss des ehemaligen Ministerpräsidenten Bujar Bukoshi.
Die Bildung des Kriegsverbrechertribunals, das sich mit den Organhandelsvorwürfen in der Zeit von 1998 bis 1999 befassen sollte, war in einer Vereinbarung zwischen dem Kosovo und der Europäischen Union vorgesehen, welche sich auch auf die Verlängerung des derzeitigen EULEX-Mandates um zwei weitere Jahre bezieht. Die Vereinbarung war Bestandteil eines dem kosovarischen Parlament von der kosovarischen Regierung zugestellten Gesetzesentwurfes.

##### Beschluss des kosovarischen Parlaments
Am 23. April 2014 stimmte das kosovarische Parlament der Vereinbarung zwischen dem Kosovo und der Europäischen Union zu, mit der die Verlängerung der EU-Rechtsstaatsmission EULEX um zwei weitere Jahre und die Bildung eines Kriegsverbrechertribunals beschlossen wurde, das sich mit mutmaßlichen Verbrechen der UÇK im Kosovo-Krieg von 1998 bis 1999 beschäftigen solle. Der Beschluss zur Gründung des Sondertribunals zur juristischen Verfolgung mutmaßlicher Kriegsverbrechen der kosovo-albanischen Seite erfolgte im Eilverfahren, unter strengen Sicherheitsmaßnahmen und in Anwesenheit von mehreren westlichen Diplomaten. Zugleich wurde allerdings ausdrücklich erklärt, das zu bildende Kriegsverbrechertribunal solle die Organhandelsvorwürfe entkräften, wegen der auch noch der EU-eingesetzte US-Staatsanwalt John Clint Williamson Ermittlungen durchführte, dessen Untersuchungen vermutlich bis zum Juni 2014 abgeschlossen sein sollten.
Das deutsche Auswärtige Amt begrüßte die Zustimmung des kosovarischen Parlaments zu einer Verlängerung der EU-Rechtsstaatsmission EULEX Kosovo. Dies ermögliche die Einrichtung eines Sondergerichts, das die Vorwürfe von Kriegsverbrechen und Verbrechen gegen die Menschlichkeit – darunter Vorwürfe des Organhandels – aus dem sogenannten „Marty-Bericht“ des Europarats untersuchen soll. Ein Sprecher des Auswärtigen Amts erklärte am 24. April, „die breite Zustimmung im Parlament ist ein Zeugnis der Reife und des Verantwortungsbewusstseins einer großen Mehrheit der politisch Verantwortlichen in Kosovo“. Der Kosovo habe „sich eindeutig zur justiziellen Aufarbeitung von Verbrechen auch in hochpolitischen Fällen bekannt“. Die Entscheidung sei „zugleich ein klares Zeichen für die Fortführung der engen Zusammenarbeit mit der EU im Bereich der Rechtsstaatlichkeit und der Sicherheitsstrukturen sowie für die Heranführung des Landes an die EU.“
In der Parlamentsdebatte wurde die Bildung des Kriegsverbrechertribunals von vier führenden Parteien – der regierenden PDK, ihrem kleineren Partner AKR sowie der oppositionellen LDK und der AAK – unterstützt. Premierminister und Ex-UÇK-Kommandant Hashim Thaçi hatte vor der Abstimmung verkündet, das Kriegsverbrechertribunal werde den „durch ungerechte Anschuldigungen beschmutzten Ruf des Landes“ wiederherstellen. Das vom Westen geforderte Kriegsverbrechertribunal sei zwar „ungerecht“, aber die „einzige Option“ zur Aufarbeitung der Anschuldigungen, womit Thaçi Bezug auf den Marty-Bericht aus dem Jahr 2010 nahm. Obwohl das kosovarische Parlament mit mehr als der nötigen Zwei-Drittel-Mehrheit der Abgeordneten für die Bildung des Kriegsverbrechertribunals stimmten, soll die kosovarische Regierung einem Bericht von Bahri Cani in der Deutschen Welle zufolge ursprünglich kein Kriegsverbrechertribunal gewollt haben. Demnach seien auch fast alle politischen Parteien gegen das Kriegsverbrechertribunal gewesen. Thaçi habe jedoch erklärt, es habe „keine richtige Alternative“, da ein solches Kriegsverbrechertribunal durch eine Entscheidung des UN-Sicherheitsrats gegründet worden wäre, wenn das kosovarische Parlament nicht dafür gestimmt hätte. Thaçi bezeichnete das Tribunal als ungerecht, sagte in seiner Rede vor dem Parlament aber, es sei die einzige Option, mit den USA und der EU zu kooperieren und das Tribunal zu gründen. Dies hatten die Vertreter der USA, Großbritanniens und Frankreichs in Priština signalisiert. Der Leiter der Stiftung für Humanitäres Recht im Kosovo, Bekim Blakaj, erklärte, der Gründung des neuen Sondergerichts sei „unter unglaublich großem Druck seitens der internationalen Gemeinschaft zugestimmt“ worden. Vor dem Votum im Parlament hatten mehrere EU-Vertreter und selbst US-Vizepräsident Joe Biden die kosovarische Führung aufgefordert, die Bildung des Kriegsverbrechertribunals zu billigen. Biden hatte den Kosovaren in einem Brief „wärmstens empfohlen“, der Gründung eines Sondergerichtes zuzustimmen. Dukagjin Gorani, Politikexperte und ehemaliger Berater des Premierministers Thaçi, behauptete, die Entscheidung unter internationalem Druck sei ein weiterer Beweis dafür sei, dass der Kosovo noch immer „kein souveränes Land“ sei.
Die nationalistische Bewegung Vetevendosje sprach sich dezidiert gegen das Kriegsverbrechertribunal aus. Ihr Abgeordneter Glauk Konjufca nannte es einen Misserfolg der Regierung. Der ehemalige Verkehrsminister und frühere Mitarbeiter Thaçis, Fatmir Limaj, bezeichnete das neue Gericht als „selektiv“, da es sich nur mit den von kosovo-albanischen Aufständischen verschuldeten Kriegsverbrechen befassen soll.
Der Menschenrechtler Blakaj kritisierte, auch 15 Jahre nach dem Kosovo-Krieg hätten die Institutionen in Priština kein Interesse daran gezeigt, die Anschuldigungen wegen der mutmaßlichen Kriegsverbrechen der UÇK während und nach dem Krieg zu untersuchen. Seiner Meinung nach würden sich die kosovarischen Staatsanwälte und Richter nicht mit dem Thema beschäftigen wollen. Laut Blakaj soll das Kriegsverbrechertribunal neben seinem Hauptsitz im Kosovo voraussichtlich soll einen zweiten Sitz in Den Haag haben, da im Kosovo kein ausreichender Zeugenschutz existiere, obwohl dazu bereits Jahre zuvor ein Gesetz verabschiedet wurde: „Es wurde niemals richtig umgesetzt. Medien, Anwälte und die Zivilgesellschaft haben sehr oft Druck auf mögliche Zeugen ausgeübt. Sie haben auch die Identität von geschützten Zeugen öffentlich gemacht“, so Blakaj. Diese Gefahr habe dazu geführt, dass sich viele Zeugen weigerten, vor Gericht auszusagen. „Als Folge werden wir jetzt ein Sondergericht haben, das praktisch unter der Kontrolle der internationalen Gemeinschaft stehen wird“, so Blakaj. Aus Ermittlungskreisen hieß es, dass die Zeugen nicht im Kosovo, sondern nur in den Niederlanden aussagen würden, wo eine spezielle Kammer des Sondertribunals eingerichtet werden soll. Die meisten Zeugen befinden sich offenbar bereits außerhalb des Kosovo, einige sollen eine neue Identität erhalten haben und könnten nach Abschluss der Gerichtsverfahren eine Existenz im Ausland erhalten. Derartig aufwändige Zeugenschutzprogramme gelten als einzige Möglichkeit für die Justiz, in schwerwiegenden Fällen von Kriegsverbrechen Erfolge zu erzielen. Medienangaben zufolge soll das Sondergericht nach kosovarischen Gesetzen arbeiten, die konform mit dem EU-Recht seien. Die Prozesse würden jedoch allein von ausländischen Richtern und Anklägern geleitet, einheimische Justizbeamte seien ausgeschlossen. Das neue Sondertribunal soll die Vorwürfe von Dick Marty unter der Leitung des US-Anklägers John Clint Williamson verhandeln.
Die frühere Chefanklägerin des Haager-Tribunals, Carla Del Ponte, erweckte dagegen am 24. April in den Medien den Eindruck, Eindruck, das neue Gericht sei in kosovarischer Hand und habe seinen Sitz nur in Priština. Sie zeigte sich dabei erstaunt von dem Beschluss zur Bildung eines neuen Kriegsverbrechertribunals und erklärte, ihrer Ansicht nach sei kein neues Gericht notwendig, um mutmaßliche kosovarische Kriegsverbrechen von Ende der 1990er-Jahre zu beurteilen. Zudem glaube sie kaum an das neue Tribunal: „Ich muss sagen, dass ich staune“, so del Ponte, „Ich habe etliche Zweifel daran.“ Del Ponte wies darauf hin, dass es mit dem UN-Kriegsverbrecher-Tribunal in Den Haag bereits ein Tribunal gebe, das seit Jahren zu Kriegsverbrechen im früheren Jugoslawien arbeite. Die Untersuchung von möglichen Verbrechen im Kosovo gehöre in dessen Zuständigkeitsbereich. Del Ponte drückte ihre Verwunderung darüber aus, dass das beschlossene Tribunal seinen Sitz im Kosovo habe. Der Kosovo habe bei der Untersuchung von illegalem Organhandel nie mit dem Haager Tribunal kooperiert. Diese Ermittlungen seien seit vier Jahren im Gang, ohne dass dabei etwas herausgekommen sei. Gegen die Darstellung Del Pontes und gegen Del Pontes Rolle bei der Aufklärung der Fälle wurde daraufhin eingewendet, dass das Haager Tribunal unter der Leitung Del Pontes nach dem Kosovo-Krieg gescheitert damit war, Beweise für den Organhandel durch UÇK-Leute zu finden und dass die wenigen Beweisstücke, die UNO-Ermittler in Albanien 2004 gesammelt hatten, später in Den Haag vernichtet worden waren. Enver Robelli wies in einem Artikel darauf hin, dass bereits Dick Marty diese Vorgehensweise als Fehler bezeichnet hatte, da Beweise nie vernichtet würden, insbesondere nicht, wenn keine Verjährung eingetreten ist. Robelli führte in diesem Zusammenhang auch das Zerwürfnis Del Pontes mit ihrem ehemaligen Stellvertreter in Den Haag, dem britischen Ankläger Geoffrey Nice, an.
Der frühere UÇK-Generalstabschef und Minister der Sicherheitskräfte, Agim Çeku, erklärte, dass sich ehemalige UÇK-Angehörige der Ermittlung von bestimmten Verbrechen nicht widersetzen würden. Er sei jedoch der Meinung, dass die Bildung eines Sondergerichtes nicht notwendig sei, da sich damit auch die derzeitige kosovarische Justiz befassen könnte. Medienberichte, wonach er sich selbst als Erster auf der Anklagebank befinden könnte, wies er gegenüber dem staatlichen TV-Sender RTK als Spekulationen zurück.

##### Ablösung des SITF-Chefanklägers
Im Juli 2014 kündigte SITF-Chefankläger Clint Williamson in seinem Bericht an, sein Amt nach dreijähriger Dienstzeit niederzulegen, so dass das Tribunal, dessen Einrichtung er für Anfang 2015 erhoffe, von einem neuen Chef-Ankläger geführt werden würde. Im August 2014 lief die Amtszeit Williamsons ab. Der US-Jurist David Schwendiman wurde am 11. Dezember 2014 zu seinem Nachfolger bestellt.
Nach der Nominierung Schwendimans durch die EU zum neuen SITF-Chefankläger forderte Human Rights Watch am 16. Dezember 2014 das neugebildete kosovarische Parlament dazu auf, umgehend die für die Arbeit des Sondergerichts für die Nachkriegsgräueltaten notwendigen gesetzlichen und verfassungsmäßigen Änderungen zu erlassen.

## Medicus-Fall
In der am Stadtrand der kosovarischen Hauptstadt Priština gelegenen Medicus-Klinik war es im Jahr 2008 zu illegalen Transplantationen von mindestens 23 Nieren und zu damit verbundenem Menschenhandel gekommen. Nach anderen Angaben konnten die Experten der von der EULEX organisierten Ermittlungen bisher mindestens 30 Fälle illegaler Organentnahme nachweisen. Die mittellosen Organspender stammten zum großen Teil aus armen Gebieten der Türkei und Ländern des postsowjetischen Raumes, unter anderem aus Russland, Moldawien, Kasachstan. Sie waren mit falschen Zusicherungen nach Priština gelockt worden, Geldbeträge von rund 10.000 bis 12.000 Euro für eine Niere zu erhalten, erhielten die Beträge jedoch zum Teil nie. Die Organempfänger waren mehrheitlich aus Israel stammende, wohlhabende Patienten, die 80.000 bis 100.000 Euro für eine Niere zahlten. Die illegalen Operationen wurden zu einem Zeitpunkt vorgenommen, als der Kosovo unter Schirmherrschaft der UNO stand. Beamte der UNMIK, die 2008 von der EULEX-Mission abgelöst wurde, leiteten sämtliche Organe des Rechtsschutzes und der Justiz.

### Klinik, Finanzierung, Besitz und Leitung
Die Medicus-Klinik nahm einen Sonderstatus ein und befand sich unter der Schirmherrschaft des kosovarischen Gesundheitsministeriums. Sie besaß Lizenzen für Operationen. Finanziert wurde die Medicus-Klinik, für die mit der Bezeichnung „Klinika Gjermane“ („Deutsche Klinik“) geworben wurde, laut einer ZDF-Reportage von 2011 durch einen deutschen Urologen. Im Handelsregister von Priština war der deutsche Arzt und Professor, Manfred Beer, als Eigentümer der Klinik eingetragen. Obwohl der deutsche Urologe Besitzer der Medicus-Klinik war, stritt Beer ab, über den illegalen Organhandel aufgeklärt worden zu sein. Er habe erst nach der Schließung der Klinik erfahren, dass dort Transplantationen durchgeführt wurden. Laut Bericht des Spiegels von 2012 lässt sich aus E-Mails zwischen ihm und Lutfi Dervishi, laut Handelsregister sein Stellvertreter und Miteigentümer der Klinik, das Gegenteil schließen. Ein Vorermittlungsverfahren gegen ihn war 2011, laut Spiegel noch in Unkenntnis der E-Mails, eingestellt worden, nachdem ein deutscher Organempfänger sich geweigert hatte auszusagen. Der deutsche Finanzier der Klinik hat selbst noch wenige Jahre zuvor in einer deutschen Klinik auch Nieren transplantiert. Laut Aussagen des Medicus-Bevollmächtigten habe er drei Millionen Euro in das Hospital investiert und auch mitgeholfen, Ärzte zu finden, die in der Klinik Operationssäle mieten konnten.

### Medicus-Prozess: Urteil (1. Instanz)
Im Oktober 2010 wurde bekannt, dass im Zusammenhang mit Organhandel im Kosovo sieben Personen unter Anklage gestellt wurden. Die Anklageschriften zum Organhandelfall in der Medicus-Klinik wurden am 15. und 20. Oktober 2010 eingereicht. Darin wurde fünf Personen illegaler Handel mit menschlichen Organen, organisiertes Verbrechen und Amtsanmaßung sowie zwei Personen illegale Ausübung medizinischer Tätigkeiten vorgeworfen. Unter den Angeklagten befand sich eine Anzahl von Ärzten sowie eine Person, die zuvor auf höchster Ebene im Gesundheitsministerium gearbeitet hatte. Gegen zwei weitere Verdächtige wurde ein internationaler Haftbefehl ausgestellt. Bei diesen beiden von Interpol wegen „Verbrechen gegen Leben und Gesundheit, Menschenhandel, Schmuggel und illegale Immigration“ Gesuchten handelt es sich um Yusuf Sönmez und Moshe Harel. Die Sonderstaatsanwaltschaft SPRK (Special Prosecution Office of Republic of Kosovo) beantragte die Zusammenlegung der beiden Anklagen. Laut Angabe von EULEX Kosovo wurde der Medicus-Fall von Kosovo- und UNMIK-Polizei im November 2008 initiiert und die Ermittlung von Beamten der EULEX Exekutivpolizei unter Aufsicht der SPRK fortgeführt. EULEX-Richter seien mit dem Fall beauftragt worden.
Nach einer Meldung liefen in Priština seit Dezember 2010 Verfahren gegen sieben Angeklagte. Nach weiteren Angaben lief wegen des Falls seit Herbst 2011 ein Prozess in Priština unter Beteiligung der EULEX Kosovo gegen sieben Angeklagte, die vorwiegend Ärzte sind, oder gegen vier Ärzte und einen ehemaligen Staatssekretär, unter anderem wegen Menschenhandel, Organisierter Kriminalität und unerlaubter Ausübung medizinischer Tätigkeit.
Das aus zwei EULEX-Richtern und einem lokalen Richter bestehende Richtergremium verurteilte im April 2013 nach Anhörung von rund 80 Zeugenaussagen fünf Angeklagte in erster Instanz zu Haftstrafen in Höhe von insgesamt 20 Jahren. Damit wurden erstmals Organhändler aus dem Kosovo von einem Gericht schuldig gesprochen.
Freispruch erhielt dagegen der frühere Spitzenbeamte des kosovarischen Gesundheitsministeriums, Ilir Rrecaj, der wegen Amtsmissbrauchs und Dokumentenfälschung angeklagt gewesen war. Rrecaj sagte im Verfahren, es habe die Transplantationen ohne Lizenz gegeben, doch treffe ihn daran keine Schuld.
Die Anklagebehörde soll für ihre Beweisführung in dem Fall angeblich über Telefonabhörungen, beschlagnahmte Festplatten mit einschlägigem Material sowie Daten über Geldzahlungen verfügt haben.

### Lutfi Dervishi (verurteilt)
Von der im April ausgesprochenen Haftstrafe fielen acht Jahre auf den Direktor der Medicus-Klinik, den führenden Urologen Kosovos und ehemaligen Professor und Direktor der Universitätsklinik in Priština, Lutfi Dervishi. Über sieben Jahre entfielen auch auf seinen Sohn, den Arzt Arban Dervishi. Laut der Anklage verfügte Lutfi Dervishi im Kosovo angeblich über Verbindungen in höchste Regierungskreise und traf sich persönlich mit dem Gesundheitsminister und dem Berater des Ministerpräsidenten. Laut einem Bericht der New York Times vom November 2010 soll Lutfi Dervishi auf einer Ärzte-Konferenz in Istanbul im Jahr 2006 mit Yusuf Sönmez in Kontakt gekommen und der Kopf der Organisation gewesen sein, die noch 2008 in der Medicus-Klinik Organtransplantationen vornahm. Lutfi Dervishi arbeitete auch Jahre nach der Schließung der Medicus-Klinik an der Universitätsklinik in Priština und hatte wenige Schritte von der alten Medicus-Klinik entfernt das Uro-Medica-Krankenhaus eröffnet, wo er nach der Schließung der Medicus-Klinik weiterhin Operationen durchführte. Schon 1998 soll die serbische Zeitung Blic behauptet haben, dass Augenzeugen Dervishi angeklagt hätten, an Entführungen von Zivilisten durch die UÇK beteiligt gewesen zu sein, um später gewaltsam deren Körperorgane zu entfernen.
Wichtige Verdächtige, die wie Dervishi als „Drahtzieher“ (NZZ) angesehen werden, bleiben nach dem Urteil von Ende April 2013 jedoch noch immer flüchtig (Stand:September 2014), wie der türkische Chirurg Yusuf Sönmez und der Israeli Moshe Harel.

### Yusuf Sönmez (flüchtiger Verdächtiger)
Nicht Lutfi Dervishi, sondern Yusuf Sönmez wurde von den Staatsanwälten als zentrale Figur in dem illegalen Handel betrachtet. Yusuf Sönmez, der bereits Jahre zuvor in den Medien als „schwarzer Chirurg“, „Doktor Frankenstein“, „Dr. Aasgeier“ oder „Yusup“ bekannt geworden war und Medienberichten zufolge seit etwa 2001 einer der Hauptakteure auf dem Schwarzmarkt für Transplantationen gewesen sein soll, geriet über Jahre hinweg mehrmals wegen mutmaßlicher illegaler Nierentransplantationen in das Blickfeld türkischer Behörden. Bereits Ende der 1990er Jahre war Sönmez wegen illegaler Organverpflanzung von der türkischen Polizei in Gewahrsam genommen worden. 1998 fand das türkische Fernsehen, dessen Reporter sich als Organspender ausgaben, sieben meist aus Israel stammende Patienten. Später bekam Sönmez Berufsverbot für den türkischen Gesundheitssektor. Nach einer hochrangigen Quelle aus Regierungskreisen im Kosovo soll Shaip Muja bei seinen Reisen in die Türkei etwa zur Zeit des Kosovo-Krieges mit Sönmez ins Geschäft gekommen sein, woraus sich Nierentransporte aus Albanien nach Istanbul entwickelt hätten. Es bestehe ein Zusammenhang aus dieser Zeit zu der Rolle von Muja bei der Initiierung und Durchführung der Medicus-Aktionen weniger als zehn Jahre später. Auch im Jahr 2005 wurde Sönmez bei einer Razzia im Istanbuler Stadtteil Bostancı von der Polizei verhaftet, in einem Prozess als Chef einer Organhändler-Bande identifiziert und zu einer einjährigen Haftstrafe verurteilt, die auf Bewährung ausgesetzt wurde oder die er aufgrund einer Amnestie nicht antreten musste. Gegen ihn soll 2006 auch in Aserbaidschan ermittelt worden sein, weil er illegale Nierentransplantationen im Universitätskrankenhaus von Baku durchgeführt haben soll. 2006 soll Sönmez in Istanbul an einer Ärzte-Konferenz in persönlichen Kontakt mit Lutfi Dervishi getreten sein und seine Aktivitäten nach Priština verlegt haben. Auf Einladung von Lutfi Dervishi hin arbeitete Sönmez von nun an in der Medicus-Klinik. Ende April stürmte die Polizei in Istanbul eine im Besitz von Sönmez befindliche Klinik, wobei mehrere Personen bei einem Schusswechsel verletzt wurden. Sönmez selbst wurde dabei, zwei Jahre nach seiner Verurteilung von 2005, bereits zum vierten Mal verhaftet und zu zehn Jahren Haft verurteilt, ging jedoch in die Revision. Als die Polizei versuchte ihn zu verhaften, fand sie ihn nicht auf. Nachdem seine Klinik in Istanbul geschlossen worden war, zog Sönmez mit seiner Arbeit nach Priština in die Medicus-Klinik um. Als dann Anfang November 2008 am Zoll des Flughafens Priština ein namentlich bekannter Türke zusammengebrochen war und Blut durch seine Kleidung drang, stellte der Flughafenarzt fest, dass ihm soeben eine Niere entnommen worden war und der Organspender nannte die Medicus-Klinik, worauf die Polizei in die Villa einrückte und noch den israelischen Organempfänger antraf. Bei der Stürmung der Medicus-Klinik durch die Polizei wurde Sönmez sowohl von einem Organspender als auch von dem Empfänger der Spenderniere als der operierende Arzt identifiziert. Sönmez entkam einer Verhaftung und flüchtete zurück in die Türkei. Die Klinik wurde nach der Polizeirazzia im Jahr 2008 geschlossen. Auf Antrag der Kosovo-Behörden, genauer des kanadischen Staatsanwalts Jonathan Ratel, schrieb Interpol Sönmez schließlich zur Fahndung aus, wegen „Verbrechens gegen Leben und Gesundheit, Menschenhandels, Schmuggels und illegaler Immigration“. Am 11. Januar 2011 wurde er im Zusammenhang mit der Medicus-Klinik verhaftet und am folgenden Tag in die Staatsanwaltschaft gebracht. Er stand unter dem Vorwurf des Organhandels und der illegalen Organverpflanzung in Aserbaidschan und im Kosovo, wurde jedoch bereits nach der ersten Gerichtsverhandlung am 12. Januar 2011 gegen Kaution wieder freigesetzt. Das Istanbuler Gericht eröffnete zwar ein Verfahren gegen Sönmez wegen des Verdachts auf Organhandel, lehnte aber den Antrag der Staatsanwaltschaft auf Haftbefehl ab. Eine Auslieferung wurde durch die Türkei verweigert. Die serbische Behörde für die Verfolgung von Kriegsverbrechen gab am 2. September 2014 die unbestätigte Angabe bekannt, dass Yusuf Sönmez in Amsterdam gesichtet worden sei und dass diese Informationen an den Chefermittler der EU im Kosovo weitergegeben worden seien. Festgenommen wurde er Medienberichten zufolge nicht. Die serbischen Behörden verdächtigten Yusuf Sönmez, für den Handel der Organe aus dem „gelben Haus“ verantwortlich zu sein. Sie gingen davon aus, dass hinter diesem dieselben mafiösen Strukturen stehen wie im Fall des Medicus-Krankenhaus.

### Moshe Harel (flüchtiger Verdächtiger)
Moshe Harel, der als Israeli türkischer Herkunft neben der israelischen auch die türkische Staatsbürgerschaft besitzt und gegen den Interpol ebenfalls wegen „Verbrechens gegen Leben und Gesundheit, Menschenhandels, Schmuggels und illegaler Immigration“ fahndet (Stand: Ende April 2013), steht unter Anklage, den illegalen Handel gemeinsam mit Sönmez und Dervishi organisiert zu haben und für die Bereitstellung sowohl der Organspender als auch der Organempfänger zuständig gewesen zu sein. Er gilt als „Hauptdrahtzieher“ und „Haupthintermann des Rings“, der als Vermittler fungierte. Die vermittelten Opfer kamen meist ohne Begleitung und ohne Kenntnis der Landessprache in Priština an und wurden zur Unterzeichnung gefälschter Dokumente bewogen. Harel war bereits 2008 nach der Polizeirazzia in der Medicus-Klinik in Priština verhaftet worden. Vier Wochen später erlaubte ihm das Gericht aus familiären Gründen für einen Monat in die Türkei zu reisen, doch kam Harel nicht mehr in den Kosovo zurück. Im Mai 2012 wurde Harel in Israel erneut als mutmaßlicher „führender Kopf“ eines illegalen Organhandels-Netzwerks im Kosovo von israelischen Behörden unter dem Vorwurf festgenommen worden, bis zum Jahr 2008 in der Medicus-Klinik in Priština illegal entnommene Organe weitervermittelt zu haben. Doch ließen ihn die israelischen Behörden kurz darauf unter Auflagen wieder frei. Gegenüber einem Reporterteam lehnten die israelischen Behörden ein Interview dazu ab. Gerüchten nach soll der nahe bei Tel Aviv wohnhaft gemeldete Moshe Harel inzwischen mit den Behörden zusammenarbeiten. In einer 2012 erschienenen Reportage von Claudio von Planta mit der Reporterin Juliana Ruhfus, erschienen auf Al Jazeera English, wird die Spekulation geäußert, dass die israelischen Behörden wegen des Umstandes, dass der Handel mit Nieren die Leben vieler Mitglieder der israelischen politischen und wirtschaftlichen Elite rettet, unwillig bei der Bekämpfung des Organhandels vorgehen würden.

### Shaip Muja (Zeuge)
Vor Gericht war auch Shaip Muja, kosovarischer Parlamentarier (PDK) und zum Zeitpunkt des Organhandels Gesundheitsberater von Hashim Thaçi, als Zeuge einberufen worden. Er sollte Erklärungen an das Gericht in Bezug auf seine mögliche Beteiligung geben, weil der frühere Gesundheitsminister Alush Gashi vor Gericht ausgesagt hatte, dass Muja ihn während eines Mittagessens gefragt hatte, warum die Erteilung einer Lizenz für die Medicus-Klinik verzögert wird. Muja sagte als Zeuge aus, er habe nur nach dem Stand der Lizenz nachgefragt, weil er einer Familie helfen wollte, die sich in der Klinik behandeln lassen wollte. Die Medicus-Klinik habe keine ordentliche Lizenz für Operationen besessen und sei nicht für die Durchführung von Organtransplantationen zugelassen gewesen. Muja sagte auch aus, dass er Yusuf Sönmez getroffen hatte, der ihm von Lutfi Dervishi auf einer Hochzeitsfeier vorgestellt worden sei. Muja, der im Bericht des Europarats als Mitglied der „Drenica-Gruppe“ der UÇK und als „key player“ des mutmaßlichen Organhandelsrings auch mit Verbindung zu den mutmaßlichen Organraubfällen aus dem Jahr 1999 beschrieben worden war, stritt jede Beteiligung am Organhandelsring energisch ab.

### Deutscher Organempfänger
Unter den Organempfängern befindet sich auch ein Deutscher, der angeblich 82.000 Euro bezahlte und dafür die Niere einer aus Russland nach Israel emigrierten Jüdin erhielt. Er flog dazu zunächst nach Istanbul, von wo aus er zusammen mit der Organspenderin mit einer kleineren Maschine nach Priština mit Ziel Medicus-Klinik geflogen wurde. Der Spiegel recherchierte diesen Fall und veröffentlichte die Geschichte im Juli 2012.

### Ermittlungen im Fall Medicus-Klinik
Laut dem kanadischen Staatsanwalt Jonathan Ratel, der 2010 in den Kosovo kam, um für die EULEX Kosovo zu arbeiteten und der sich bald darauf mit dem illegalen Organhandel der Medicus-Klinik befasste, funktioniert der illegale Organhandel nur, weil kosovarische Ärzte und Behördenmitarbeiter ihn deckten. Wenn der Ermittler Ratel den Fall des jungen Türken, dessen Zusammenbruch auf dem Flughafen von Priština im November 2008 zur Polizeirazzia geführt hatte, nicht „an sich gezogen hätte“, so urteilte 2012 der Spiegel, dann hätte „im Kosovo [die] Justiz vermutlich weggeschaut“. Ratel hatte ein Team zusammengestellt, das die weltweiten Verbindungen der Medicus-Klinik verfolgte. Ratel betonte gegenüber dem Spiegel: „Wir sorgen uns sehr um eine Reihe von unseren Zeugen“. Im Laufe der Jahre Ermittlungen zwischen 2008 und 2012 seien bereits einige der Spender gestorben. Der junge Türke, der im November auf dem Flughafen zusammengebrochen war, ging später in die Türkei zurück, wo ihn weder einheimische noch internationale Ermittler wiederfinden konnten, so dass Fahnder davon ausgehen, dass er nicht mehr lebt. Die Organspender würden mit falschen Versprechungen geködert und später eingeschüchtert: „Wir haben auch Fesselungen festgestellt. Das geht so weit, dass sie so lange gefangen gehalten wurden, bis die Operation stattfand“. Die Entlohnungsversprechen würden nach der Operation oft nicht eingehalten und, so schilderte Ratel bildhaft, „Die Opfer wurden im wahrsten Sinne am Flughafen wieder rausgeworfen, wie überflüssiges Material nach einer Operation.“ Mit dem kriminellen Geschäft könne „man geradezu obszöne Profite machen“ und es sei laut Warnung von Europol ein „rapide wachsendes“ Business krimineller Banden. Für das hinter dem Organhandel stehende Mafia-System soll das illegale Organgeschäft „teilweise einträglicher als ein Geschäft mit Drogen“ sein (Steffen Winter, Spiegel).
Im Dezember 2012 erschien eine Filmreportage auf Al Jazeera English, für die im Kosovo, in der Türkei und in Israel gedreht wurde und in der über Yusuf Sönmez und Moshe Harel berichtet wird.

## Bezug des Medicus-Falls zum mutmaßlichen Organraub von 1999–2000
Zwischen dem Medicus-Fall und dem mutmaßlichen Organhandel unmittelbar nach Kriegsende besteht nach Überzeugung von Dick Marty ein enger und direkter Zusammenhang, der sich insbesondere durch übereinstimmende „prominente kosovo-albanische und internationale Persönlichkeiten“ aufzeigen lasse, die in beiden Fällen eine charakteristische konspirative Funktion eingenommen hätten. Es handele sich also um denselben Täterkreis. Die Namen dieser Personen, so heißt es im Europarat-Bericht, blieben im Bericht „aus Rücksicht“ auf die andauernden Ermittlungen und das gerichtliche EUMEX-Verfahren im Kosovo ausgelassen. Hochrangige Quellen der kosovarischen Regierung erklärten gegenüber der Presse, es handele sich höchstwahrscheinlich um Shaip Muja und Yusuf Sönmez. Dies seien die beiden Namen, die unabhängig voneinander von einer nachrichtendienstlichen Quelle aus Washington erwähnt würden, die kriminelle Netzwerke einschließlich von UÇK-Persönlichkeiten seit 1999 überwacht hatte. Die Quelle beschrieb die beiden als „das gemeinsame Band“, das die Aktivitäten von 1999 bis 2000 mit denen um die Medicus-Klinik verbinde. Die beiden unabhängigen Quellen des Guardian-Berichts bringen die Fälle über Sönmez von 2008 (Medicus-Klinik) und von vor 2000 (Organraub in Nordalbanien) miteinander in Verbindung. Zum einen beruft sich der Guardian auf „hochrangige Leute mit Zugang zur kosovarischen Regierung“ und nennt Shaip Muja, dessen Verwicklung in den mutmaßlichen Organhandel von 1999 auch im Europarat-Bericht Martys angesprochen wird. Zum anderen führt der Guardian eine „Quelle mit Verbindung zum US-Geheimdienst in Washington“ an, wonach Sönmez eine zentrale Rolle bei der Koppelung des Medicus-Falls und der UÇK-Aktivitäten in den Jahren 1999 und 2000 eingenommen hat. Auch in dieser Quelle wird Muja erwähnt.
In der Presse wurde behauptet, der Organhandel sei die Fortsetzung des Organraubs: „Nachdem sich die Lage in Kosovo so weit normalisiert hatte, dass man Menschen nicht einfach verschwinden lassen konnte, machten sie mit dem «normalen» bezahlten Organhandel weiter“ (Tagesanzeiger). Nach Angabe der britischen Zeitung The Guardian sollen auch die Organe von Serben und Albanern, die von der UÇK im Jahr 1999 gefangen und getötet wurden, von Tirana aus in eine Klinik in Istanbul geflogen worden sein. Laut einer Nachrichtendienstquelle mit Sitz in Washington sind die Nieren, die – laut Europaratsbericht – ab 1999 von einer Hashim Thaçi-treuen UÇK-Fraktion „einer Handvoll“ serbischen Gefangenen nach ihrer Erschießung durch Kopfschuss entnommen und dann mutmaßlich nach Istanbul geflogen wurden, an Yusuf Sönmez verkauft worden. Es wurde angenommen, dass damals Sönmez seine Beziehung zu Kosovo-Albanern aufgebaut hat, die nach Meinung der Ermittler in Zusammenhang mit dem Fall Medicus-Klinik stehen: „In vielerlei Hinsicht sind beides ähnliche Vorgänge. In beiden Fällen hat man illegale Formationen, die erfahrene Spieler unter den Kosovo-Albanern verbinden, die mit den Organen von unschuldigen Opfern handeln und eine internationale Geschäftemacherei betreiben, um von den Operationen von Sönmez zu profitieren.“ (Guardian nach einer ungenannten Quelle).

## Kritik und Wertungen

### Kritik an EULEX und Entsendestaaten
Obwohl seit der einseitig erklärten Unabhängigkeit des Kosovo 2008 Staatsanwälte und Richter aus EU-Ländern im Rahmen der EULEX eine unabhängige Justiz aufbauen sollten, gelten Nepotismus und die enge Verbindung zwischen Politikern und organisierter Kriminalität weiterhin als größte Probleme im Kosovo, das zu den korruptesten Ländern Europas gezählt wird. Auf dem Korruptionsindex von Transparency International belegte der Kosovo 2013 und 2014 mit Rang 111 beziehungsweise 110 einen weit hinter Serbien oder Bosnien-Herzegowina liegenden Platz im tabellarischen Ranking nach dem Korruptionswahrnehmungsindex. 2014 gerieten EU-Richter der EULEX als der Polizei- und Justizmission der EU, die nach der Unabhängigkeitserklärung den Kosovo beim Aufbau eines „sauberen“ Staates unterstützen sollte – selbst unter Korruptionsverdacht und die EULEX verlor zunehmend an Ansehen.
Die Ineffizienz der EULEX als erste große und teure Polizei- und Rechtsstaatsmission der EU gilt als altbekannt. Der EuRH bescheinigte in seinem Bericht 2012 Polizei und Justiz nur bescheidenen Erfolg bei hochbleibendem Ausmaß von organisierter Kriminalität und Korruption im Kosovo. Das Justizwesen leide weiterhin unter politischer Einflussnahme, Ineffizienz und einem Mangel an Transparenz und Durchsetzung. Laut EuRH bestünden zudem „bedeutende Mängel“ in Hinblick auf den Schutz wichtiger Zeugen innerhalb des Kosovo. Die Bekämpfung der Korruption zeige ebenfalls „nur begrenzte Wirkung“ und gebe nach wie vor „Anlass zu großer Besorgnis“. Obwohl die Komplexität und Zersplitterung der Zuständigkeiten das Korruptionsrisiko erhöhe, sei die EU dieses Problem auf politischer Ebene nicht angegangen.
Als ein Grundproblem der EULEX wurde bezeichnet, dass die EU-Beamten im Kosovo kaum zur Rechenschaft gezogen werden können, weil ihre Immunität, anders als in den Justizsystemen, aus denen sie kommen, nur schwer aufgehoben werden kann. Ähnlich wie auch bei unter Korruptionsverdacht stehenden hohen Beamten der bis 2007 laufenden UNMIK-Mission, die den Kosovo im Auftrag der UN verwaltet hatte, kam es nie zu Anklagen der internationalen Helfer, die alle durch die Immunität geschützt waren. Der Kritik nach habe die EULEX zwar den Auftrag im Kosovo für mehr Rechtsstaatlichkeit zu sorgen, doch fehle es der Exekutiv-Mission selbst an einem Grundprinzip der Kontrolle. Eines der größten Probleme besteht Beobachtern zufolge darin, dass die Entsendestaaten es nicht als Voraussetzung behandeln würden, dass Richter und Staatsanwälte mehrere Jahre im Kosovo verbringen, um nach einer Einarbeitungsphase Fälle abschließen zu können. In den meisten Fällen betrage die Verweildauer im Land lediglich zwei bis drei Jahre, bei Polizisten nur ein Jahr. Viele Staaten legten zudem eine Obergrenze von zwei bis drei Jahren für die Entsendung fest.
Im April 2014 berichteten Medien erstmals von Bestechungsvorwürfen gegen EULEX-Staatsanwälte und Richter in Kriegsverbrecherprozessen. Die Vizepräsidentin des EU-Parlaments, Ulrike Lunacek, äußerte die Ansicht, dass mit Korruptionsvorwürfen im Jahr 2014 und angesichts des Umstands, dass es sich bei der EULEX um die wichtigste Mission der EU handelt, die gesamte „EU Außen- und Sicherheitspolitik“ auf dem Spiel stehe. Sie selbst habe immer wieder auf die Ineffizienz der EULEX hingewiesen.

### Fehlendes Klima der Aufklärung und Zeugenschutzprobleme im Kosovo
Von den etwa 1700 Vermissten des Kosovo-Krieges waren rund 500 Angehörige von Minderheiten, vor allem Serben und Roma. Die ehemalige UN-Chefanklägerin Carla Del Ponte hatte sich 2008 in ihren Memoiren über eine „Mauer des Schweigens“ in der kosovo-albanischen Gesellschaft beklagt. Die ehemaligen UÇK-Befehlshaber, die nach dem Krieg die führenden Machtpositionen im Kosovo einnahmen, setzen eine Erinnerungskultur durch, die eigene Verfehlungen oder Kriegsverbrechen während des bewaffneten und je nach Lesart „terroristischen“ oder „Widerstands“-Kampfes gegen die repressive Regierung in Belgrad ausschloss. Während Hashim Thaçi in den einheimischen Medien seine Zeit als „Befreiungskämpfer“ in der UÇK pries, bestritt er gegenüber westlichen Medien, an der Front gewesen zu sein. Nach Angaben von internationalen Organisationen beuteten jedoch viele ehemalige UÇK-Kommandanten den Kosovo nachweislich hemmungslos aus.
Eine besondere Schwierigkeit der gerichtlichen Aufarbeitung im Kosovo stellte der Zeugenschutz dar. Strafverfolgungen von Aufständischen albanischer Ethnie wurden sowohl im Kosovo als auch vor dem Haager Tribunal in den Niederlanden durch die weit verbreitete Einschüchterung von Zeugen und ihren Familien stark beeinträchtigt. Schon das Haager Tribunal hatte in den vergangenen Jahren (Stand: 2014) erhebliche Schwierigkeiten, im Kosovo Zeugen zu finden, die bereit waren, ehemalige UÇK-Kommandanten zu belasten. Aus Furcht vor Rache sahen sich einige Zeugen gezwungen, ihre Aussagen im Gerichtssaal zurückzuziehen, andere begingen Suizid oder kamen unter mysteriösen Umständen ums Leben. Wer gegen eigene Landsleute aussagt, wird in Kosovo oft als Verräter diffamiert. Als die EU-Mission im Jahr 2013 mehrere ehemalige UÇK-Führer wegen mutmaßlicher Gräueltaten im Kosovo festnahm, gingen in der Kleinstadt Skenderaj (Srbica) Hunderte Menschen auf die Straße und enthüllten auf großen Plakaten die Identität eines „geschützten“ Zeugen. In den regierungsfreundlichen Medien im Kosovo wurde Dick Marty, in dessen Europaratbericht von 2011 gegen Thaçi schwerwiegende Verdächtigungen erhoben wurden, als „Freund der Serben und Russen“ diffamiert und dämonisiert. Auch der Europaratsbericht von 2011 hatte bereits bemängelt, dass Zeugen, die vor Gericht über mögliche Verbrechen Aussagen machen, als Verräter abgestempelt werden, die Arbeit verlieren oder getötet werden. In Priština fanden nur wenige den Mut, die Bemühungen der internationalen Gemeinschaft für eine juristische Aufarbeitung offen zu unterstützen. Thaçis Drohungen, eines Tages die Namen der kosovo-albanischen Gesprächspartner von Marty bekannt zu geben, blieben in Erinnerung. SITF-Chefermittler Williamson erklärte in seinem Bericht zum Ende seiner Tätigkeit, die Ermittlungen seien von allgegenwärtiger Einschüchterung von Zeugen behindert worden und beschrieb dies als „eine dunkle Wolke über dem Land“.
Als ein Beispiel für mangelnden Zeugenschutz wurden die Prozesse gegen frühere UÇK-Anführer thematisiert, so der Prozess gegen einen der mächtigsten kosovarischen Politiker, Fatmir Limaj. Der Prozess gegen Limaj, dem ehemaligen Fraktionsvorsitzenden und Vizepräsident von Thaçis PDK sowie Vizepräsident des Übergangsparlaments und Transportminister, der sich schließlich mit Ministerpräsident Hashim Thaçi zerstritt und den Vorsitz über eine eigene Partei führte, gehörte zu den wichtigsten EULEX-Verfahren. Limaj war bereits mehrere Male wegen Kriegsverbrechen angeklagt worden, auch vor ICTY, vor dem er zwei Mal aus Mangel an Beweisen freigesprochen wurde. Während des EULEX-Verfahrens wurde der Hauptzeuge gegen Limaj, Agim Zogaj, der für ein paar Monate zum Schutz in Deutschland lebte, 2011 in Deutschland tot aufgefunden. Die deutschen Behörden kamen zu dem Schluss, dass er Selbstmord begangen habe. Laut Zogaj soll Limaj 1998 und 1999 in einem Gefangenenlager in Klečka Serben und Kosovo-Albaner, die als „Kollaborateure“ galten, auf grausamste Art misshandelt und getötet haben. Zudem soll er Zogaj befohlen haben, zwei Serben zu töten. Nach dem Tod des Kronzeugen, für den die Familie die EULEX verantwortlich macht, wurde Limaj erneut freigesprochen. Zwar wurde Limaj auch wegen schwerer Korruption angeklagt und beschuldigt, sich durch Amtsmissbrauch und Schmiergeldannahme als Minister persönlich bereichert zu haben. Doch galt der ehemalige UÇK-Kommandant Limaj weiterhin als „unantastbar“.

### Kontroversen um die Organhandel-Vorwürfe
Del Pontes Anschuldigungen führten dazu, dass der UNMIK vorgeworfen wurde, sich mit den ehemaligen UÇK-Kämpfern arrangiert zu haben. Hohe UÇK-Kommandanten wie Ramush Haradinaj, gegen die Del Ponte Ermittlungen durchgeführt und mehrmals auch Anklage erhoben hatte, hatten sich nach der Militärintervention der NATO von 1999 als führende Politiker im Kosovo etabliert. Del Pontes Belastungszeugen der Anklage während der Prozesse gegen mutmaßliche UÇK-Haupttäter, die wegen des Vorwurfs der Entführung und Tötung von Serben vor der Anklage standen, wurden sukzessive ermordet. Dem Zeugenschutz der UN-Behörden wurde dabei vorgeworfen katastrophal zu sein. Auch Dick Marty bemängelte mit Hinweis auf die Tötung von Belastungszeugen vergangener Prozesse vor dem Haager Tribunal gegen Kosovo-Albaner, dass es zwar viele Zeugen für den verbrecherischen Organhandel gebe, er jedoch die Wirksamkeit des Zeugenschutzes der EULEX anzweifle. Mehrfach verwies er auf das Problem, dass bei mehreren Prozessen des Haager Tribunals gegen Kosovo-Albaner Zeugen ermordet wurden. So kamen etwa bei dem Prozess des Haager Tribunals gegen den ehemaligen UÇK-Kommandeur Ramush Haradinaj, der nach dem Krieg in die Politik ging und mit dem UNMIK-Chef Sören Jessen-Petersen gemeinsame Auftritte hatte, unvermittelt Zeugen um – Haradinaj wurde später freigesprochen. Marty selbst weigert sich auch Jahre danach (Stand: September 2012), seine Zeugen öffentlich zu präsentieren, da der Zeugenschutz im Kosovo und somit ihre Sicherheit nicht umfassend gewährleistet sei.
Del Ponte war in den westlichen Medien vor Veröffentlichung ihres Buches von 2008 noch als Kriegsverbrecher-„Jägerin“ sowie „eiserner Engel der Gerechtigkeit und Jeanne d’Arc des internationalen Rechts“ tituliert und vielfach ausgezeichnet worden. Nach der Veröffentlichung ihrer Anschuldigungen gegenüber der „internationalen Diplomatie“, dem Haager Tribunal und dem Zeugenschutz im Kosovo schrieb Die Presse, dass „Kritiker“ der „ruppige[n] Juristin“ oft vorwerfen, „als Chef-Anklägerin zwar viel Schaum geschlagen, ihre Anklagen aber nicht gründlich genug vorbereitet zu haben: Der kürzlich [April 2008] erfolgte Freispruch des früheren Kosovo-Premiers Ramush Haradinaj und die verpasste Verurteilung des 2004 in der Haft verstorbenen serbischen Ex-Präsidenten Slobodan Milosevic seien auch Fehlern der Anklage anzulasten“. „Zielgerichtet entfachter Medienwirbel“ sei für Del Ponte in ihrer Zeit als Chefanklägerin jahrelang die einzige Möglichkeit gewesen, um flüchtiger Angeklagter „endlich habhaft zu werden“. Sowohl im Westen als auch in den Hauptstädten des ehemaligen Jugoslawiens habe meist nur öffentlicher Druck Politiker zur Zusammenarbeit mit dem Haager Tribunal bewegen können.
Laut ihrer eigenen Angabe hatte Del Ponte nichts unternehmen können, weil im Kosovo die „Mafia“ die Kontrolle besitze und Zeugen eingeschüchtert würden, so dass es dort nicht möglich sei, Beweise zu sammeln. Selbst Richter des Haager Tribunals in Den Haag hätten ihrer Ansicht nach Angst vor den kosovo-albanischen Tätern gehabt. Dennoch wurde Del Ponte dafür kritisiert, dass sie in ihrem Buch von 2008 keine Erklärung dafür gebe, warum sie jahrelang über das Thema geschwiegen hat. Ehemalige Mitarbeiter des Haager Tribunals, das durch die Vorwürfe in Del Pontes Buch schwer belastet wurden, richteten sich gegen Del Pontes Vorgehen. Del Pontes Nachfolger am Haager Tribunal, Serge Bammertz, stellte sich offen gegen Del Ponte. Das Haager Tribunal ließ im April 2008 verlauten, es gebe keine „substanziellen“ Hinweise auf den angeblichen Organ-Handel im Kosovo, Auch Del Pontes frühere Sprecherin, die Journalistin Florence Hartmann, wendete sich nun von Del Ponte ab und bezeichnete Del Pontes Darstellung als „unverantwortlich“ und „unwürdig“.
In ähnlicher Weise wurde Del Ponte von Mirko Klarin angegriffen, einer Autorität am Institute for War and Peace Reporting (IWPR) für Berichterstattung über das Haager Tribunal und über Kriegsverbrechen auf dem Balkan. Er beschrieb Del Pontes Vorwürfe als „unverantwortlich und erschreckend […] Das ist eher journalistisch als strafverfolgerisch. Sie sollte keine Gerüchte in ihr Buch setzen.“ Das IWPR stand andererseits selbst wiederum unter dem Vorwurf der Einseitigkeit und Parteilichkeit zugunsten der Anklagebehörde. Es war demnach bei der Berichterstattung von Prozessen am Haager Tribunal mit einer Art exklusiven Prozessberichterstattung hervorgetreten, zusammen mit einer anderen, eng mit ihr verbundenen Organisation (CIJ). Zahlreiche personelle, strukturelle und finanziellen Verflechtungen von Haager Tribunal, Geldgebern des Haager Tribunals und Berichterstattern des IWPR sollen – so der Vorwurf – inhaltliche Konsequenzen auf die mediale Berichterstattung vor dem Haager Tribunal gehabt haben, das der NATO-Sprecher Jamie Shea als „Freundin der NATO“ bezeichnet hatte, gehabt haben. Zu den Geldgebern des IWPR sollen unmittelbar oder mittelbar die Außenministerien der USA und anderer europäischer Staaten, CNN, NATO und George Soros gehört haben.
Gegenseitige Anschuldigungen innerhalb des Haager Tribunals waren bereits kurz auf den Tod Slobodan Miloševićs bekannt geworden, der während des Prozesses verstorben war, nachdem das Haager Tribunal ihm eine Herzbehandlung in Russland verwehrt hatte. Carla Del Ponte, also die UN-Chefanklägerin im Milošević-Prozess, hatte daraufhin 2006 erklärt, es habe politisch motivierte Versuche gegeben, ihre Arbeit zu beeinflussen. Del Ponte hatte bei dieser Gelegenheit auch betont, es sei „schwierig und bedauerlich“, dass, obwohl insbesondere die USA das Haager Tribunal unterstützt hatte, „die Amerikaner beim Internationalen Strafgerichtshof nicht mitmachen“. Damit war sie dem von anderer Seite geäußerten Vorwurf, die USA würden das Haager Tribunal (ICTY) als Instrument für eigene Zwecke gegen Serbien einsetzen, sich selbst beziehungsweise ihre Bürger jedoch nicht der Gerichtsbarkeit des ICTY, des IStGH oder des IGH unterwerfen, nahegekommen. Sir Geoffrey Nice, der 2007 für seine Tätigkeit als Chefankläger im Milošević-Prozess geadelt wurde, hatte seine ehemalige Vorgesetzte am Haager Tribunal, Del Ponte, daraufhin im April 2007 öffentlich bezichtigt, sie habe nach einer ohne rechtliche Grundlage geschlossenen Übereinkunft mit der serbischen Führung einen Schuldspruch des Internationalen Gerichtshofs (IGH) in der Völkermordanklage Bosnien-Herzegowinas gegen Jugoslawien verhindert, indem sie dem obersten Gerichtshof der UNO entscheidende Beweisstücke verheimlicht habe. Weiter beklagte Nice, der Kosovo sei durch den von Del Ponte betriebenen Prozess gegen Ramush Haradinaj, so die FAZ im Mai 2013, „in einer wichtigen Phase seiner Geschichte um einen führenden Politiker gebracht worden“. Der FAZ-Redakteur Hubert Spiegel zitierte Haradinajs Kommentar dazu im Zusammenhang mit der Korruptionsbekämpfung im Kosovo: „Wir haben kostbare Jahre verloren.“ Den von Dick Marty als „sorgfältige Analyse“ bezeichneten und ausdrücklich für seinen Europaratsbericht herangezogenen BND-Bericht vom 22. Februar 2005, mit dem der Europaratsbericht Haradinajs BND-Einstufung als „key personality“ der organisierten Kriminalität im Kosovo zitiert, erwähnte Spiegel in seinem FAZ-Bericht über Haradinaj nicht, sondern schreibt anstelle dessen lediglich: „Haradinajs deutscher Wikipedia-Eintrag erwähnt blutige Clan-Streitigkeiten und beruft sich auf angebliche Geheimberichte des Bundesnachrichtendienstes, denen zufolge Haradinaj zum organisierten Verbrechen im Kosovo gezählt werden müsse.“
Matti Raatikainen, Leiter der für Kriegsverbrechen zuständigen Einheit der EULEX Kosovo, erklärte im Vorfeld der Veröffentlichung des Europarat-Berichts von Dick Marty schon Ende Mai 2010, es gebe keinerlei Beweise im Fall des Organhandels im Kosovo, weder Leichen noch Zeugen. Die Medienaufmerksamkeit und die Berichte seien für niemanden hilfreich gewesen. Das Hauptproblem sei, dass der Skandal, der durch die Vorwürfe geschaffen sei, die Aufmerksamkeit von der wirklichen Arbeit abgelenkt habe, die Überreste der 1.861 noch immer aus dem Krieg und seinen Nachwirkungen vermissten Menschen zu finden und deren Mörder, „in Serbien, Kosovo und Albanien“, zu belangen. Die BBC kommentierte in einem Artikel von Nick Thorpe dazu, das Scheitern bei dem Versuch, entweder die Originalquellen oder neue Beweise seit 2004 zu finden, könne bedeuten, dass die Vorwürfe haltlos seien. Es werde erwartet, dass Martys Bericht des Europarats weit eher auf politische Fragen zu der involvierten Regierung fokussieren würde als auf die Enthüllung neuer Fakten. Die Vorwürfe des Organhandels würden von einem ungenannten Staatsanwalt der EULEX als „Märchen“ bezeichnet. Thorpe betonte gegenüber Vorwürfen von Organhandel, für die keine Leichen vorliegen, die Priorität der Ermittlung von Kriegsverbrechen anhand von Leichenfunden, mit denen die Ermittler vollauf beschäftigt seien. Dem Bericht Martys, dessen Veröffentlichung für Ende Juni 2010 erwartet werde, stehe der für August 2010 erwartete Start der Exhumierungen eines neu gefundenen Massengrabes nahe dem serbischen Raška gegenüber, in dem 250 von Serben getötete ethnische Albaner vergraben worden seien. Weiter hebt Thorpe hervor, dass nur ein Bruchteil der seit 2001 identifizierten Leichen (2.244) nicht-albanisch (301) und davon etwa 228 nach dem Kriegsende vom 10. Juni 1999 vermisste Serben seien und dass davon ausgegangen werde, dass während des gesamten Kosovo-Konflikts oder unmittelbar danach 13.500 Menschen getötet wurden. Im Gegensatz zu den Tötungen von ethnischen Albanern durch Serben übertitelt Thorpe die Tötungen von Serben durch ethnische Albaner als „Rache-Tötungen“.
Nach den Ergebnissen und Vorwürfen von Del Ponte und Marty wurden alte und neue Vorwürfe in der Presse laut, die Kampforganisation UÇK Thaçis sei „von Anfang an Widerstandsbewegung und Mafia-Organisation zugleich“ (Spiegel) gewesen. Schon 2005 seien ehemaligen UÇK-Spitzenleuten in einem vertraulichen Bericht des BND Mafia-Kontakte im Kosovo nachgewiesen und Hashim Thaçi als „Key-Player“ identifiziert worden. Die Regierungen der USA und die EU hätten dies jedoch mit Kalkül ignoriert und es unterlassen gegen die kriminellen Organisationen vorzugehen, um die KFOR-Schutztruppen der NATO aus Kämpfen mit der Mafia herauszuhalten.
Der Bericht des Europarats mit den Anschuldigen gegen Hashim Thaçi kam nur wenige Tage, nachdem Thaçi in seinem Amt als Ministerpräsident bestätigt wurde, heraus und erschwerten seine Regierungsbildung nach einer Wahl, bei der fast alle Parteien bei der staatlichen Wahlkommission Beschwerden wegen angeblich massiver Fälschungen durch die PDK eingereicht hatten und eine Wiederholung der Abstimmung in sieben oder mehr Gemeinden verlangten. Die zweitplatzierte LDK forderte Neuwahlen. Thaçi hatte mit der Beteiligung der Serben in der neuen Regierung „fest gerechnet“ (Stern). Doch nun erklärte die kosovo-serbische Spitzenpolitikerin Radmila („Rada“) Trajković von der Serbischen Einheitsliste, eine Koalition mit dem Mann, der ein Mafiaboss sein solle, für ausgeschlossen. „Thaci wolle unbedingt wieder Regierungschef werden, um sich durch die Immunität vor Strafverfolgung zu schützen, sagte Trajkovic“ (SZ).
Der albanische Botschafter für Großbritannien und Irland, Zef Mazi, sagte gegenüber dem russischen Sender Russia Today, der Hauptzweck von Dick Martys Bericht des Europarats sei gewesen, „Nation und Volk der Albaner auf beiden Seiten der Grenze“, ihre Kultur, Tradition und Geschichte zu beleidigen. Er versuche außerdem unberechtigterweise, eine Parallele zwischen den Taten von Miloševićs „Kriegsmaschinerie“ und denen der UÇK zu ziehen. Zudem hätten die albanischen Behörden 2004 vollständig mit Carla Del Pontes Team von 15 Staatsanwälten des ICTY kooperiert. Das Team des ICTY sei zum Schluss gekommen, dass es keinen Grund gibt einen Fall zu eröffnen. Auch Dick Marty sei 2009 nach Albanien gekommen und habe sämtliche benötigte Unterstützung erhalten. Die Staatsanwaltschaft in Tirana habe gerade in einer Stellungnahme die Aussagen im Bericht des Europarat-Berichts als völlig unzutreffend zurückgewiesen. Dick Marty habe mit dem Bericht sein Mandat für einen Report über den Organhandel missbraucht, da ein Großteil des Berichts nicht von mutmaßlichem Organhandel, sondern von der kriminellen albanischen Mafia, von Kriminalität des Staates im Kosovo oder von Taten der UÇK handele.

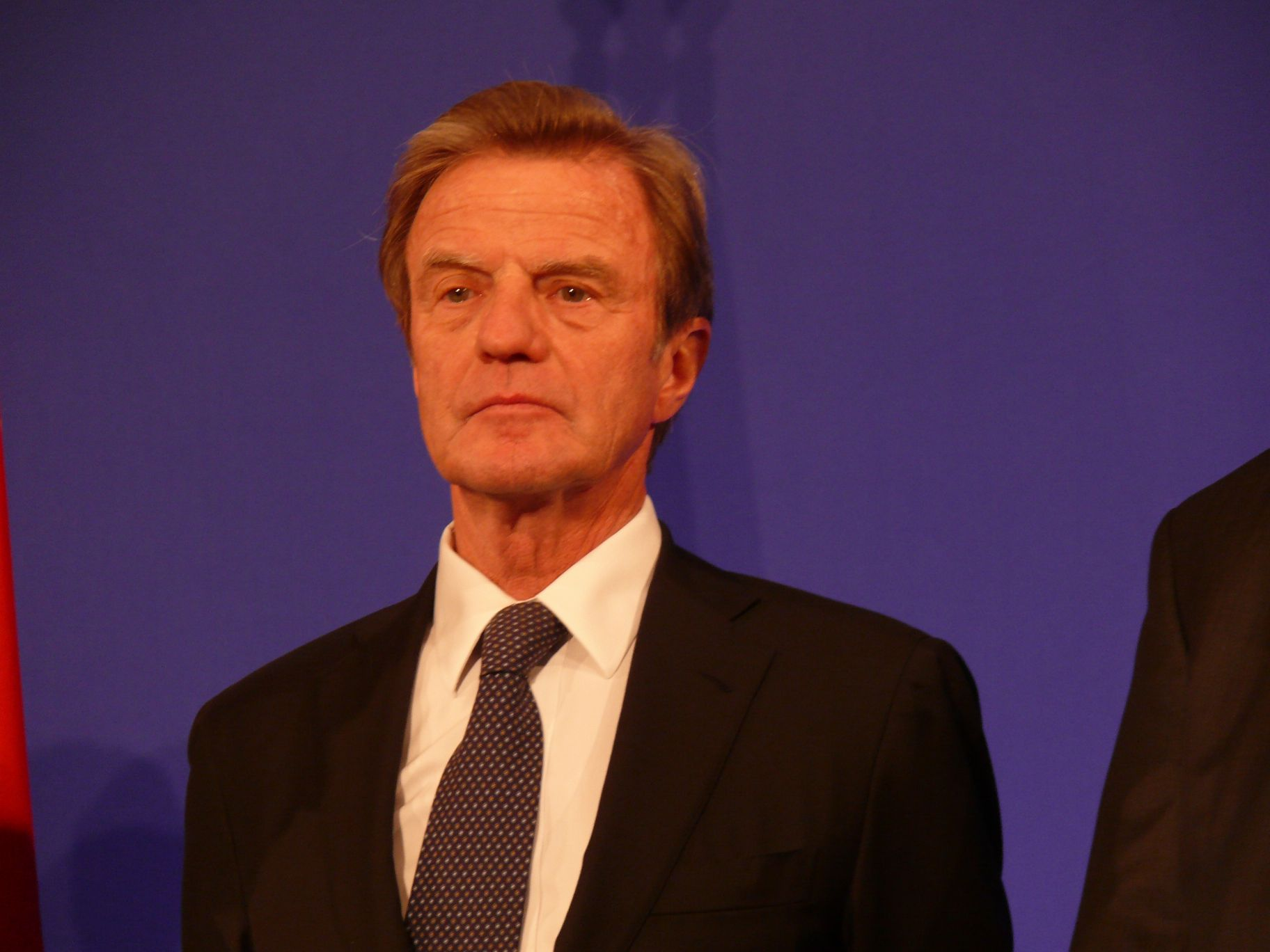
Bernard Kouchner: Als UN-Sondergesandter und UNMIK-Leiter verantwortlich für das Protektorat in den Jahren 1999–2000, wies er die schweren Vorwürfe der langjährigen Chefanklägerin des Haager Tribunals als „unseriös“ zurück

Bernard Kouchner, der von Mitte 1999 bis Anfang 2001 als UN-Sonderbeauftragter (SRSG) und Chef der UN-Mission im Kosovo (UNMIK) über weitreichende Befugnisse im Kosovo verfügt hatte und zum Zeitpunkt des Organhandels in Priština im Jahr 2008 französischer Außenminister war, reagierte in heftiger und persönlich angreifender Weise, als ihn der Voice-of-America-Journalist Budimir Ničić am 3. März 2010 auf die Vorwürfe des illegalen Organhandels ansprach. Kouchner besuchte zu diesem Zeitpunkt das Gesundheitszentrum der serbischen Enklave Gračanica, wo er sich gerade mit der kosovo-serbischen Politikerin Radmila Trajković traf. Ničić fragte Kouchner in Gegenwart von internationaler Presse und TV-Kamerateams, was er den Angehörigen entführter Personen antworten würde, die ihn beschuldigen in Organhandel verwickelt gewesen zu sein. Kouchner lachte darauf laut schallend auf und erwiderte dem Journalisten: „Organhandel? Sie sind aber krank, nicht wahr? Sehe ich aus wie jemand, der mit Organen handeln würde? Sie sind geisteskrank, dass sie allen möglichen solchen Unsinn glauben“. Als der Journalist nachfragte, was Kouchners Position zu dem sogenannten Gelben Haus sei, gab Kouchner zunächst vor, den Begriff nicht zu kennen und erwiderte höhnisch: „Gelbe Häuser, was ist das, gelbe Häuser? Welches gelbe Haus? Warum gelb? Mein Herr, sie sollten [einen Arzt (dabei erst auf den Journalisten und dann auf das Gesundheitszentrum zeigend)] konsultieren. Es gab kein gelbes Haus, es gab keinen Organhandel. […] Die Leute, die das sagen, sind Dreckskerle und Mörder.“ Das Gespräch wurde in Radio- und Fernsehberichten gesendet und ist auch auf Internet-Videoportale wie YouTube gelangt. Auch in anderen Interviews nahm Kouchner eine sarkastische Haltung zu der Frage des Organhandels ein: „Sie suchten nach einem gelben Haus und haben nichts gefunden als ein blaues Haus.“
2011 bezeichnete Kouchner Del Pontes Vorgehen als unseriös, da es nicht auf ernsthaften Untersuchungen beruhe. Er stritt ab, je über Vorwürfe des Organhandel informiert gewesen zu sein: „Wir waren informiert über Übergriffe. Wir kannten das organisierte Verbrechen, den Menschenhandel und die Prostitution in den Balkanstaaten. (…) Aber wir haben nie etwas von Organhandel gehört.“ Kouchner – selbst Arzt – argumentierte, der kosovarischen UÇK hätten nicht die notwendigen Mittel für den Handel mit Organen zur Verfügung gestanden. „Im Spital von Pristina habe es ja nicht einmal eine Heizung gegeben“ (NZZ online).
Entsprechend war auch 2008 in der Presse der serbische Neurochirurgieprofessor Momcilo Djordjevic mit einer Aussage, die er gegenüber der Belgrader Zeitung NIN gemacht hatte, zitiert worden: „Für so etwas sind eine ausgefeilte Organisation, Technik, Technologie, ein perfektes Wissen und eine ebenso perfekte Logistik notwendig. […] Das alles konnte Albanien in der damaligen Zeit nicht besitzen und hat es selbst heute nicht“. Nach anderer Einschätzung eines Schweizer Gerichtsmediziners sei eine Organentnahme unter primitiven Umständen, wie sie für 1999 in Albanien angenommen werden, höchstens für Nieren vorstellbar, jedoch nicht für andere Organe wie Herz, Leber oder Lunge.
Der Bericht des Europarats von Dezember 2010 bzw. Januar 2011 betont dagegen, dass die Opfer laut Zeugenaussagen systematisch und methodisch für die Entnahme der Nieren zuvor durch Kopfschüsse getötet worden seien, so dass es sich bei den post mortem entnommenen und für den Organhandel bereitgestellten Nieren um sogenannte „Leichen-Nieren“ gehandelt habe. Daher seien keine fortschrittlichen chirurgischen Methoden, die kontrollierte klinische Bedingungen wie beispielsweise den Einsatz von Anästhetika erfordert hätten, notwendig gewesen. Nach Ansicht von Fachleuten soll die „Leichen-Nieren“-Methode auch an anderen Orten in ähnlichen illegalen Zusammenhängen angewendet worden sein.
Bevor das „gelbe Haus“ spätestens seit den Untersuchungen Martys als Nebenschauplatz und nicht als hauptsächlicher Ort der Organentnahme angesehen wurde, erschienen in der Presse Argumentationen, die die Glaubwürdigkeit des Vorwurfs zum Organhandel aufgrund der schlechten Infrastruktur in der Region von Burrel in Frage stellten. Es wurde hervorgehoben, dass es sich bei dem weiß angestrichenen Haus in Rribe um ein typisches „großes albanisches Bauernhaus“ (Magazin) handle, das „nur über Schotter und Geröll erreichbar“ (Spiegel) und „durch enge Serpentinen und kratertiefe Schlaglöcher“ (Spiegel) zu erreichen ist und „buchstäblich am Ende der Zivilisation“ (Spiegel) liege. Es wurde in Frage gestellt, dass in dieser armen, schwer erreichbaren Region damals die „Organisation, Technik, Technologie, ein perfektes Wissen und eine ebenso perfekte Logistik“ (Ärztezeitung) vorhanden waren, die für solche schwierige chirurgische Eingriffe notwendig sind. Auch dass das Haus „im allgegenwärtigen Grau und Braun der Landschaft und der schäbigen Häuser eigens so knallig [gelb] gestrichen worden sein soll“ (Ärzte Zeitung), wurde als fragwürdig dargestellt.
Sevim Dağdelen, Mitglied im Auswärtigen Ausschuss des Deutschen Bundestages und Sprecherin der Fraktion Die Linke für Internationale Beziehungen, kritisierte in der ZDF-Reportage von 2011 über den Organhandel im Kosovo die „Kontinuitäten der deutschen Balkanpolitik, welche Verbrechen wie den illegalen Organhandel erst möglich gemacht“ habe.
Zu den Gründen, warum der UN-Bericht von Oktober 2003 unter Verschluss gehalten wurde, äußerte Dick Marty gegenüber den Reportern vom ZDF im Jahr 2011 seine Ansicht, dass die westlichen Staaten die serbisch-jugoslawische Armee mit Bomben, also ohne Einsatz eigener Bodentruppen, vertreiben wollte und daher den Boden und somit den Kosovo der UÇK überlassen habe, weswegen kritische Berichte über die UÇK wie der UN-Bericht von 2003 den westlichen Interessen nicht gelegen kamen: „Das Papier, wenn man das liest, ist explosiv. Das Papier hätte natürlich eine seriöse Untersuchung verlangt. Man hat nichts gemacht, man hat diese Papiere in eine Schublade gelegt und hat diese Papiere wie viele andere Berichte als geheim betrachtet. Das ist der größte Skandal, finde ich.“, „Man muss nicht vergessen, dass bis 1998 die UCK als terroristische Gruppe in Washington und in den anderen Hauptstädten der Welt als terroristische Gruppe eingestuft war, bei der Interpol als Organisierte Kriminalität, und plötzlich sind sie salonfähig geworden. Warum? Nach der Bombardierung brauchte die NATO einen Alliierten am Boden, und man hatte die, die die stärkste Präsenz am Boden hatten. Und das war eindeutig die UCK.“

## Zitate
„In diesem gelben Haus, so die Journalisten, sei ein Raum in einen provisorischen Operationssaal verwandelt worden, wo die Ärzte den Gefangenen Organe entnommen hätten […] Opfer, denen man eine Niere entnommen hatte, seien zugenäht und wieder in eine Baracke gesperrt worden, bis man ihnen schliesslich auch die anderen lebenswichtigen Organe entnommen habe. Als die anderen Gefangenen so von ihrem bevorstehenden Schicksal erfuhren, sollen sie ihre Peiniger angefleht haben, sie gleich zu töten.“

„Die Ermittlungen gegen Teile der UÇK erwiesen sich als die frustrierendsten im Lauf der Arbeit des Jugoslawien-Tribunals.“

„Ich denke, dass einige Richter des Gerichtshofs für das ehemalige Jugoslawien Angst hatten, dass die Albaner kommen und mit ihnen abrechnen werden.“

“None of the efforts to investigate have received meaningful co-operation on the side of the government of Albania.”

„Keine der Bemühungen für eine Untersuchung ist auf sinnvolle Zusammenarbeit von Seiten der albanischen Regierung getroffen.“

« Il n’y a pas eu de maison jaune, il n’y a pas eu de ventes d’organes. […] Vous croyez qu’on échangeait des organes. Les gens qui disent ça sont des salauds et des assassins. »

„Es hat kein gelbes Haus gegeben, es hat keinen Organhandel gegeben. […] Sie glauben, dass wir Organe ausgetauscht haben. Die Leute, die das sagen, sind Dreckskerle und Mörder.“

“The fact is that there is no evidence whatsoever in this case […] No bodies. No witnesses. All the reports and media attention to this issue have not been helpful to us. In fact they have not been helpful to anyone.”

„Fakt ist, dass es keinerlei Beweis in diesem Fall gibt […] Keine Leichen. Keine Zeugen. All die Berichte und Medienaufmerksamkeit zu dieser Angelegenheit sind nicht hilfreich für uns gewesen. Tatsächlich sind sie für niemanden hilfreich gewesen.“

“The end of the ‘fairy-tale’ of organ-trafficking, as one Eulex prosecutor calls it, would still leave war crimes investigators with plenty to do. This month, a mass grave was found near the southern Serbian town of Raska. Three lorry-loads of bodies – around 250 in total – believed to be Albanians killed by Serb forces in Kosovo, were reburied there in early June 1999.”

„Das Ende des „Märchens“ vom Organhandel, wie ein EULEX-Staatsanwalt es nennt, würde Kriegsverbrechen-Ermittlern immer noch genug Arbeit hinterlassen. Diesen Monat wurde ein Massengrab nahe der südlichen serbischen Stadt Raška gefunden. Drei Lastwagenladungen von Leichen – rund 250 insgesamt – von denen angenommen wird, dass sie durch serbische Kräfte im Kosovo getötet wurden, wurden dort Anfang Juni 1999 umgebettet.“

“The international organisations in place in Kosovo favoured a pragmatic political approach, taking the
view that they needed to promote short-term stability at any price, thereby sacrificing some important
principles of justice. For a long time little was done to follow up evidence implicating KLA members in crimes
against the Serbian population and against certain Albanian Kosovars.”

„Die vor Ort befindlichen internationalen Organisationen im Kosovo haben ein pragmatisches Vorgehen bevorzugt, indem sie die Sichtweise angenommen haben, dass sie um jeden Preis eine kurzfristige Stabilität vorantreiben müssen; damit opferten sie einige bedeutende Prinzipien der Justiz. Über einen langen Zeitraum wurde wenig getan um Beweisen nachzugehen, die UÇK-Mitglieder mit Verbrechen an der serbischen Bevölkerung und an bestimmten albanischen Kosovaren in Verbindung brachten.“

“In particular, we found a number of credible, convergent indications that the organ-trafficking component of the post-conflict detentions described in our report is closely related to the contemporary case of the Medicus Clinic, not least through prominent Kosovar Albanian and international personalities who feature as co-conspirators in both.”

„Insbesondere fanden wir eine Anzahl glaubwürdiger, konvergenter Indizien, dass die Organhandel-Komponente der Nachkriegs-Internierungen, die in unserem Bericht beschrieben wurde, mit dem heutigen Fall in der Medicus-Klinik eng verwandt ist, nicht zuletzt durch prominente kosovo-albanische und internationale Persönlichkeiten, die bei beiden als Mitverschwörer bezeichnend sind.“

„Die Art und Weise, wie Marty seinen Bericht geschrieben hat, erinnert mich an die Propaganda von Joseph Goebbels. Der Unterton dieses Pamphlets ist rassistisch. Herr Marty beleidigt das ganze albanische Volk und versucht, unseren Freiheitskampf gegen die serbische Unterdrückungspolitik zu kriminalisieren.“

„Was die Behauptungen über den Handel mit menschlichen Organen betrifft, das sind üble Erfindungen. Auch heute, 12 Jahre nach dem Krieg, sind unsere Krankenhäuser und unsere Ärzte nicht in der Lage, Organhandel zu betreiben oder menschliche Organe überhaupt zu entnehmen und sie anderen Menschen einzupflanzen.“

„Die erste Absicht war, diese Leute zu liquidieren. Und dann zufälligerweise wegen [der] Kontakte, die man hatte, hat man noch damit Geld verdient.“

„Gab es diesen Organhandel? Ohne Zweifel. Ich bin überzeugt davon.“

„Es ist durchaus wahrscheinlich, dass die UCK-Kämpfer 1999 Leuten, die sie hingerichtet haben, Organe entnommen und in die Türkei geschickt haben. Die Türkei und vor allem ein Doktor namens Yusuf Sönmez waren in illegale Organtransplantationen verwickelt. Das waren Transplantationen von Organen, die man Toten entnommen hat, aber auch Organe von Menschen, die ihre Nieren verkauften.“

### Presse
- Gelbes Haus und Vorwürfe vom italienischen General und dem peruanischen Forensiker Jose Pablo Barajbar
- Beschreibung des gelben Hauses und weitere Infos

### Filmreportagen oder TV-Ausstrahlungen
- People and Power – Organ Traders (Memento vom 10. Mai 2013 auf WebCite) (englisch, 24 Minuten). Al Jazeera English (Vertrieb), Film von Claudio von Planta (Regie, Kamera und Herausgabe) und Juliana Ruhfus (Reportage), Dezember 2012. Auch auf YouTube verfügbar: People & Power – The Organ Traders (englisch, ca. 24 Minuten), hochgeladen von YouTube-Benutzer AlJazeeraEnglish am 19. Dezember 2012.

Juliana Ruhfus führt in der Reportage unter anderem Gespräche mit dem 2013 im Medicus-Fall verurteilten Arzt Lutfi Dervishi und seinem Anwalt Linn Slattengren, mit dem Anwalt Mordechai Tzivin des im Medicus-Fall flüchtigen Angeklagten Moshe Harel, mit dem türkischen Staatsanwalt Reşat Soysal, der für den türkischen Prozess gegen den im Medicus-Fall flüchtigen Yusuf Sönmez zuständig ist sowie mit Sönmez’ Anwalt Cem Sofuoğlu.
Der Spiegel-Reporter Steffen Winter berichtet im Video über die Recherchen des Spiegel-Teams im Fall des deutschen Organempfängers in der Medicus-Klinik von 2008.
- Анатомија злочина - Емисија „Анатомија злочина“ у којој објављујемо део исповести заштићеног сведока (Memento vom 12. Mai 2013 auf WebCite) (Internetseite: serbisch; Video: serbisch und albanisch mit serbischen Untertiteln) – (Anatomija zločina; dt.: Anatomie eines Verbrechens), РТС 1 (RTS 1), 10. September 2012, Autor der Sendung: Милош Милић (Miloš Milić), Gesprächspartner: Бруно Векарић (Bruno Vekarić). Separate Videolinks: RTS (serbisch, Download der flv-Datei: 136,67 MB); YouTube: Kosovo and Albania – Organ Trafficking (Anatomy of a Crime) (Video, serbisch mit englischen Untertiteln, ca. 68 Minuten), hochgeladen von YouTube-Benutzer DjukiNew am 1. Februar 2013. Übersetzte Transkripte von Aussagen des Zeugen (serbisch): Анатомија злочина ОВК (Memento vom 12. Mai 2013 auf WebCite), RTS, 10. September 2012.

Das Video zeigt von Miloš Milić und dem stellvertretenden serbischen Staatsanwalt für Kriegsverbrechen Bruno Vekarić kommentierte Aussagen eines angeblichen, ethnisch albanischen Täters im mutmaßlichen Organraub-Fall von 1999 (jedoch nicht im Fall Gelbes Haus im engeren Sinne), der 2012 vom serbischen Staatssender RTS1 als zukünftiger Kronzeuge präsentiert wurde.
- Correspondent Confidential: Strange Border Kidnappings in Kosovo (Memento vom 10. Juli 2015 auf WebCite) (englisch, 13:13 Minuten), Vice News, 2014, von Michael Montgomery; auch erschienen als: Strange Border Kidnappings in Kosovo: Correspondent Confidential. YouTube, veröffentlicht vom YouTube-Kanal VICE News am 16. Juni 2014.

Michael Montgomery fasst im Video die Ermittlungen von seinen ersten Recherchen kurz nach dem Kosovokrieg bis zu den EU-Untersuchungen von 2011–2014 kurz zusammen.

### Bericht Europarat
- Inhuman treatment of people and illicit trafficking in human organs in Kosovo. (Draft report, provisional version; PDF (Memento vom 5. Januar 2015 auf WebCite)), Parliamentary Assembly, Report: AS/Jur (2010) 46, Committee on Legal Affairs and Human Rights, 12. Dezember 2010, von Dick Marty (archiviert (Memento vom 1. Dezember 2013 auf WebCite))
- Inhuman treatment of people and illicit trafficking in human organs in Kosovo (Report; PDF (Memento vom 5. Januar 2015 auf WebCite)), Parliamentary Assembly, Doc. 12462, Committee on Legal Affairs and Human Rights, von Dick Marty, 7. Januar 2011.

### Menschenrechtsberichte
- Abuses against Serbs and Roma in the new Kosovo. (Memento vom 10. August 2014 auf WebCite) Human Rights Watch, (englisch), August 1999, Volume 11, No. 10 (D).
- Human Rights in Kosovo: As Seen, As Told. Volume II, 14 June – 31 October 1999. (PDF) OSCE/OMIK (englisch). Mit einer Einleitung von Daan Everts. 5. November 1999. Auch als serbische Fassung: osce.org (PDF).

### Gerichtsverfahren
Medicus-Fall:
- Indictment (Lutfi Dervishi et al.) (englisch, PDF, keine offizielle Version!; 390 kB), Special Prosecution Office of the Republic of Kosovo, Special Prosecutor – EULEX (Jonathan Ratel), PPS no. 02/09, 15. Oktober 2010 (Anklageschrift gegen Lutfi DERVISHI, Arban DERVISHI, Driton JILTA, Ilir RRECAJ und Sokol HAJDINI). Eine Facsimilie-Version der Anklageschrift findet sich auf lajmeshqip.com (albanisch).
- Submission on Confirmation of Indictment Hearing – On behalf of Defendant Lutfi Dervishi (Lutfi Dervishi et al.) (englisch, PDF, keine offizielle Version!; 149 kB), PPS no. 02/09, 1. Dezember 2010
- District Court of Pristina

- KA 278/20, P 309/10, KA 309/10, P 340/10, Medicus case – 27. April 2011 (englisch, PDF; 290 kB)
- KA 278/20, P 309/10, KA 309/10, P 340/10, Medicus case – 2. März 2011 (englisch, PDF; 1,3 MB)

- Basic Court of Pristina

- P 309/10, P 340/10, Medicus case - Judgment, 29. April 2013 (Urteil auf Englisch, PDF; 1,4 MB)